# Król (karta)

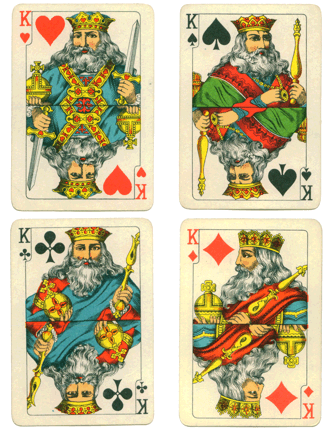
Cztery króle w popularnym w PRL-u wzorze nadreńskim.

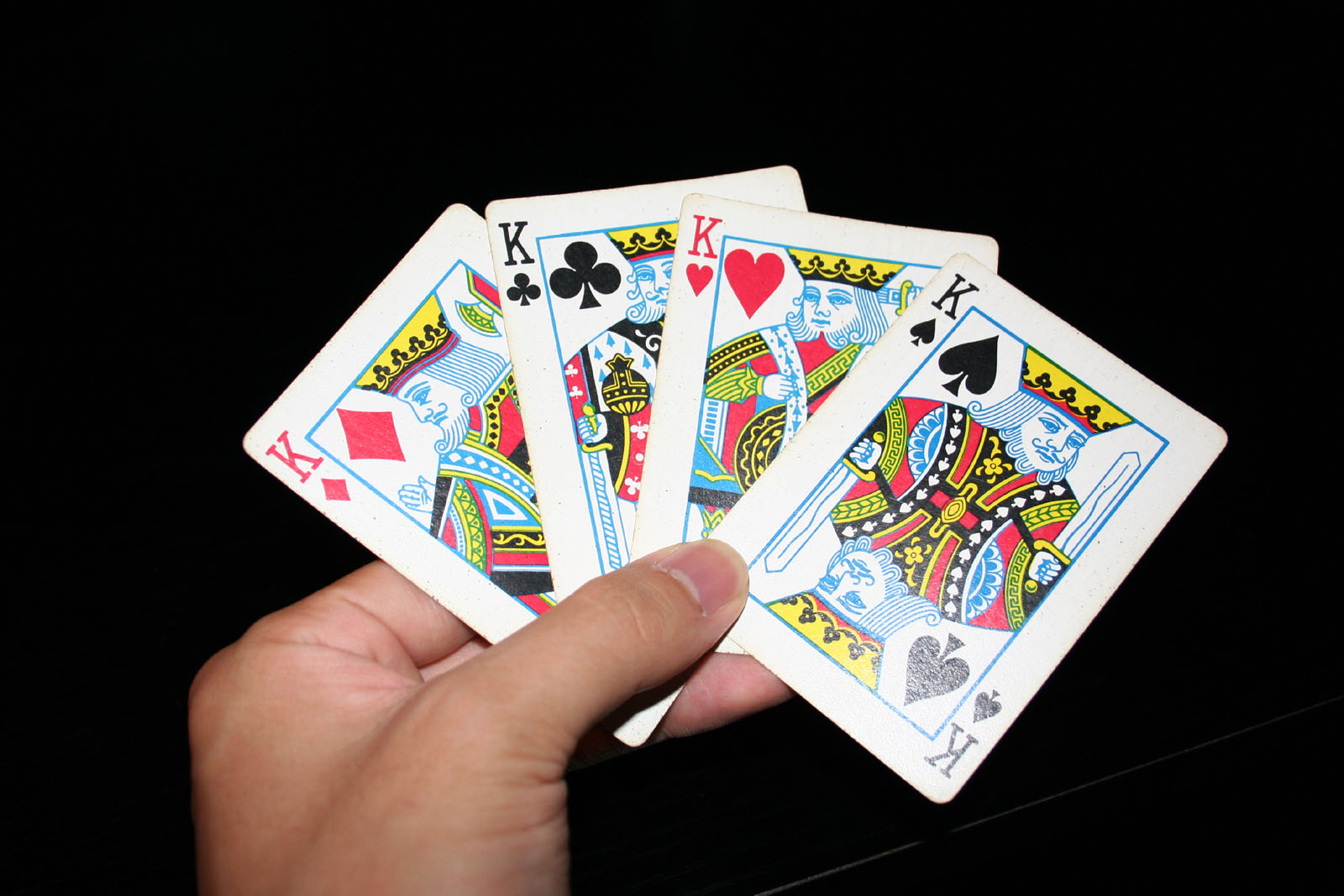
Cztery króle we wzorze anglo-amerykańskim

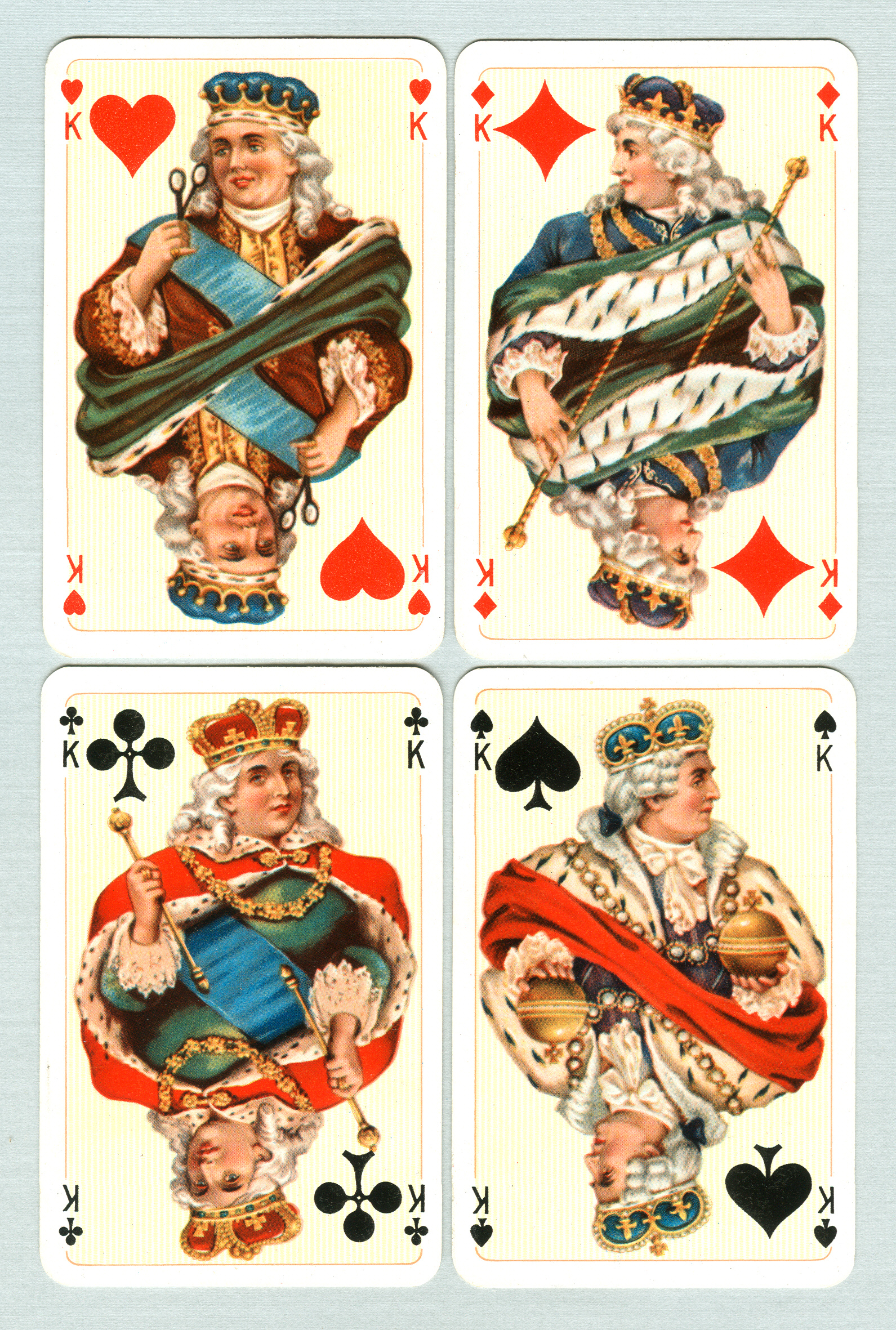
Cztery króle z talii typu barokowego

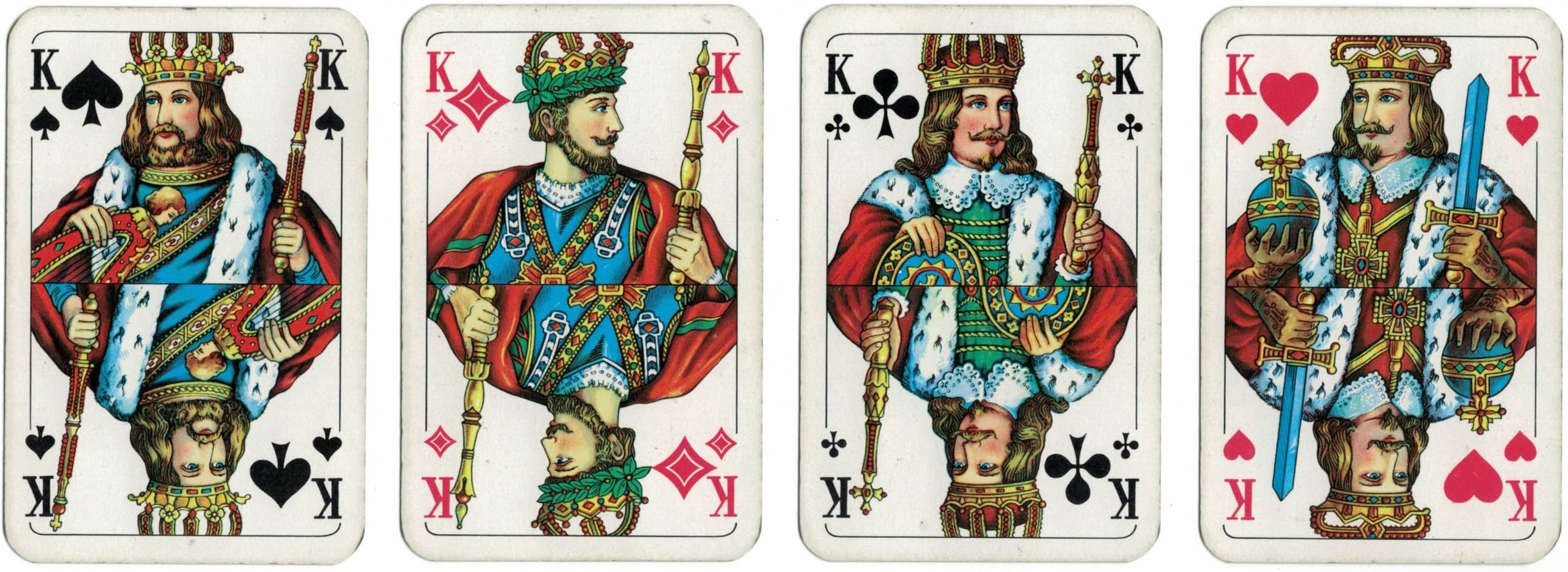
Cztery króle z kart typu berlińskiego

Król – karta do gry przedstawiająca najczęściej wizerunek monarchy, zwykle z berłem lub mieczem w ręku. W tradycyjnej hierarchii ważności kart król funkcjonuje jako 13 karta; umiejscowiony jest między damą a asem i jest zazwyczaj drugą najsilniejszą kartą. Króla zalicza się (obok waleta i damy) do tzw. figur, gdzie jest on najstarszą z nich. Talia kart do gry zawiera cztery króle, po jednym w każdym kolorze (trefl, karo, kier i pik).

## Oznaczanie króli
Król posiada różne oznaczenia, w zależności od tego, w jakiej wersji językowej wyprodukowano daną talię:
- w wersjach polskiej, angielskiej, niemieckiej, szwedzkiej i rosyjskiej – K (od król, king, König, kung i король) – najpowszechniej używane oznaczenie
- w wersji francuskiej – R (roi)
- w wersji holenderskiej – H (heer)

## Wygląd króli

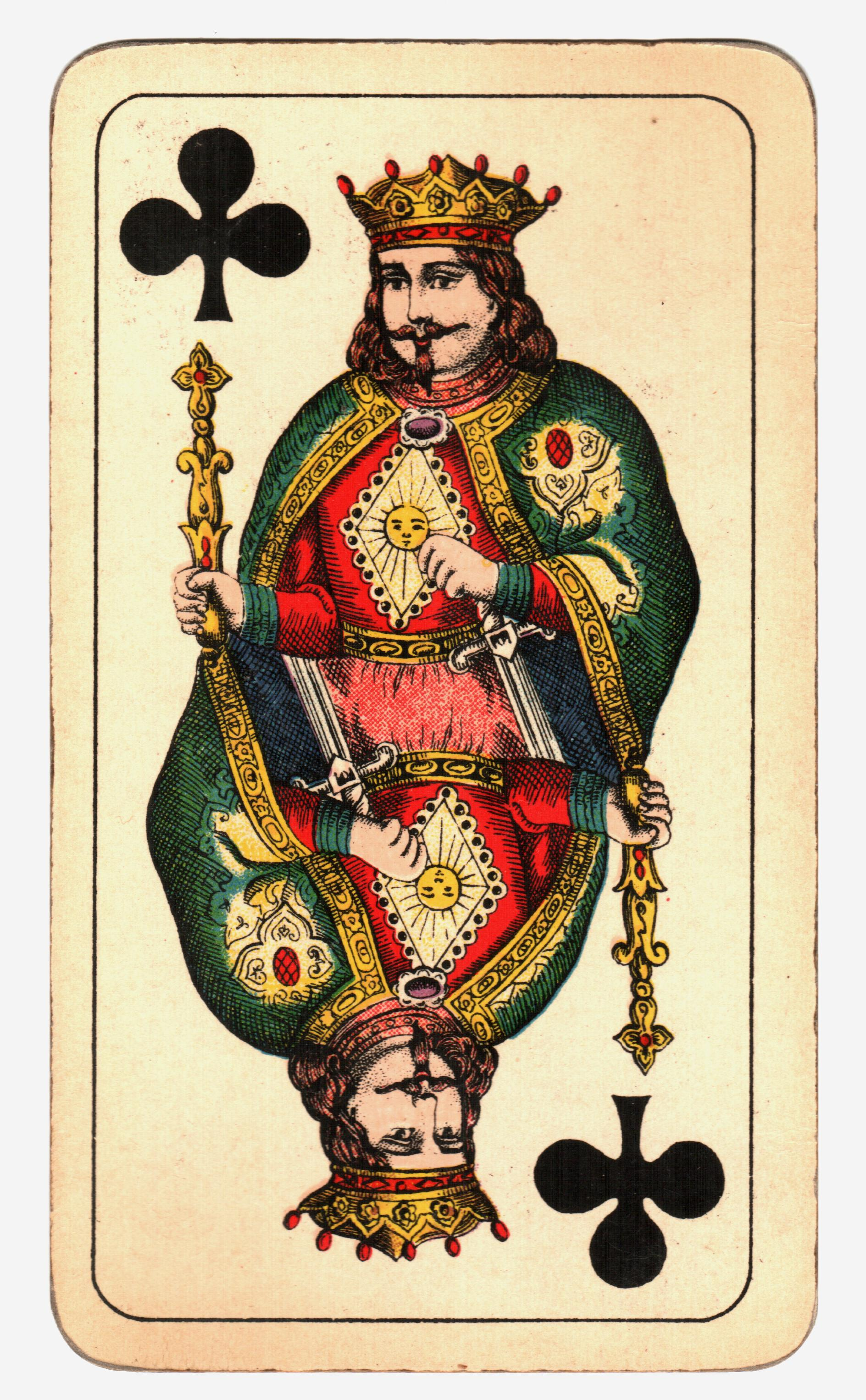
król trefl
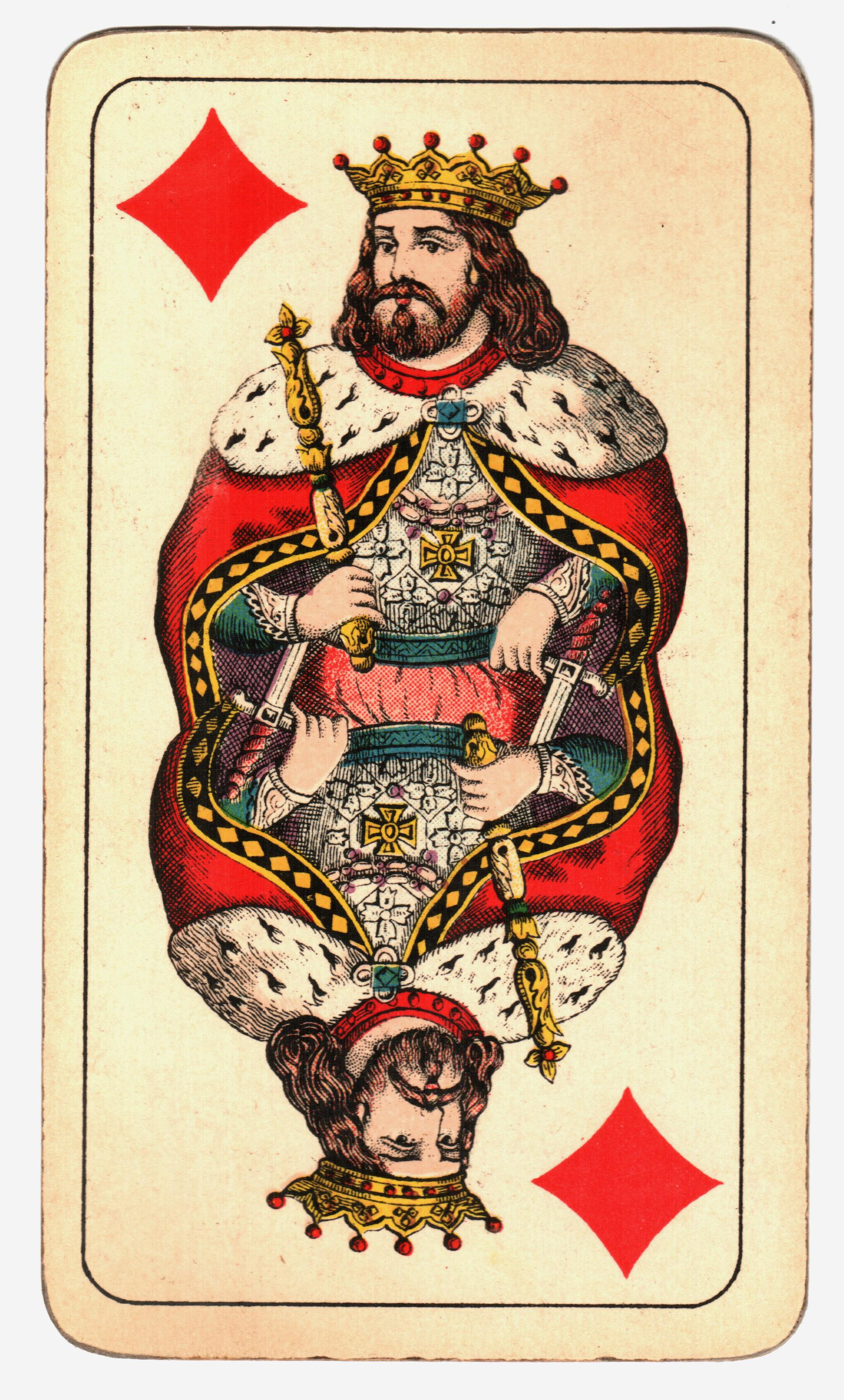
król karo
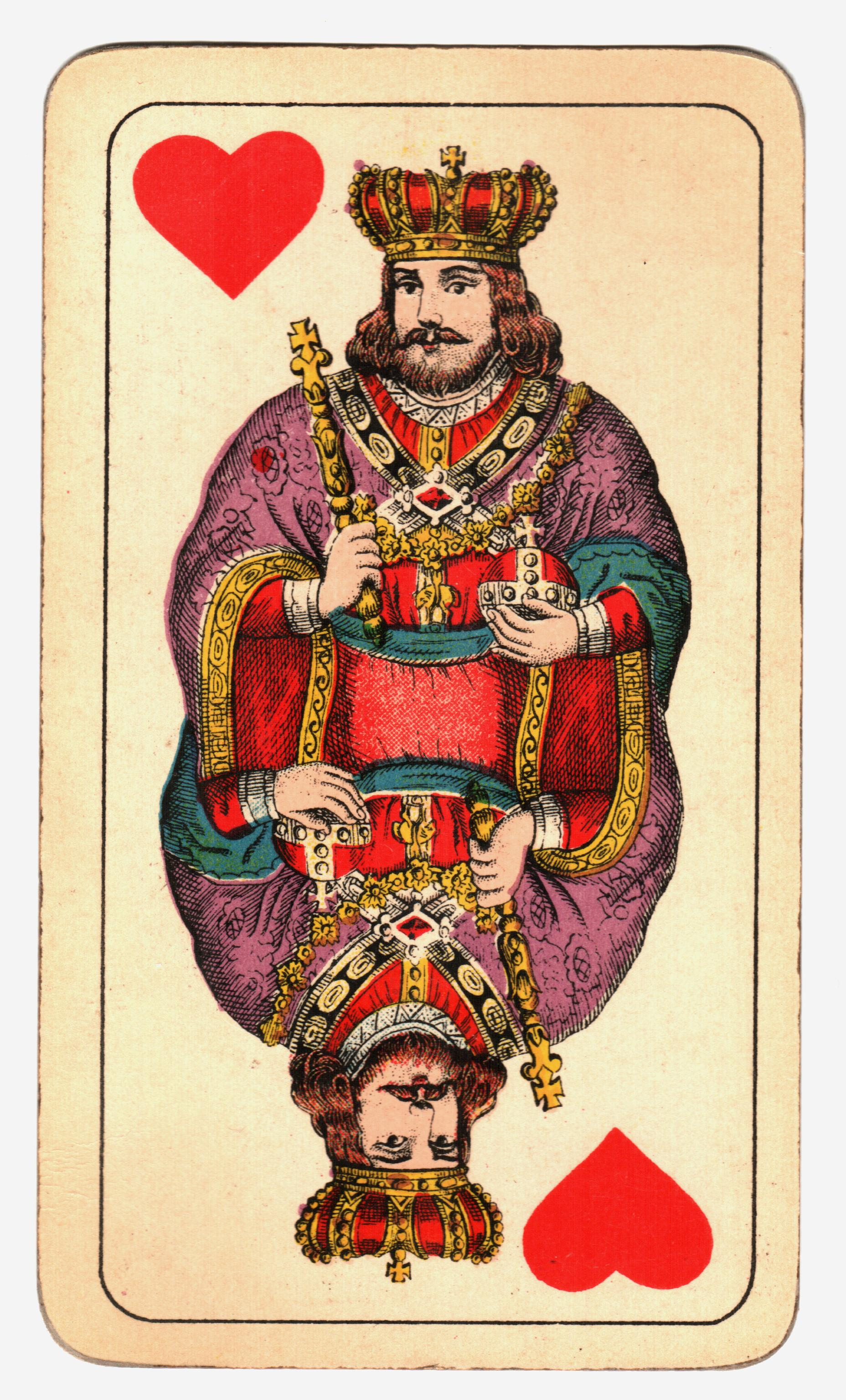
król kier
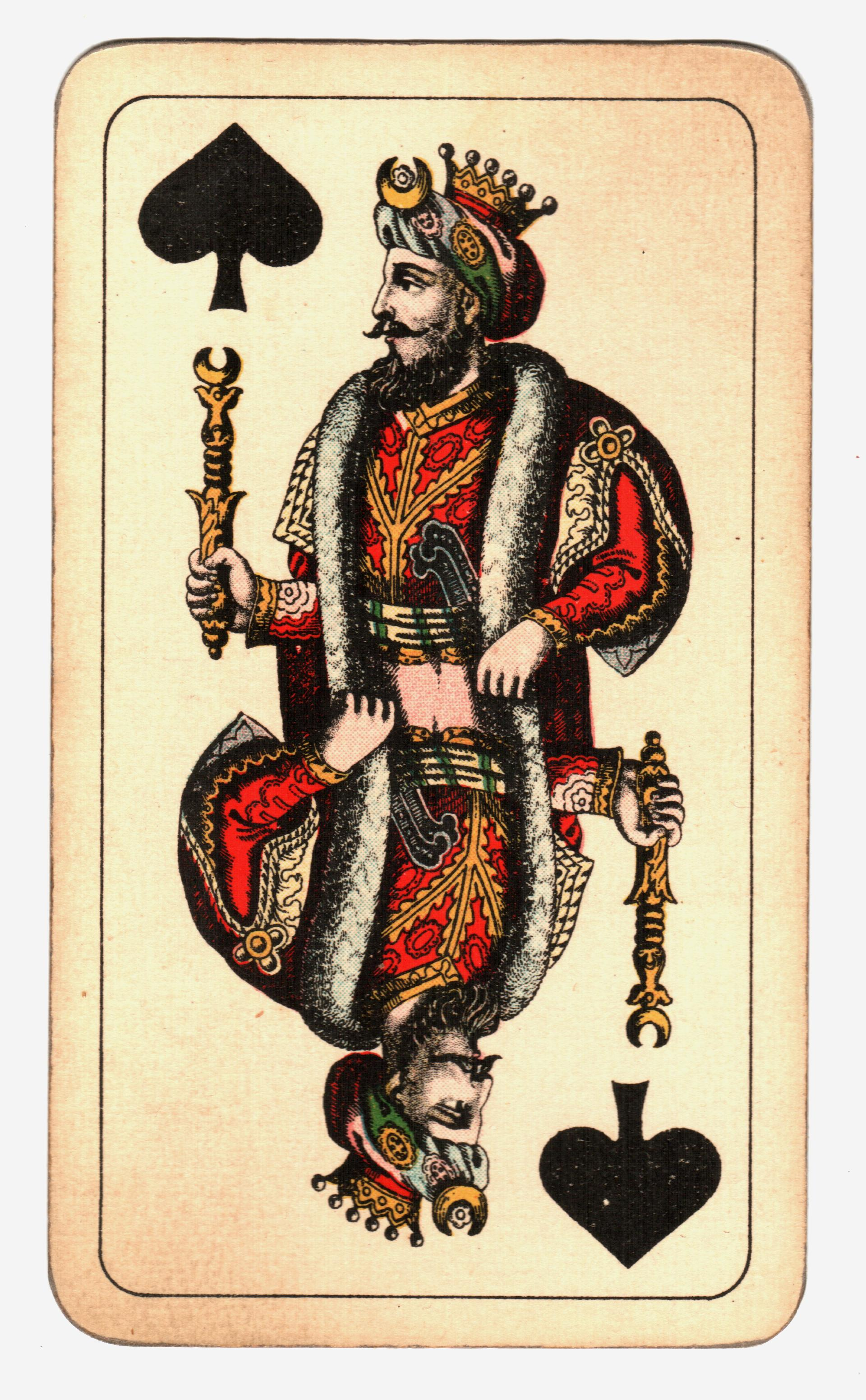
król pik

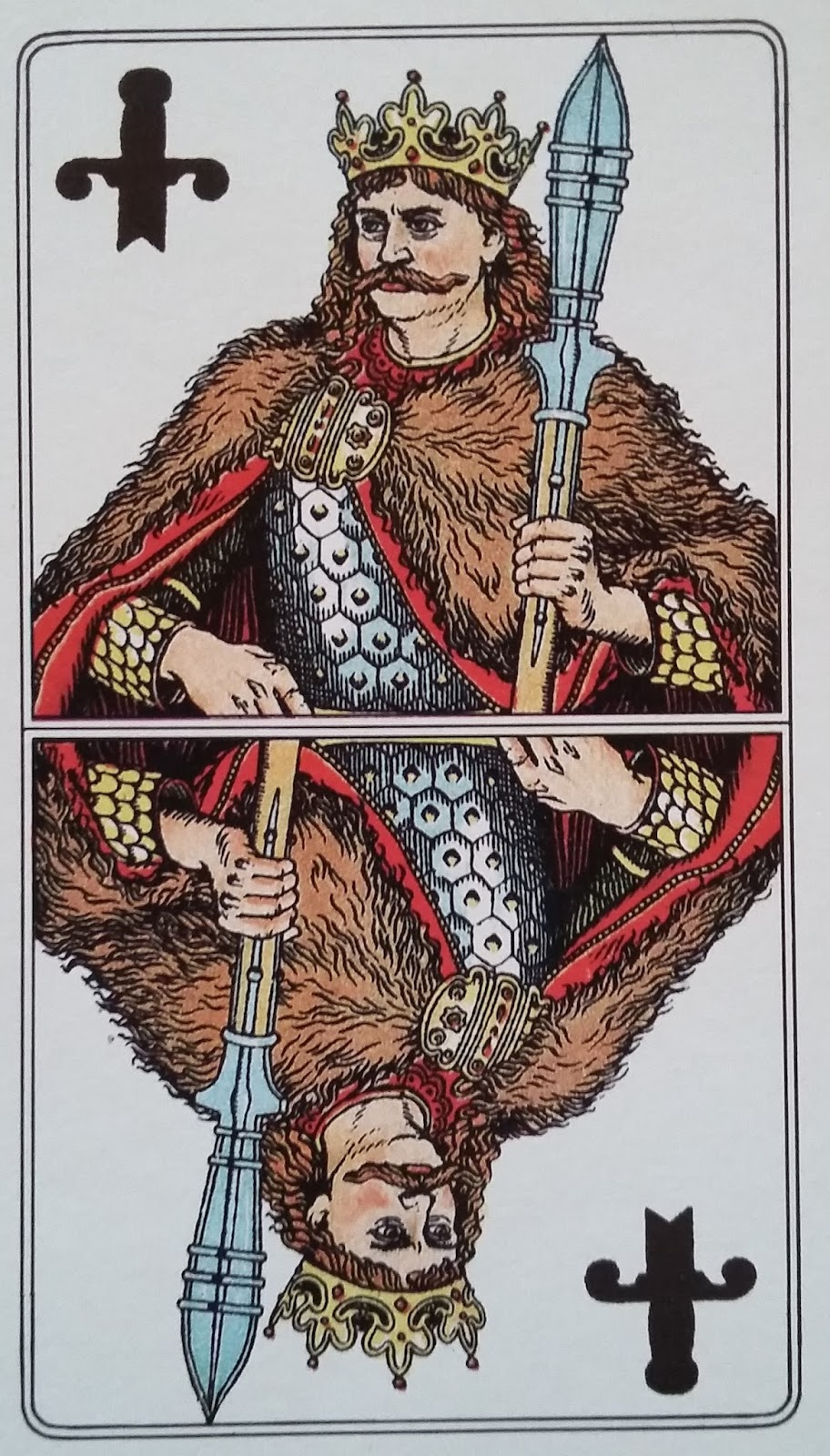
król trefl
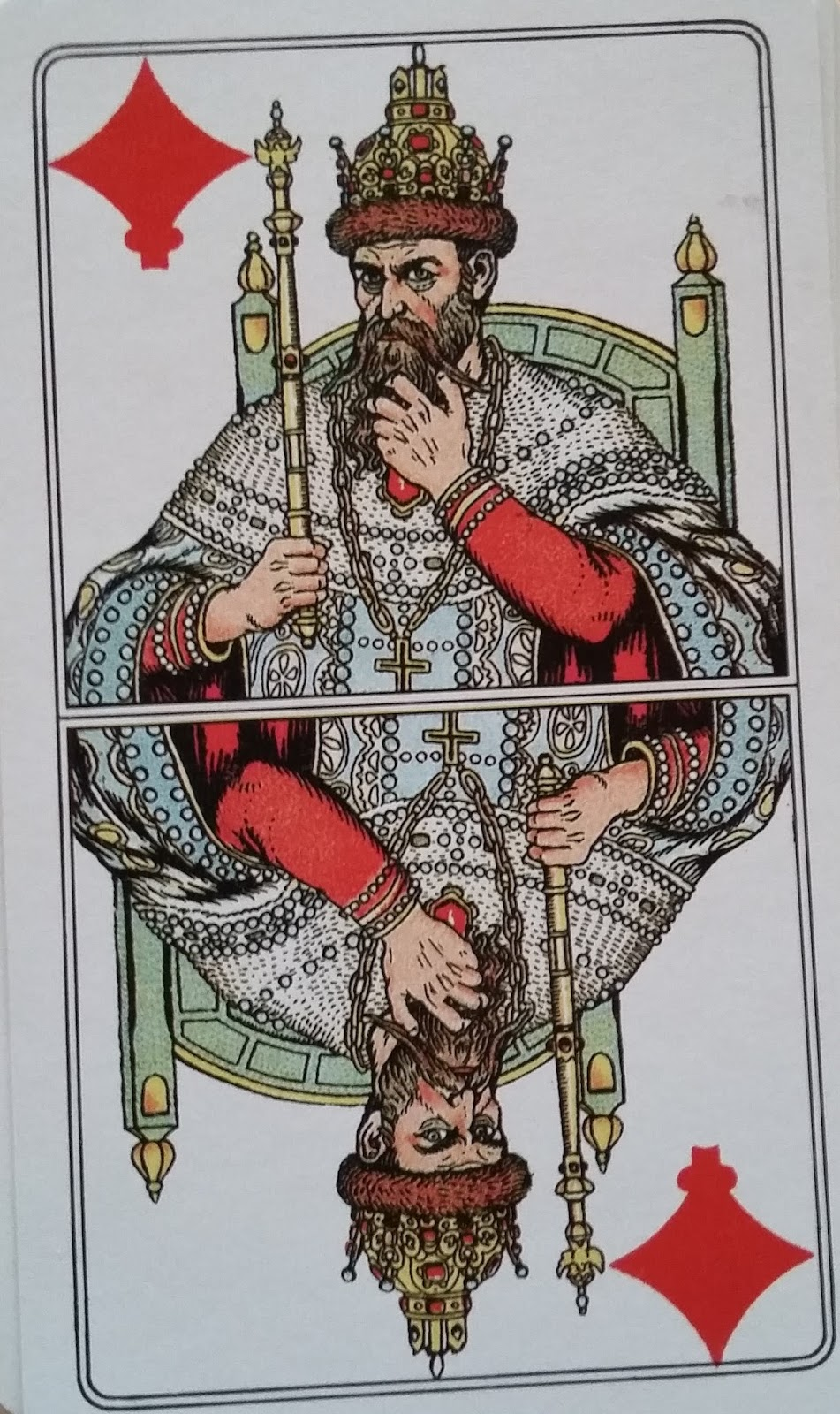
król karo
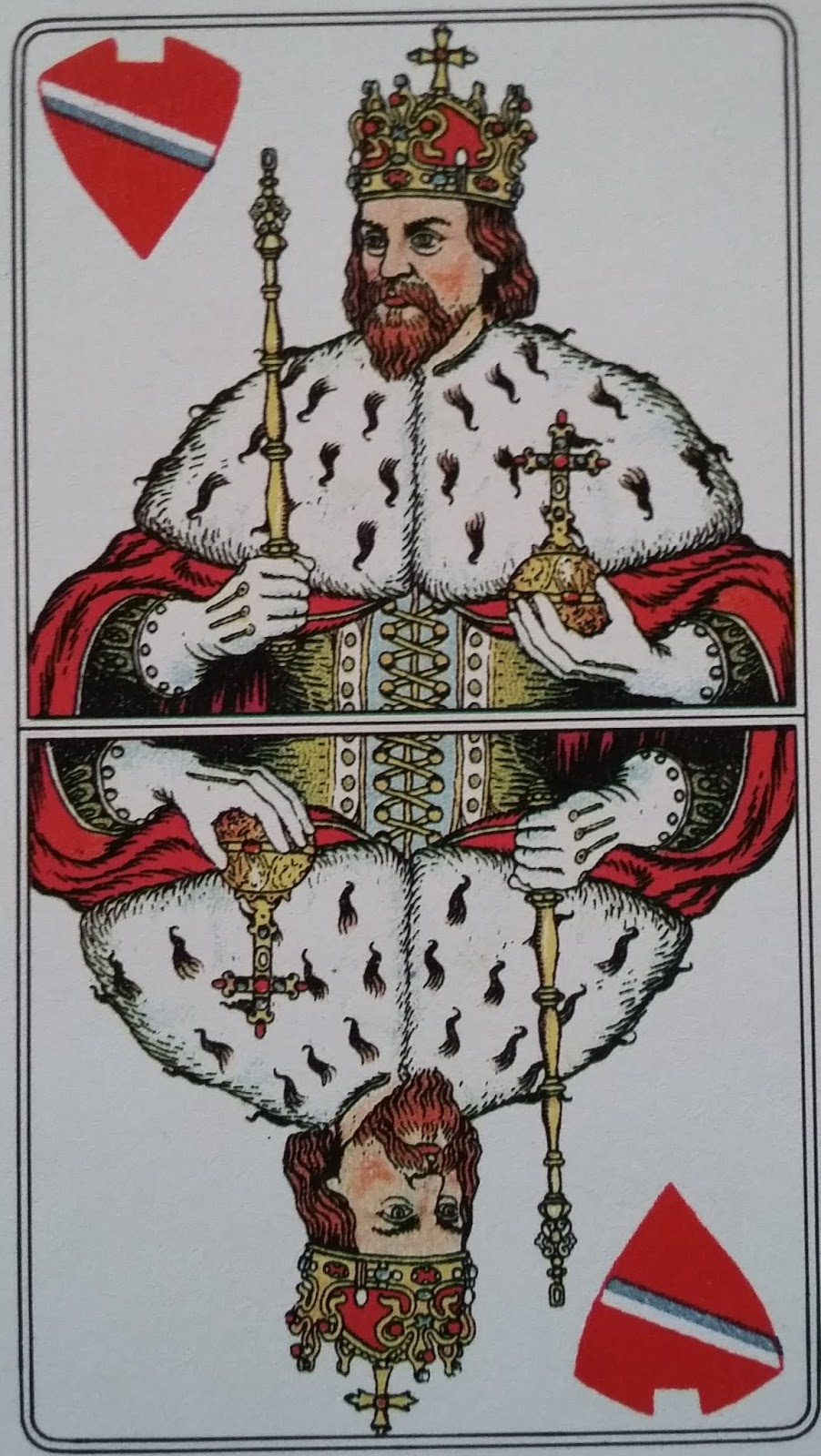
król kier
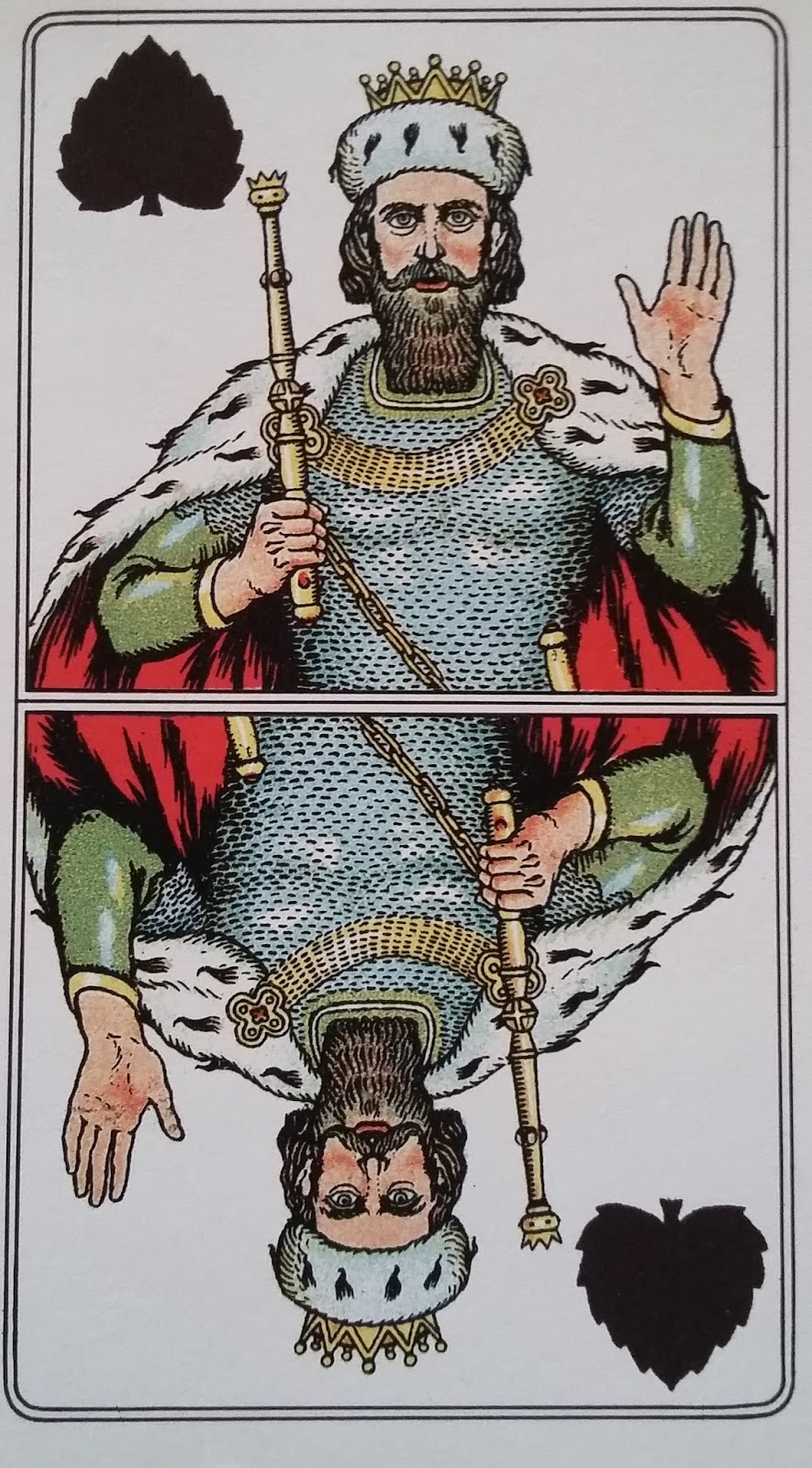
król pik

król trefl
król karo
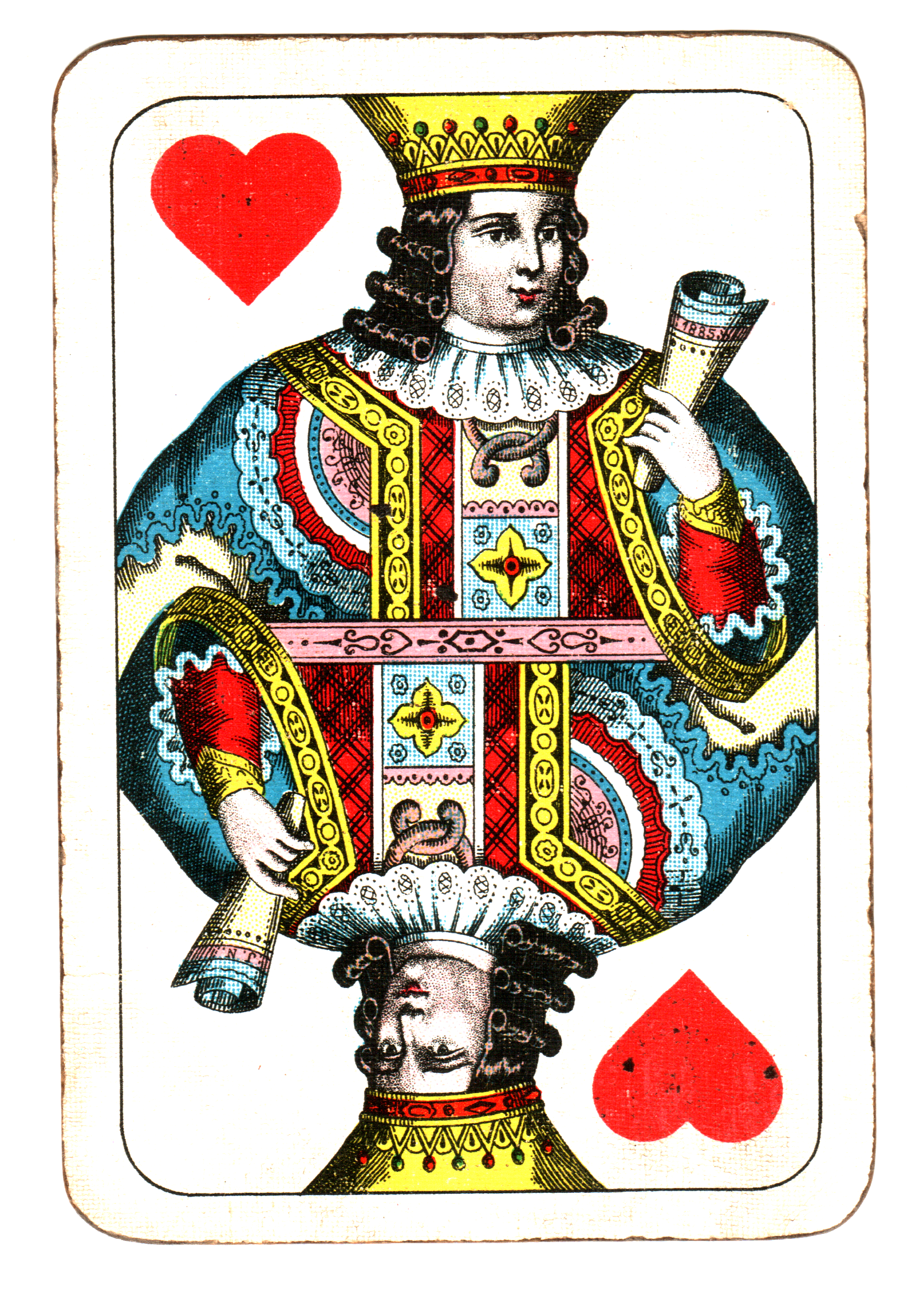
król kier
król pik

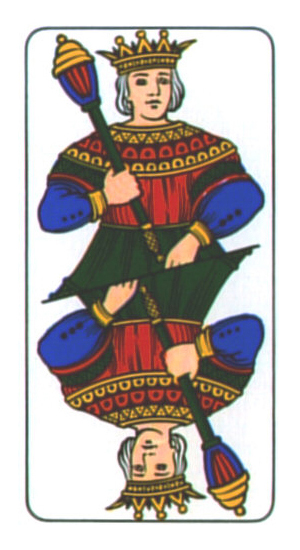
król maczug
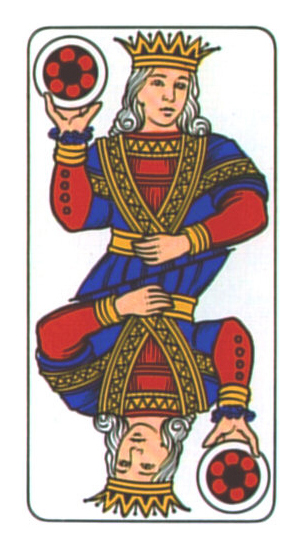
król monet
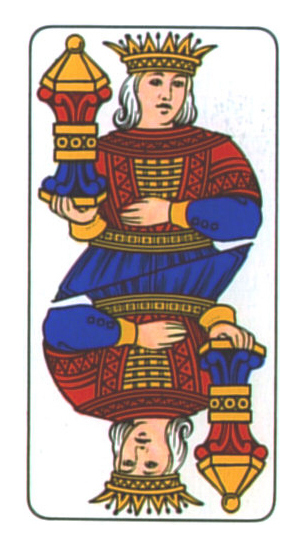
król kielichów
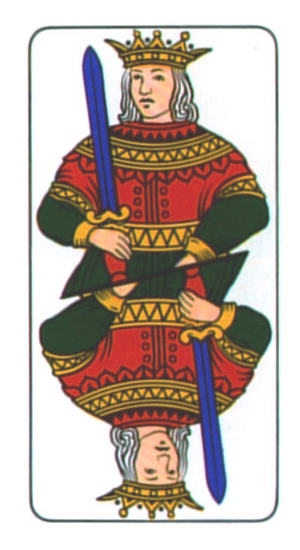
król mieczy

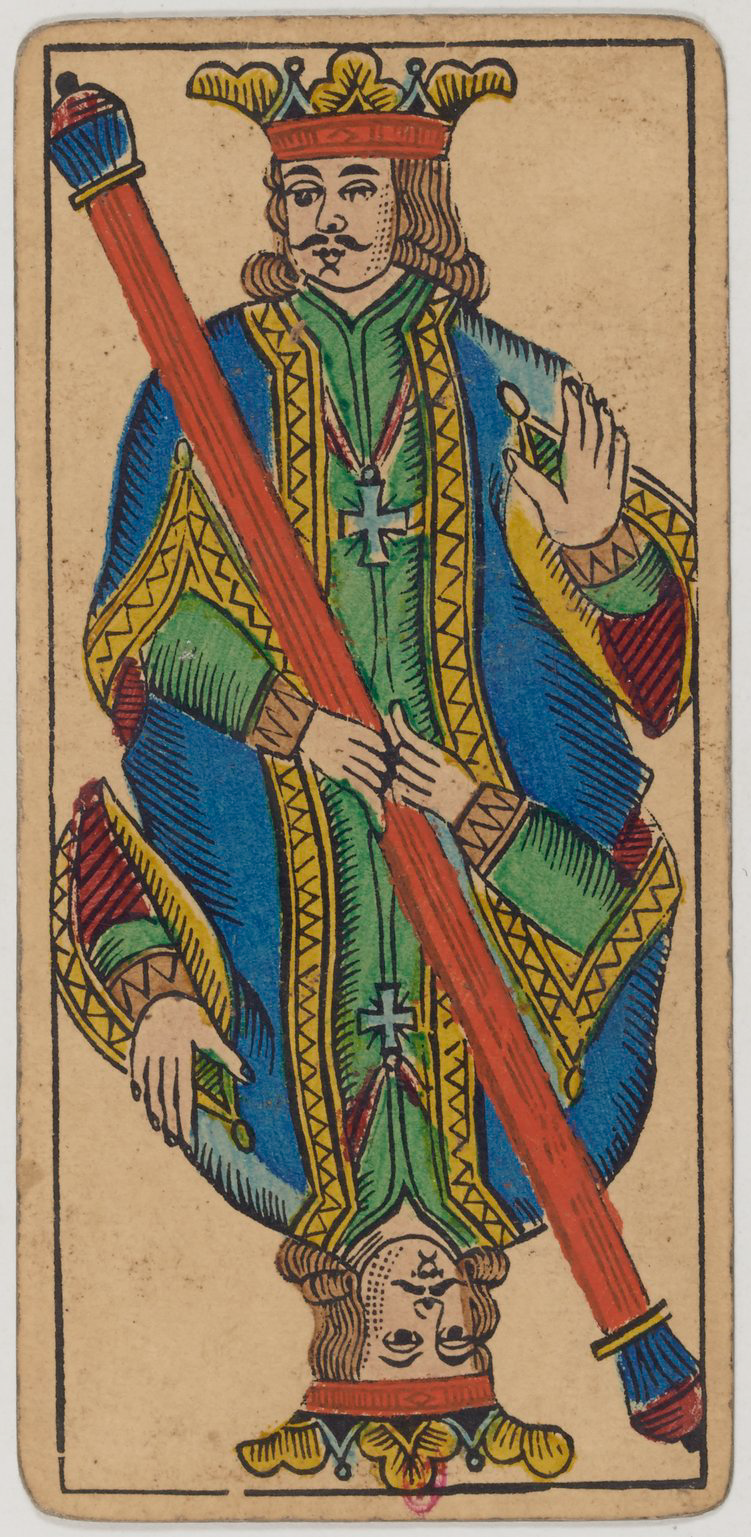
król maczug
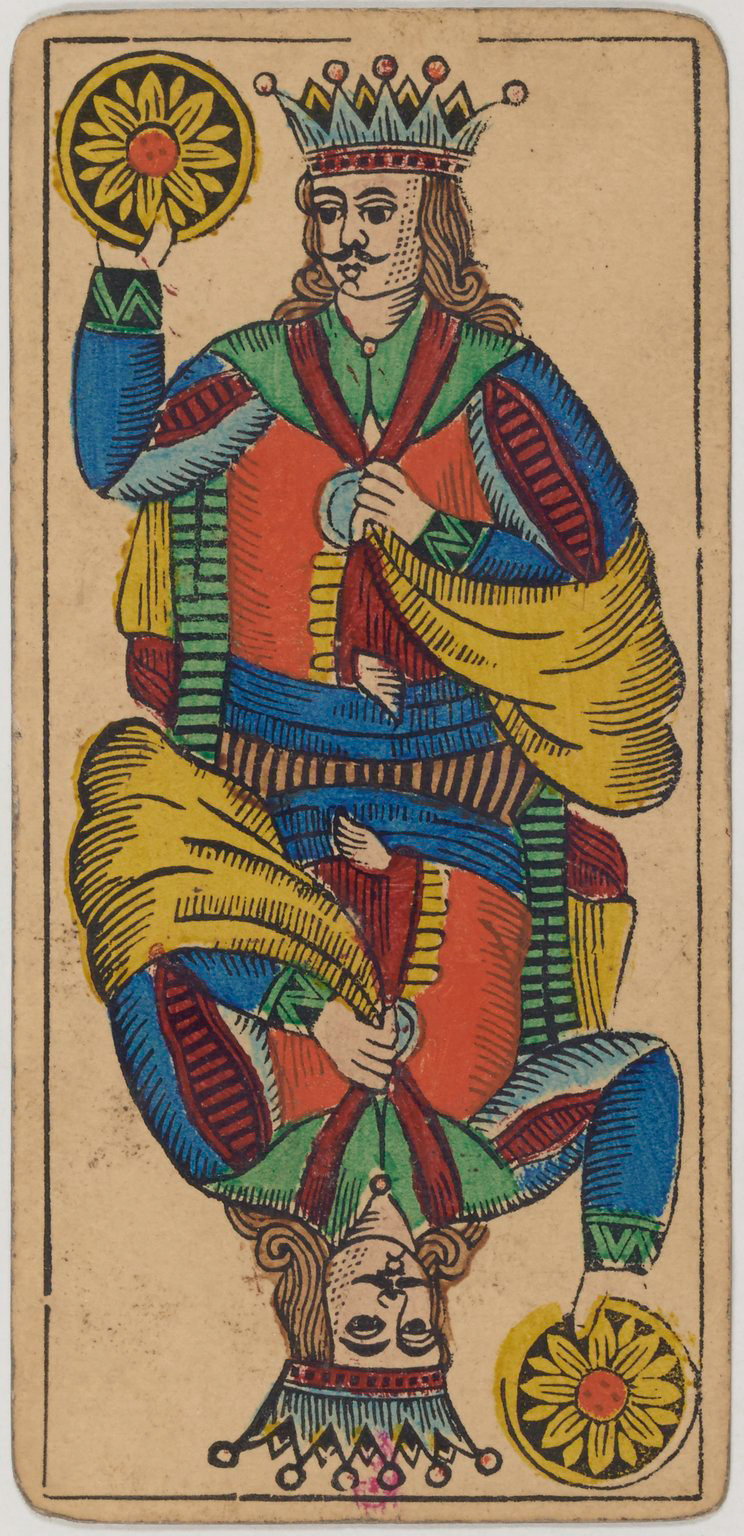
król kwiatów
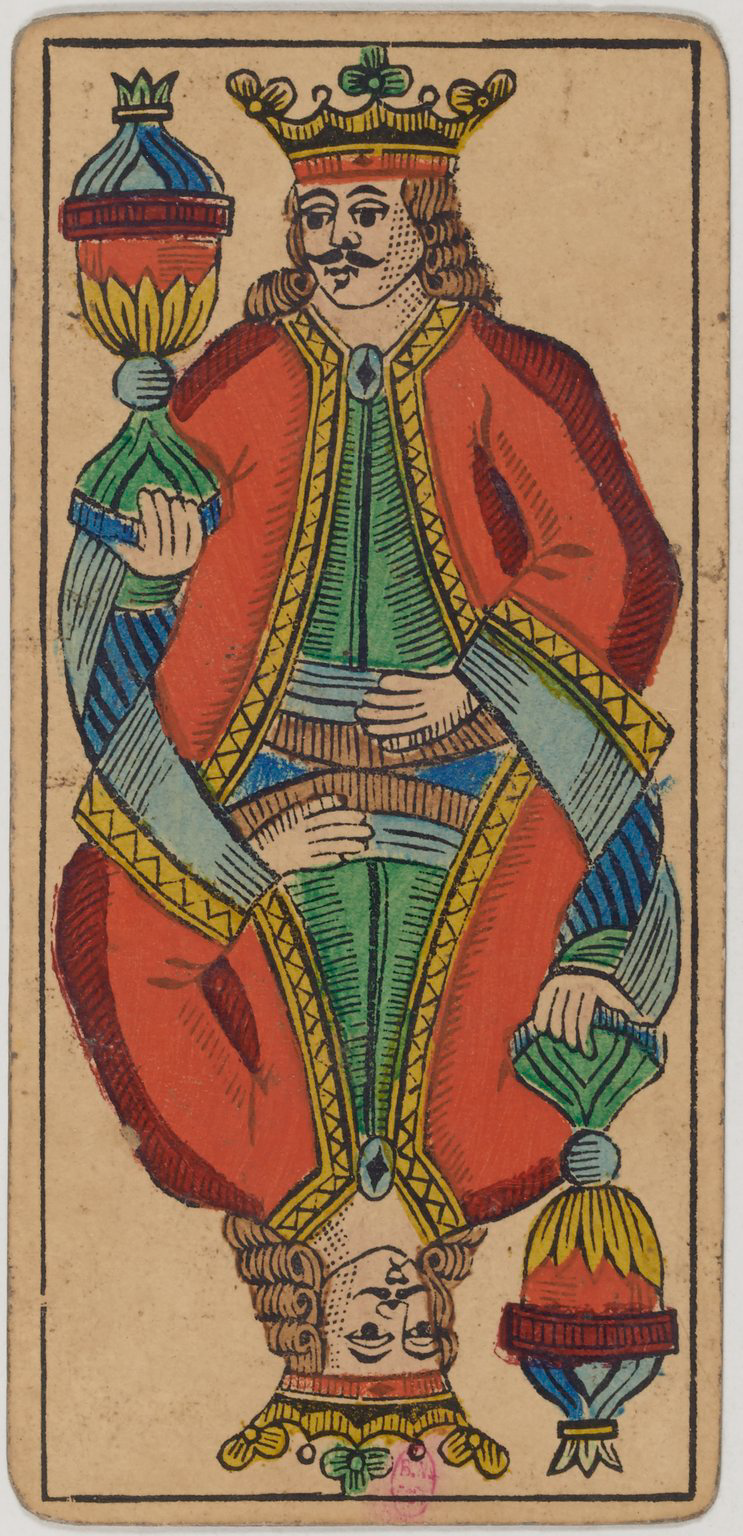
król kielichów
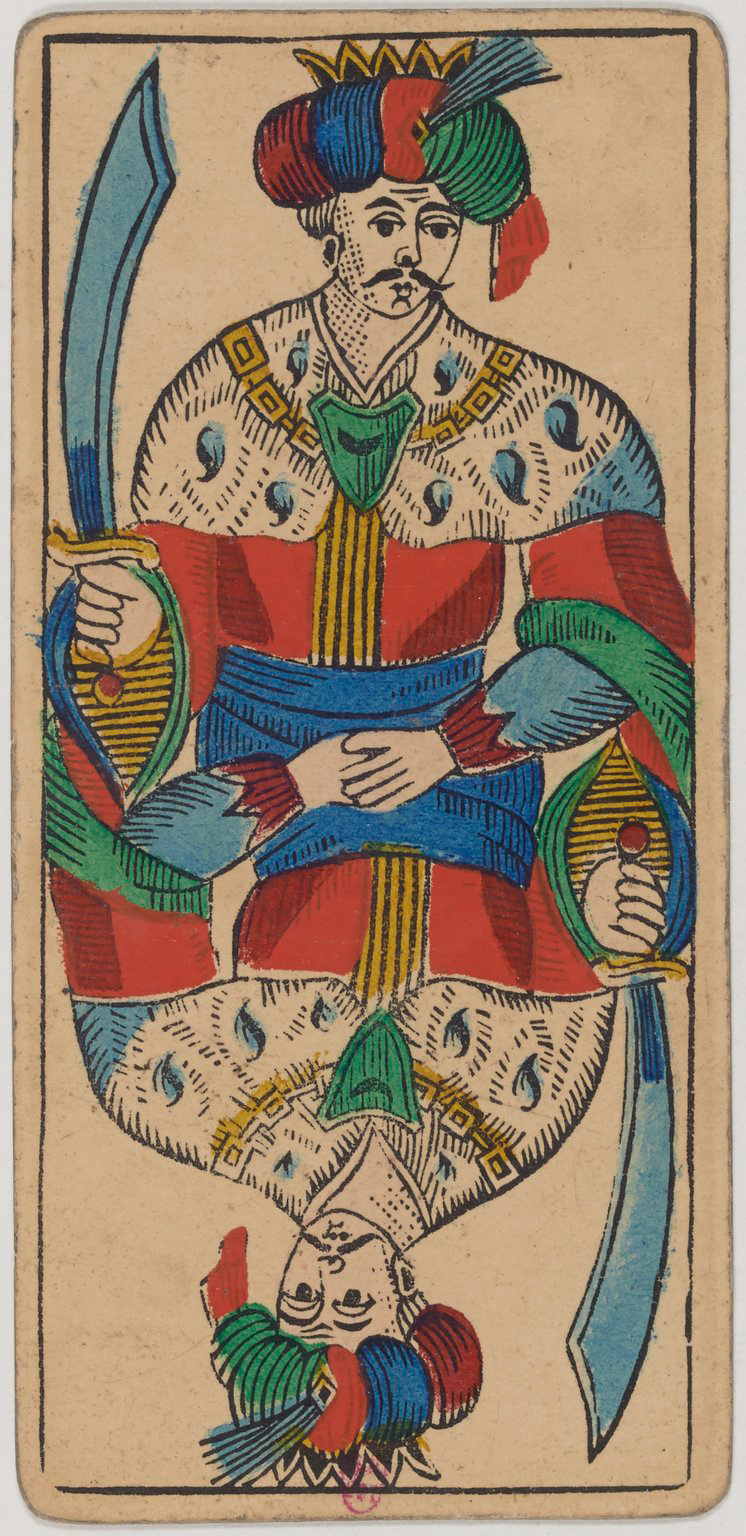
król mieczy

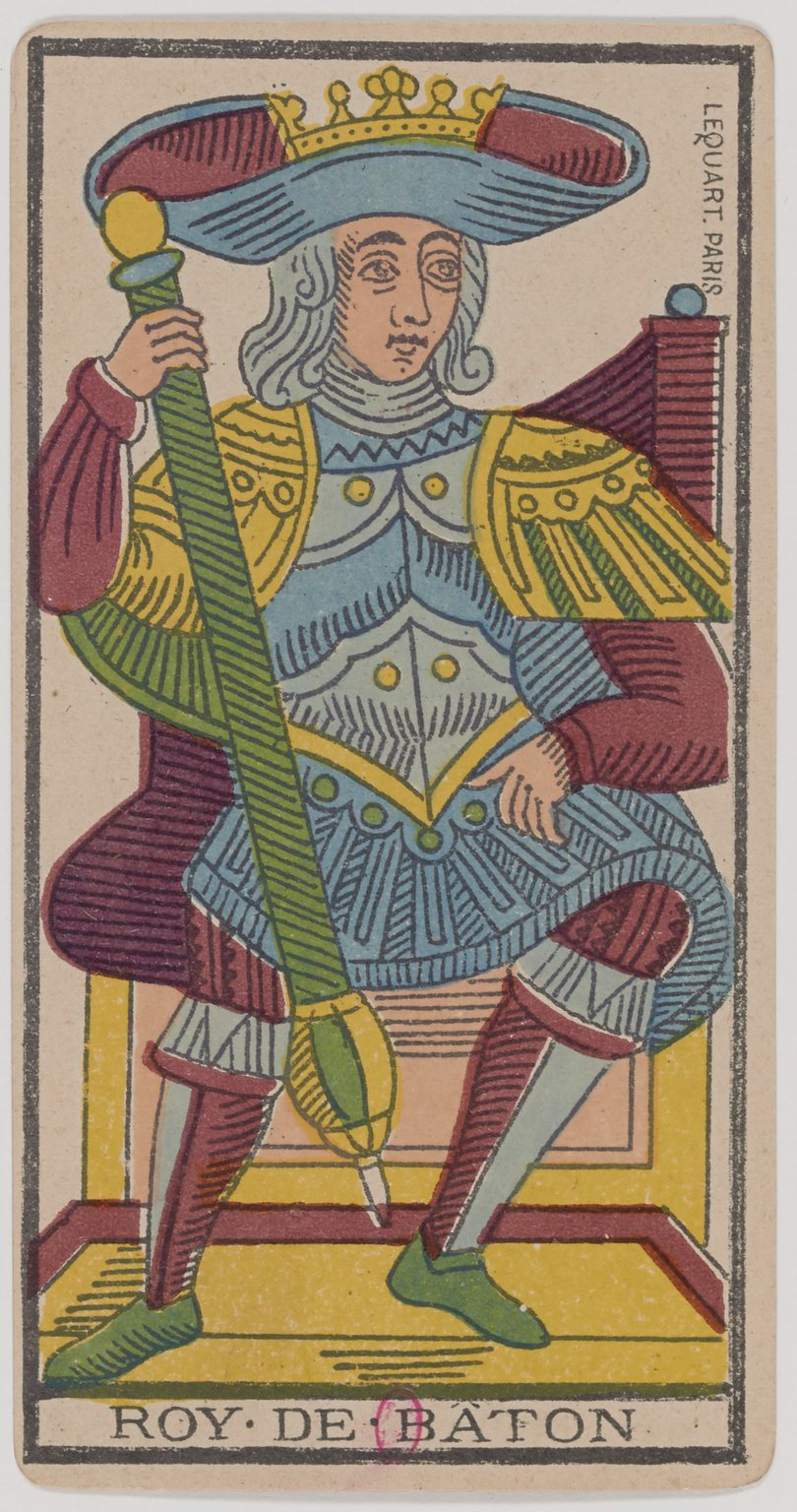
król maczug
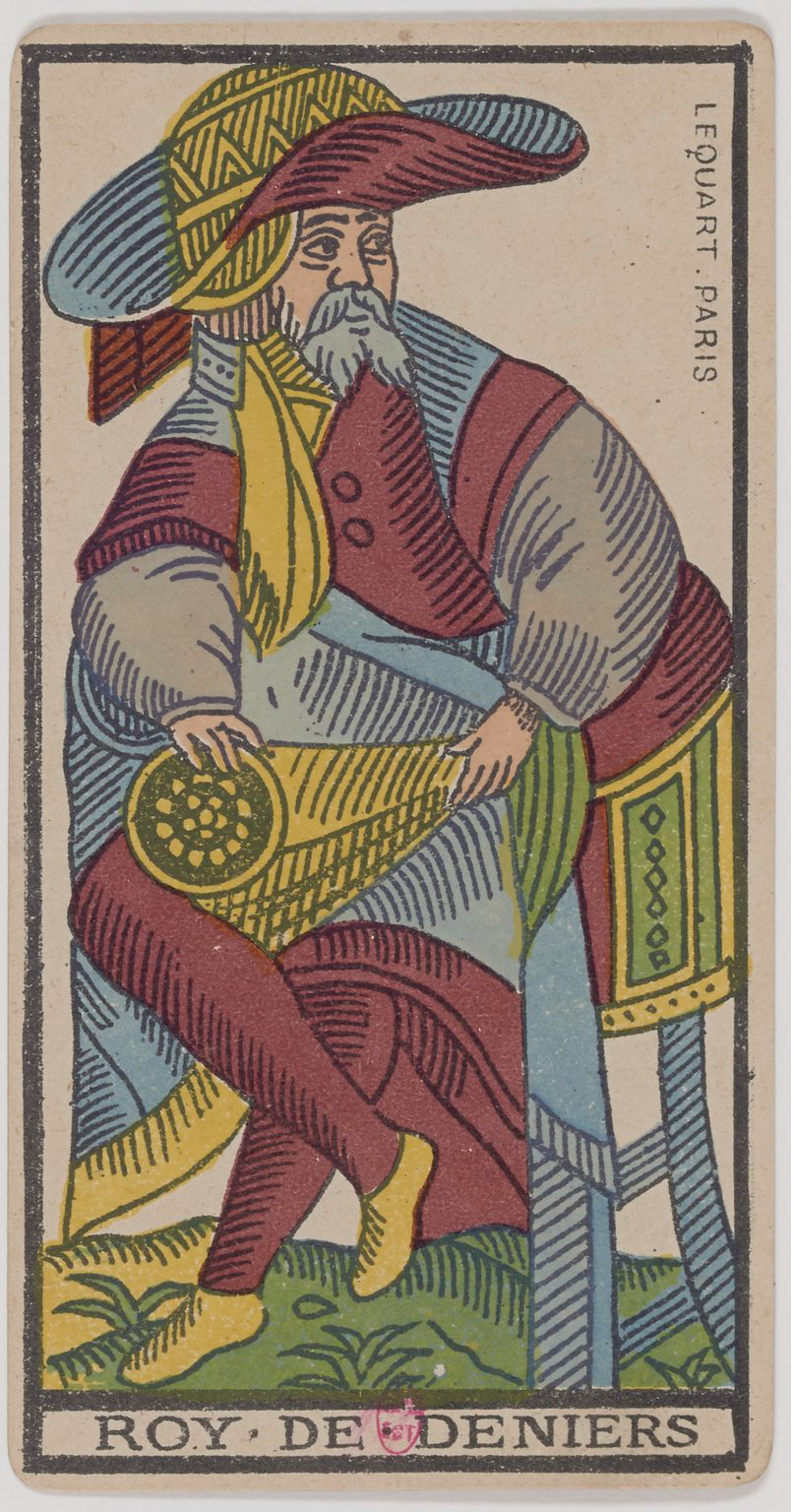
król monet
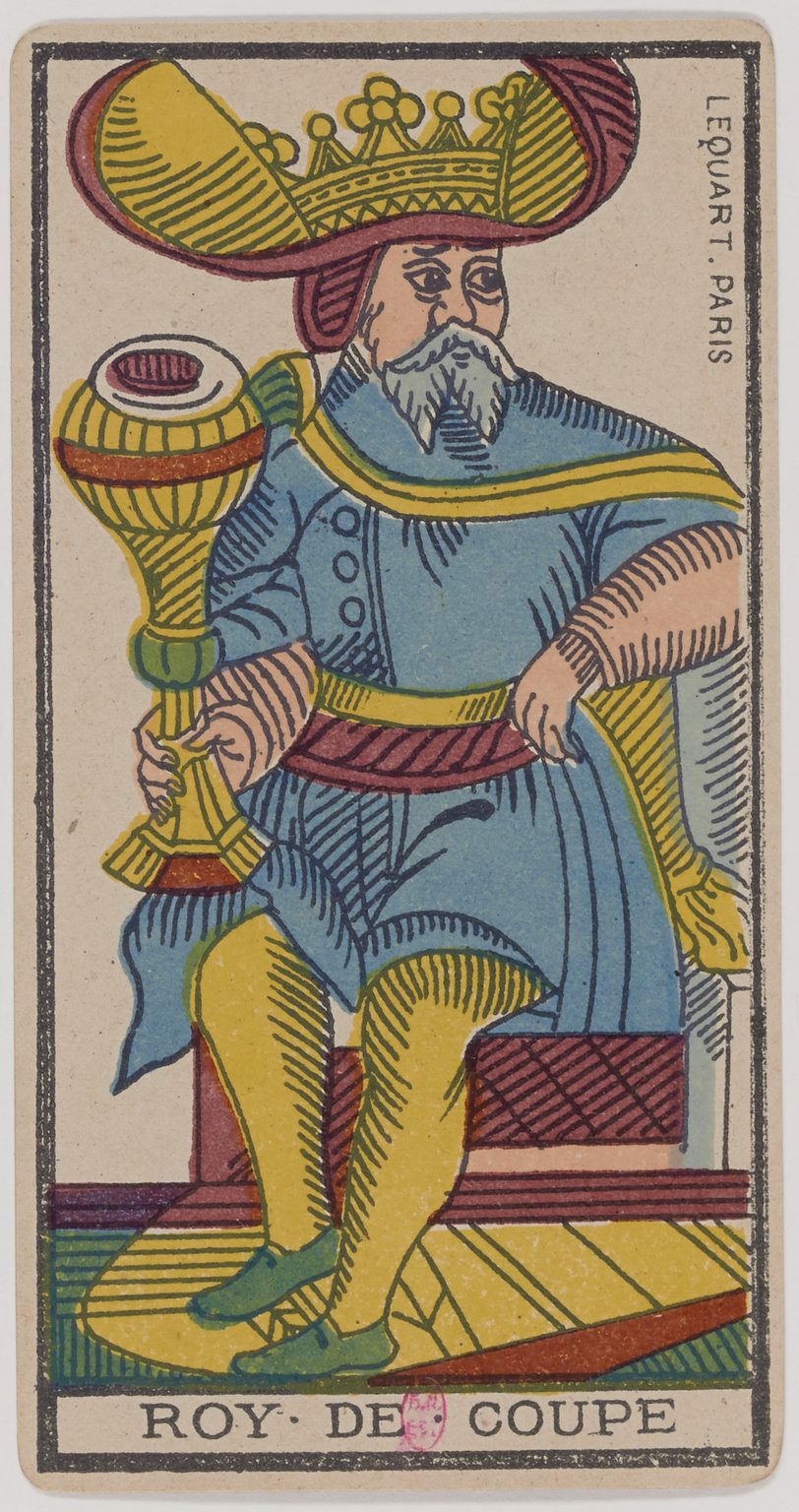
król kielichów
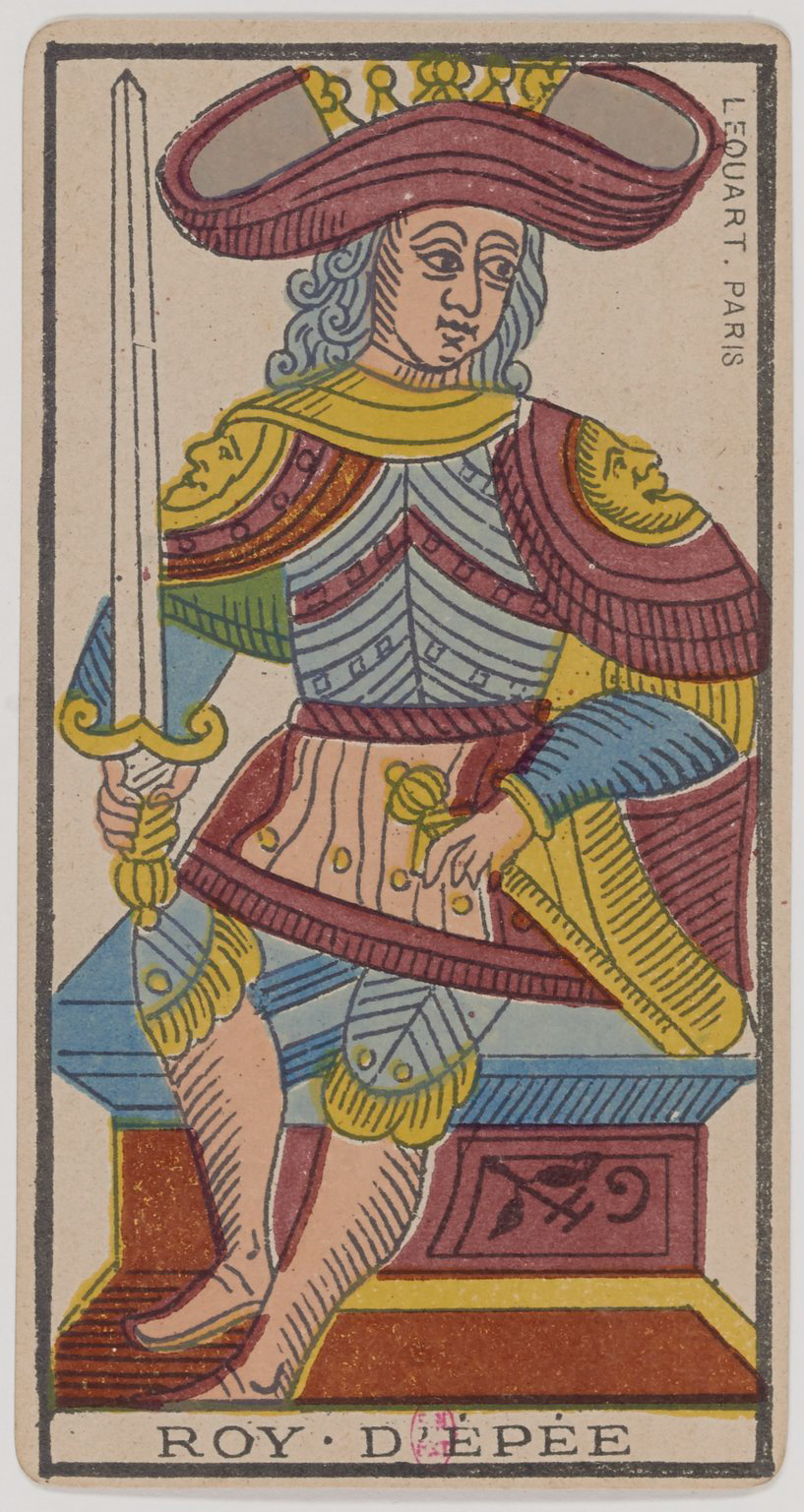
król mieczy

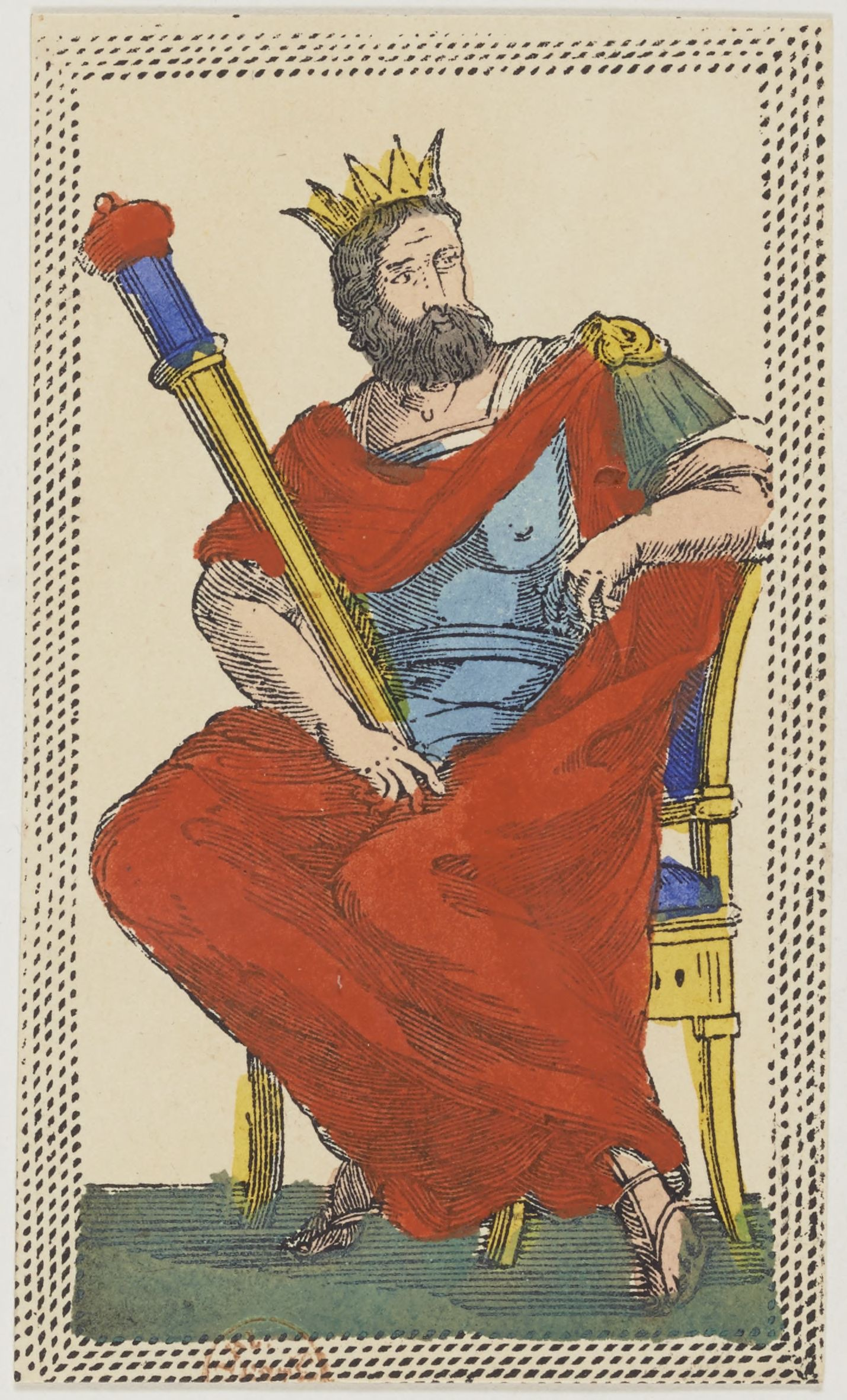
król maczug
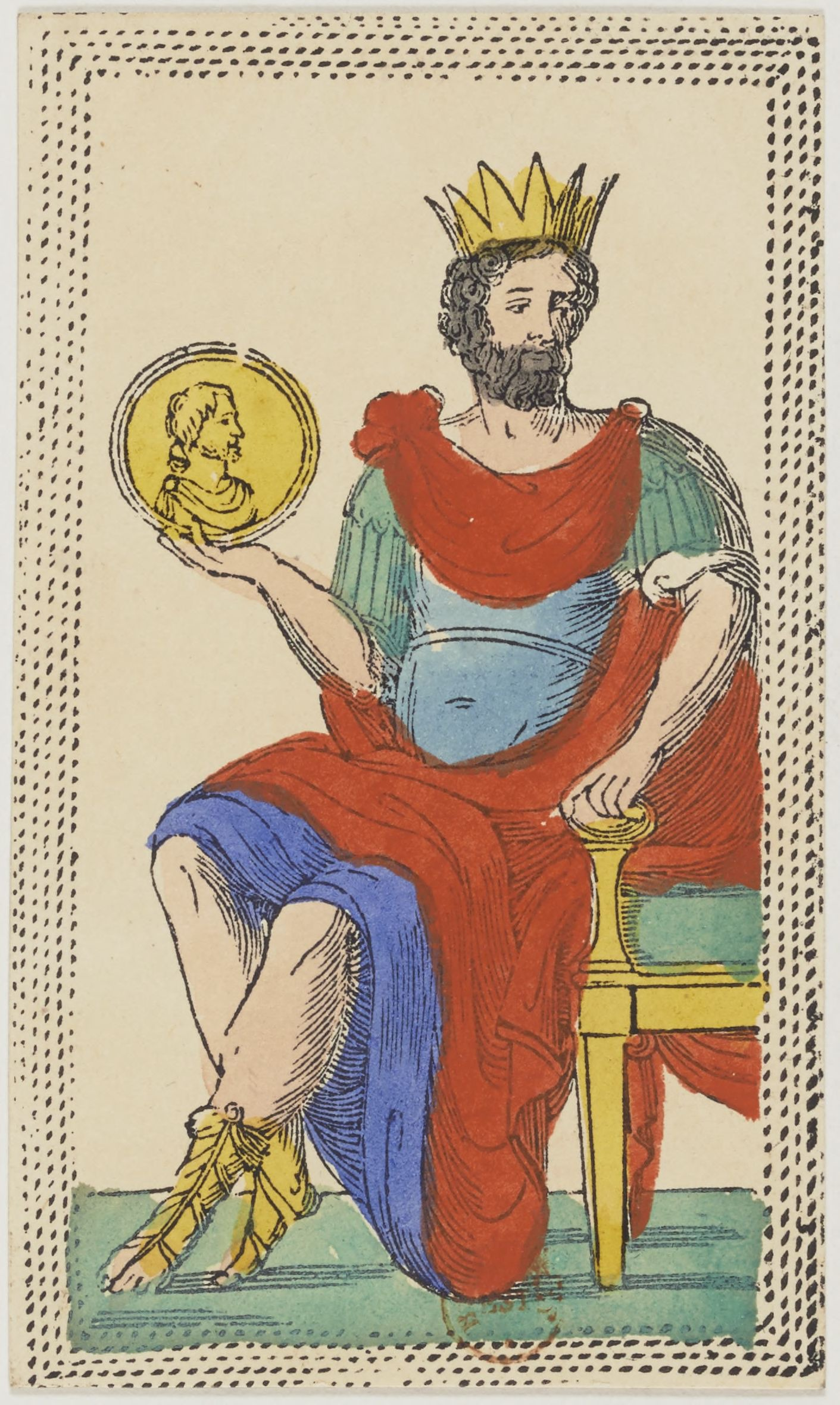
król monet
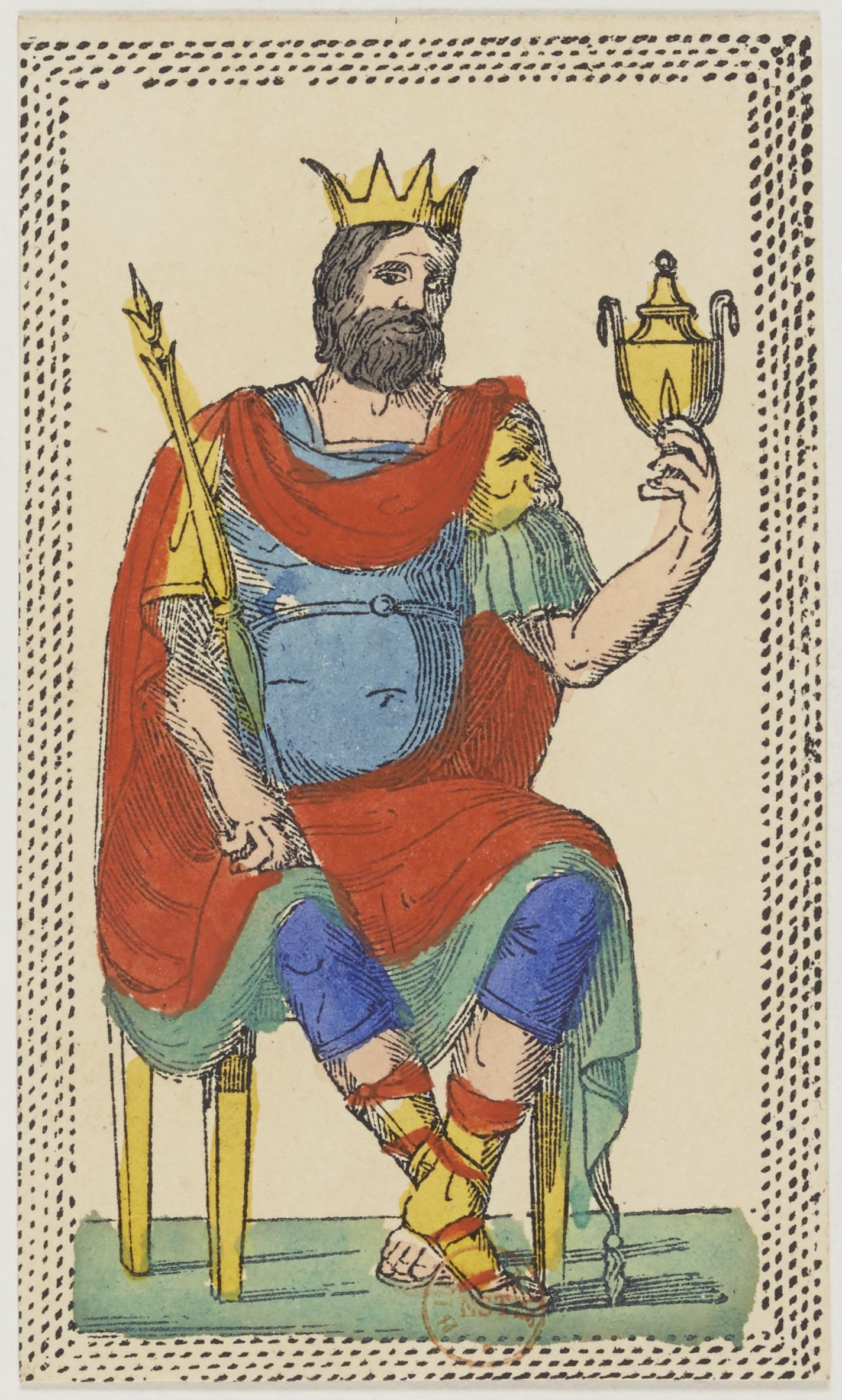
król kielichów
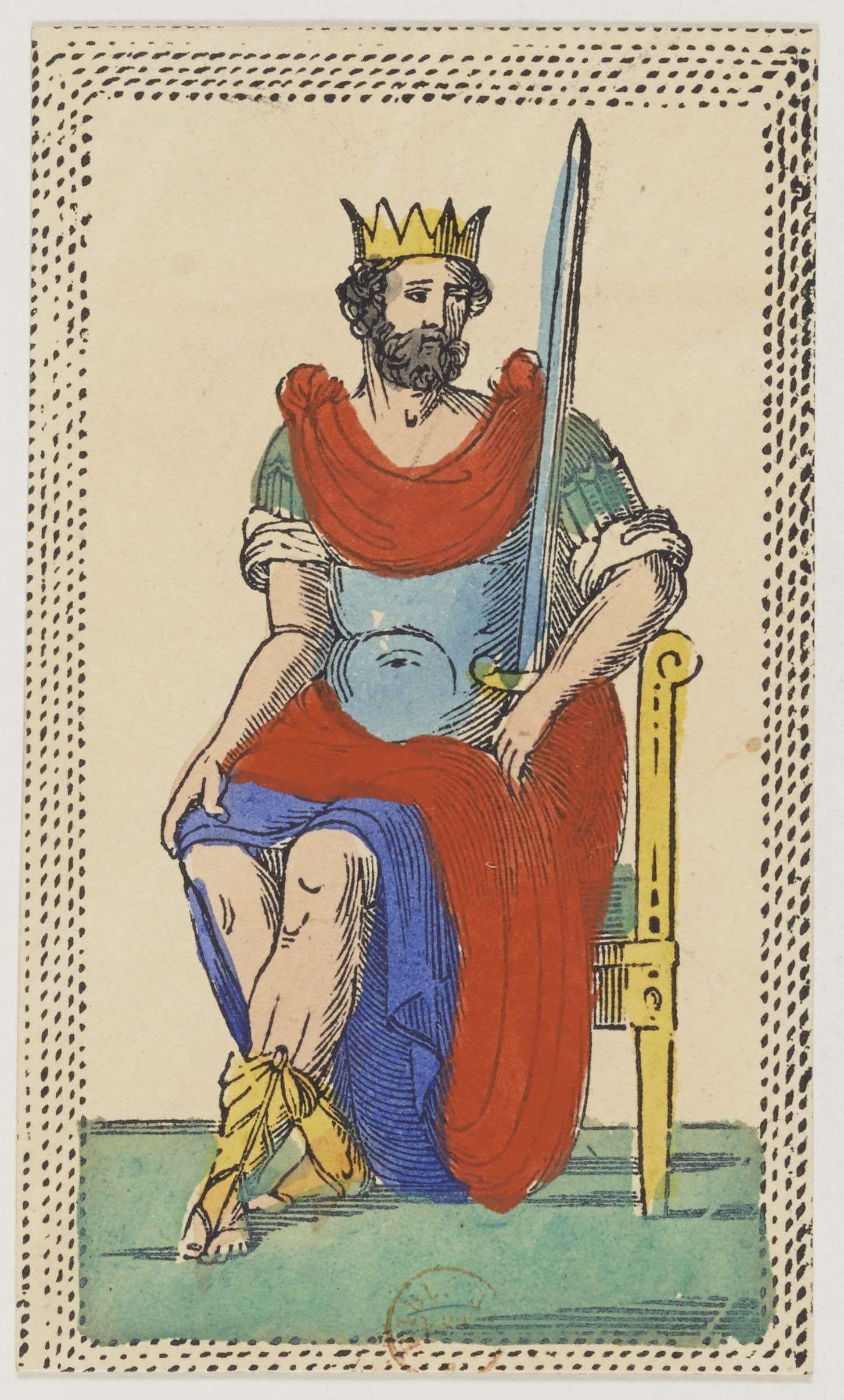
król mieczy

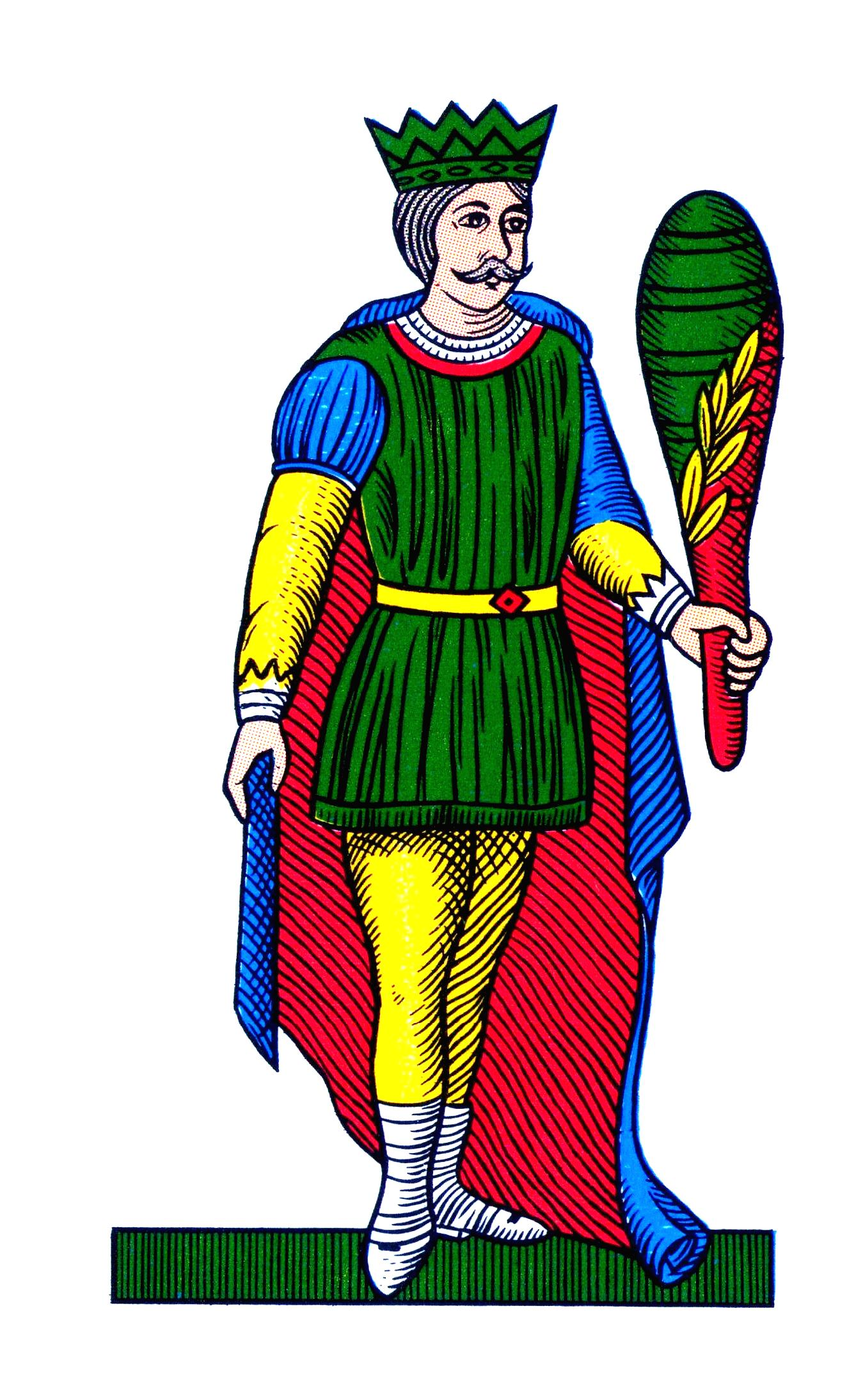
król maczug
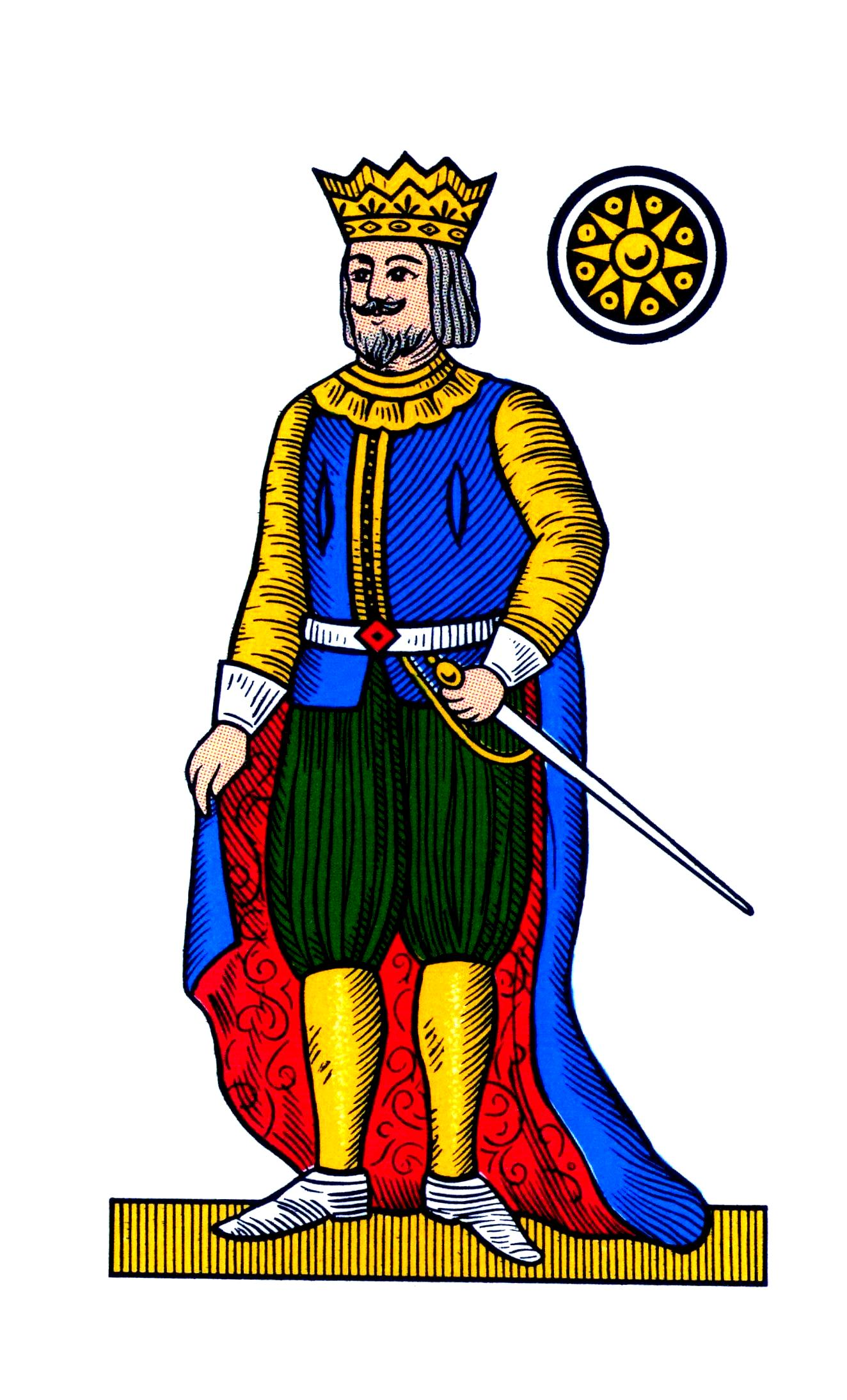
król monet
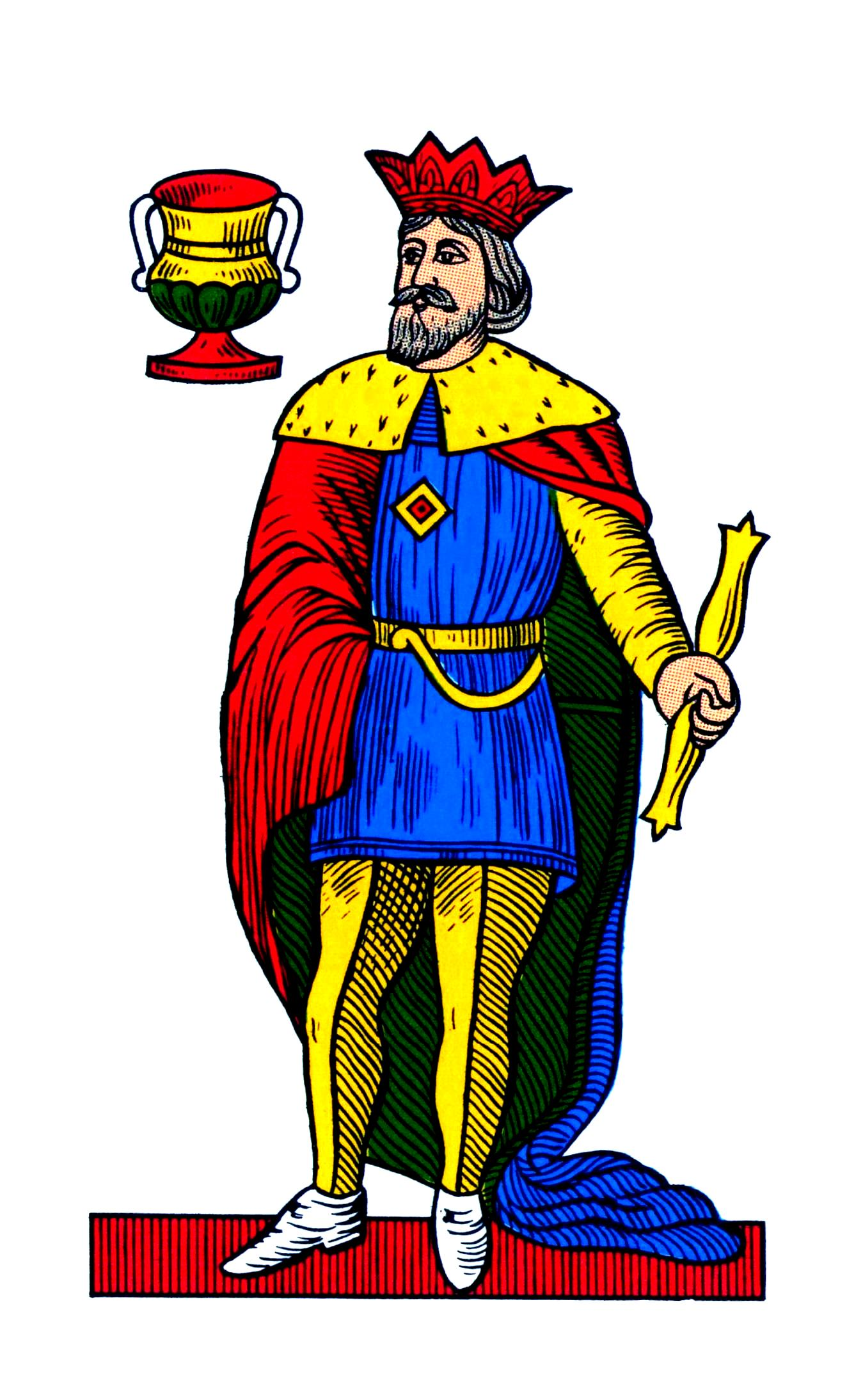
król kielichów
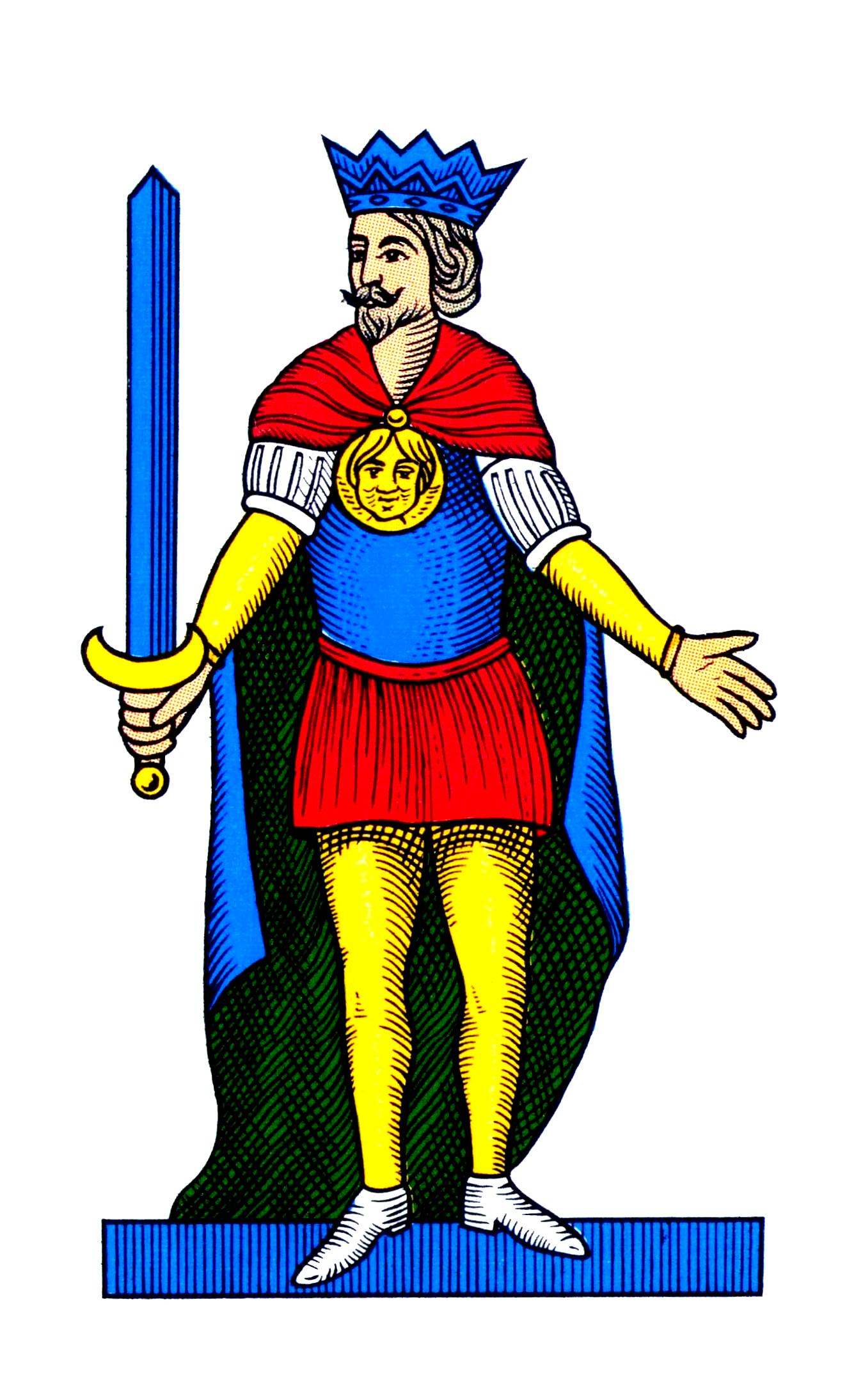
król mieczy

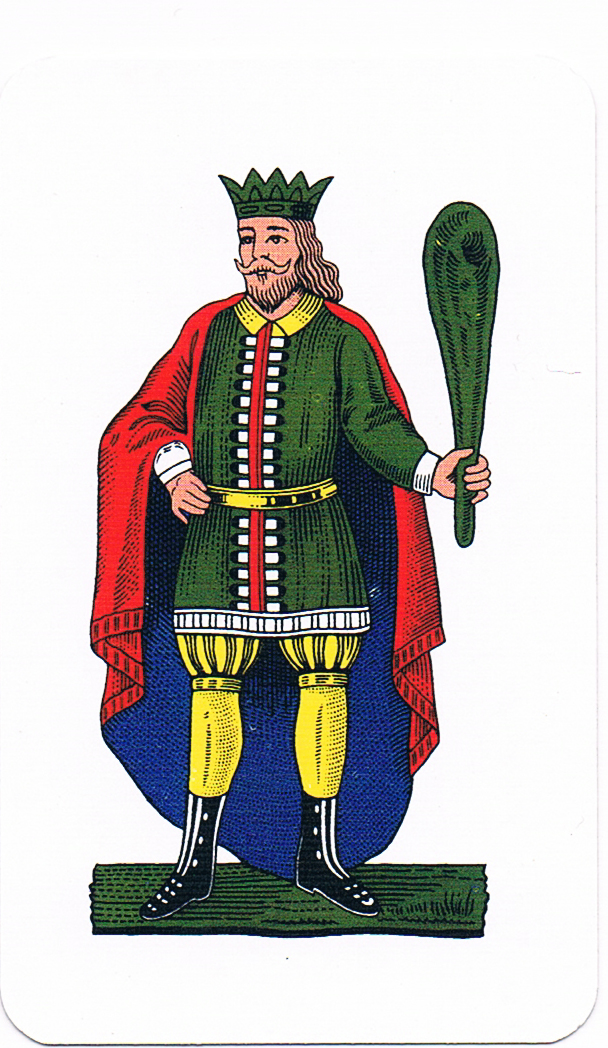
król maczug
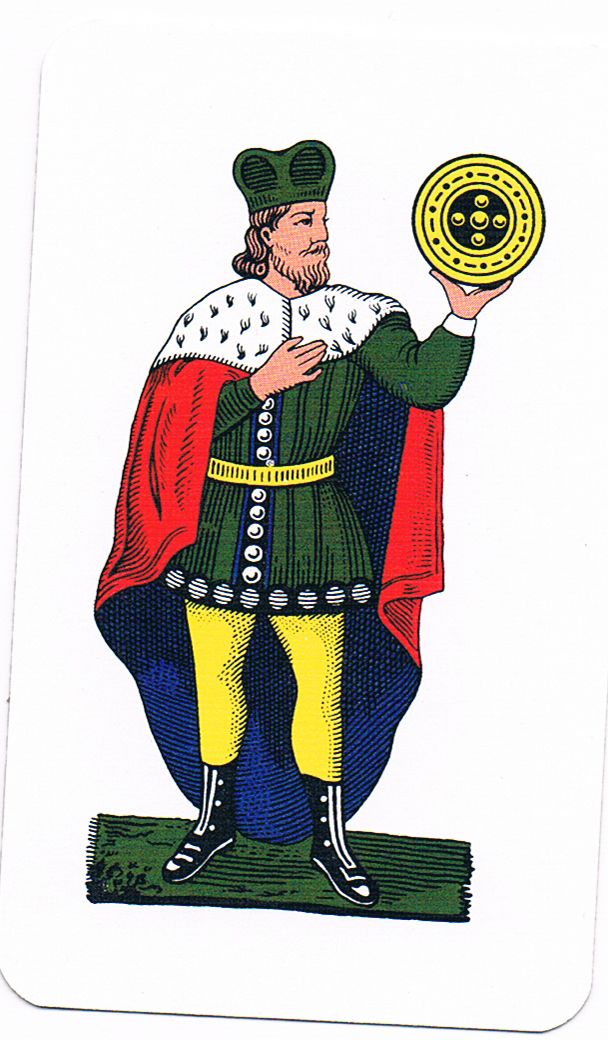
król monet
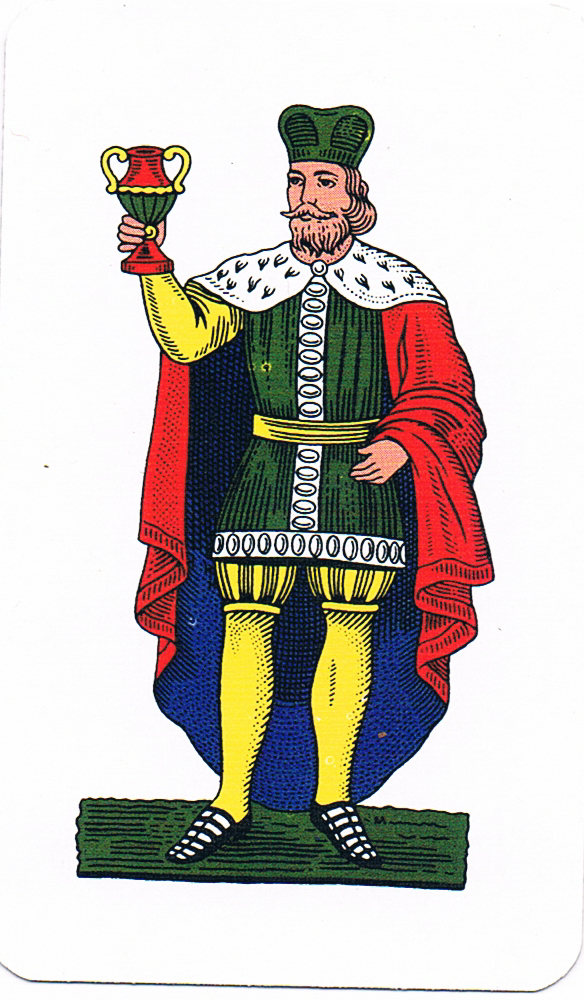
król kielichów
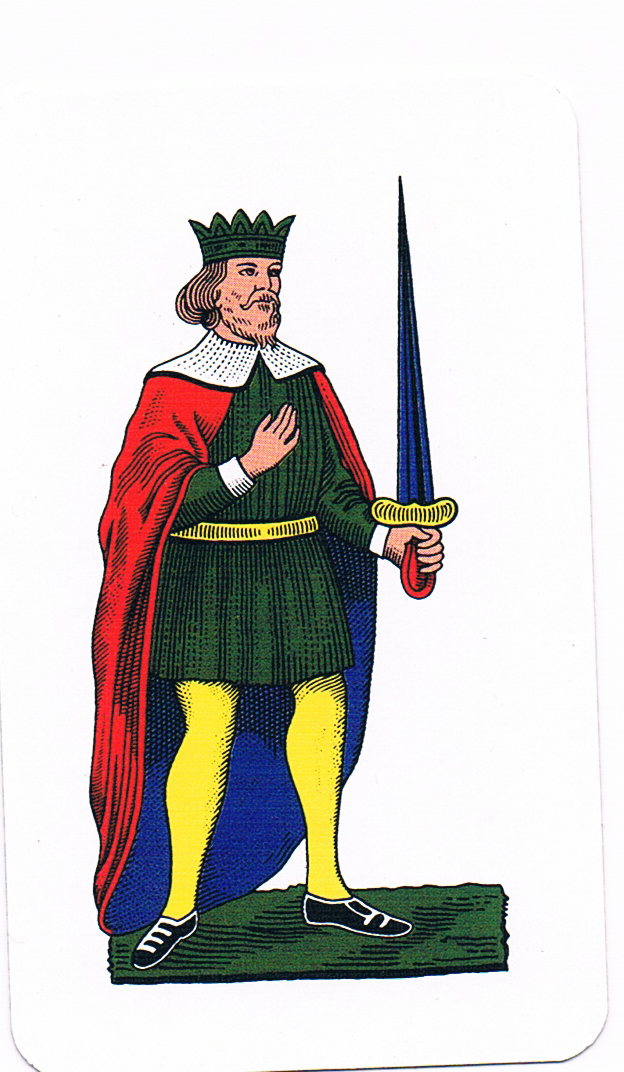
król mieczy

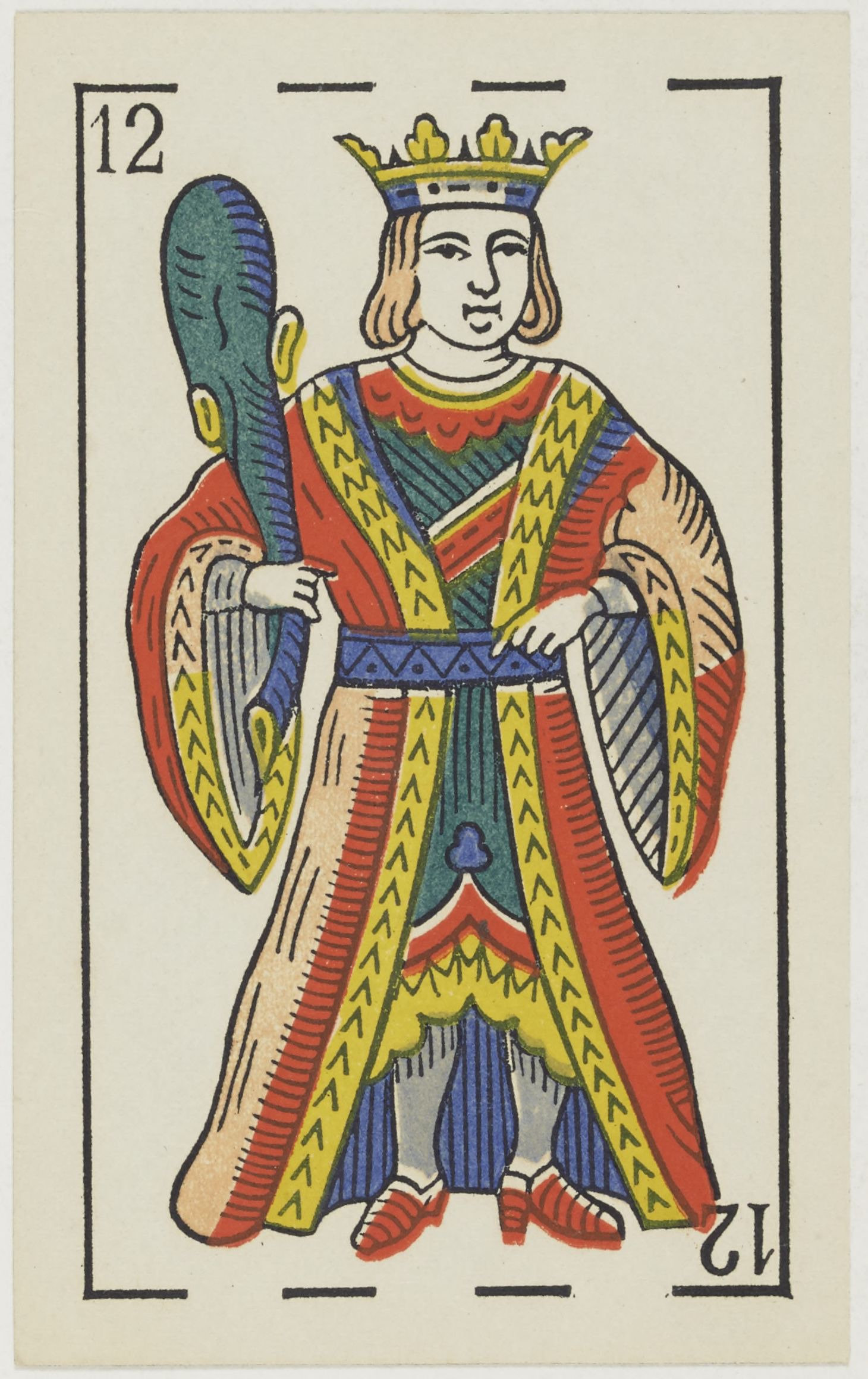
król maczug
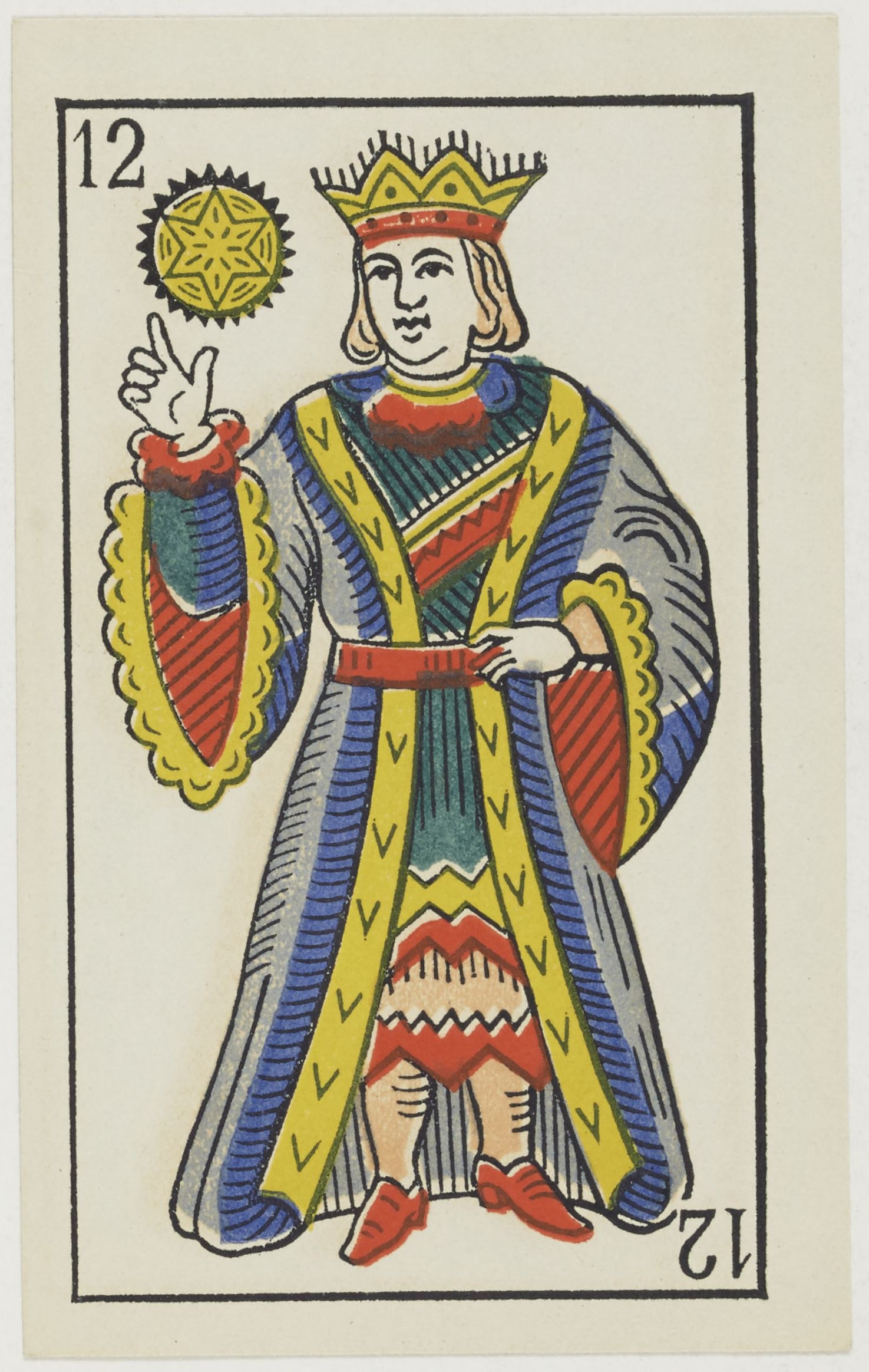
król monet
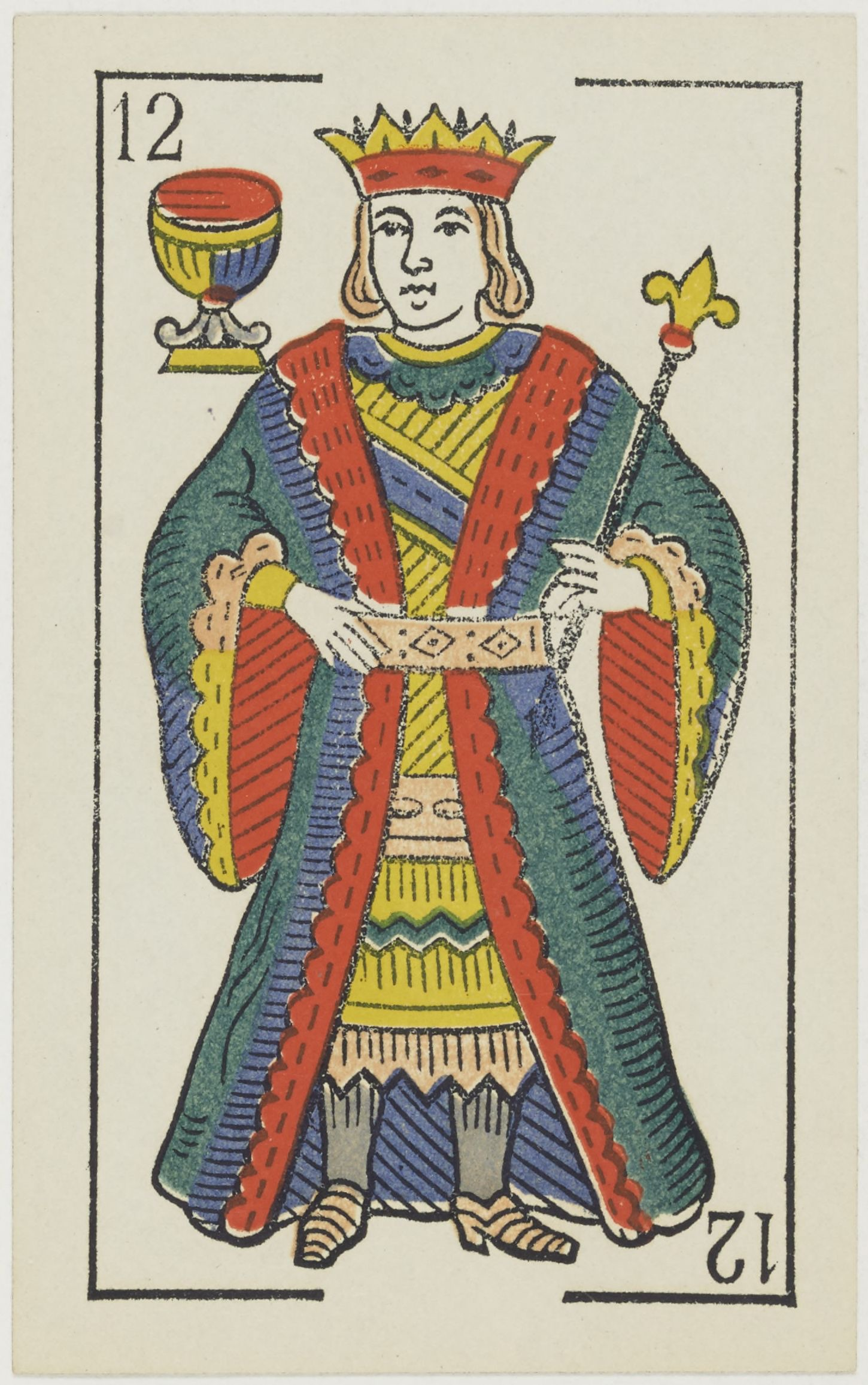
król kielichów
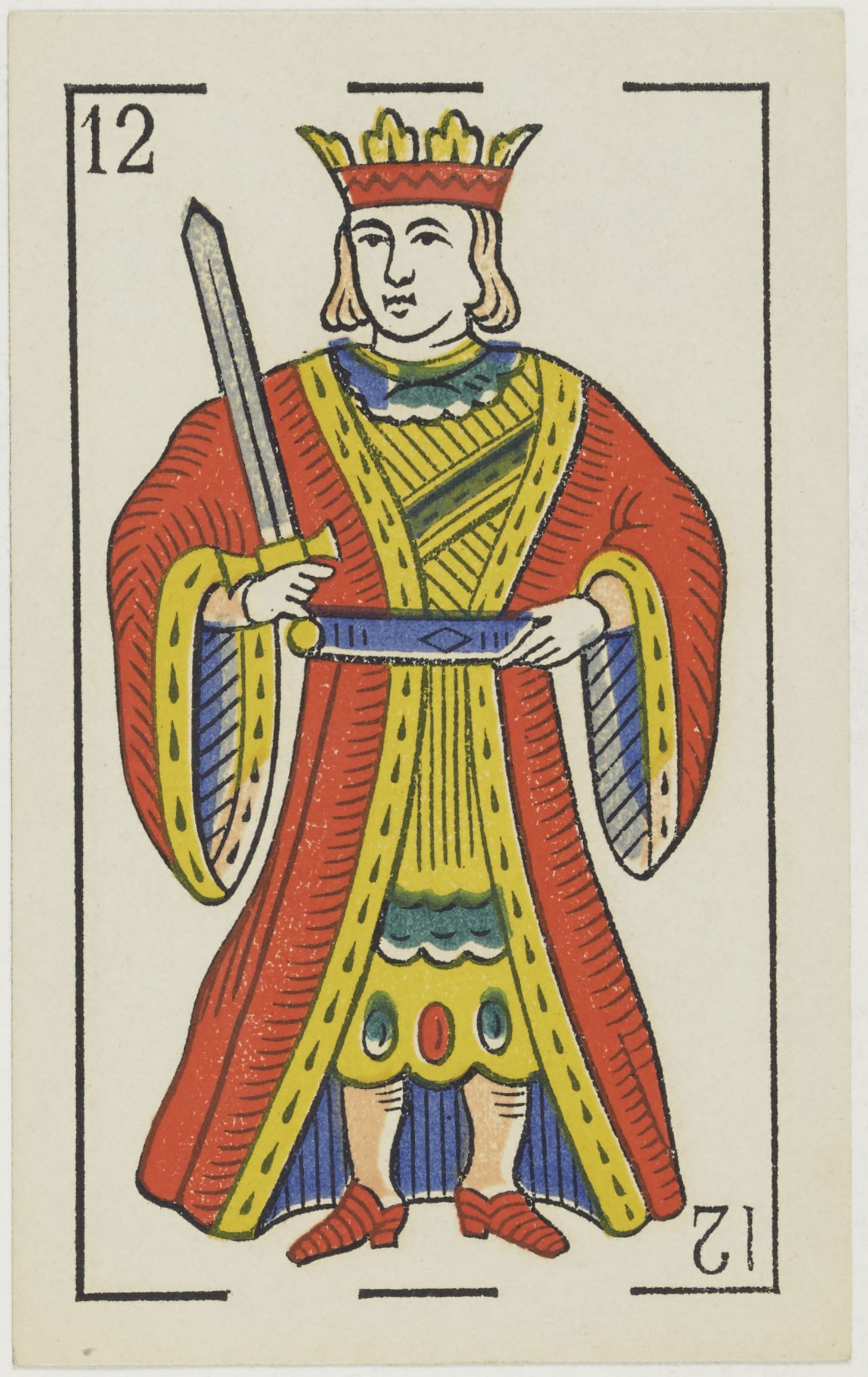
król mieczy

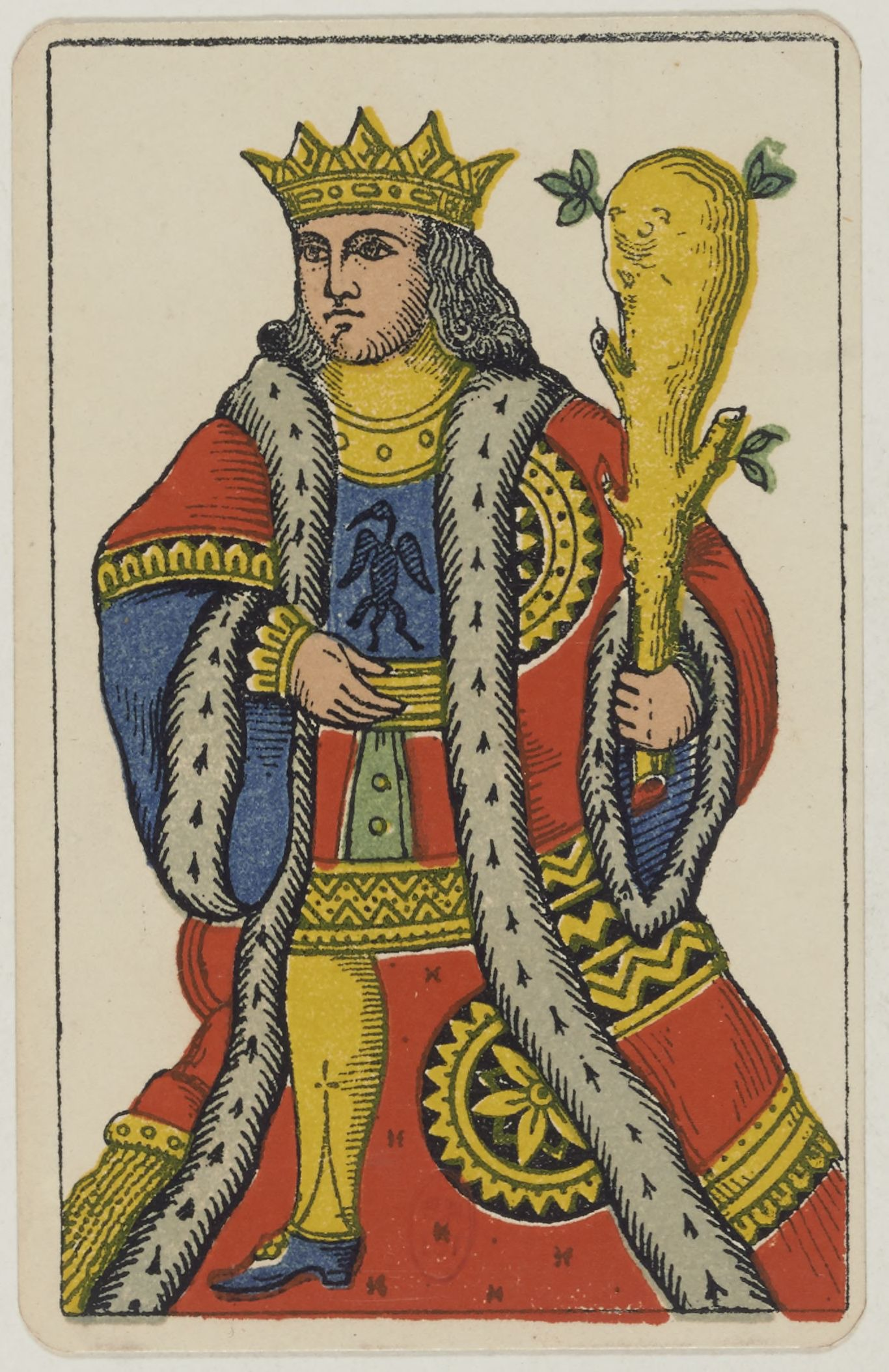
król maczug
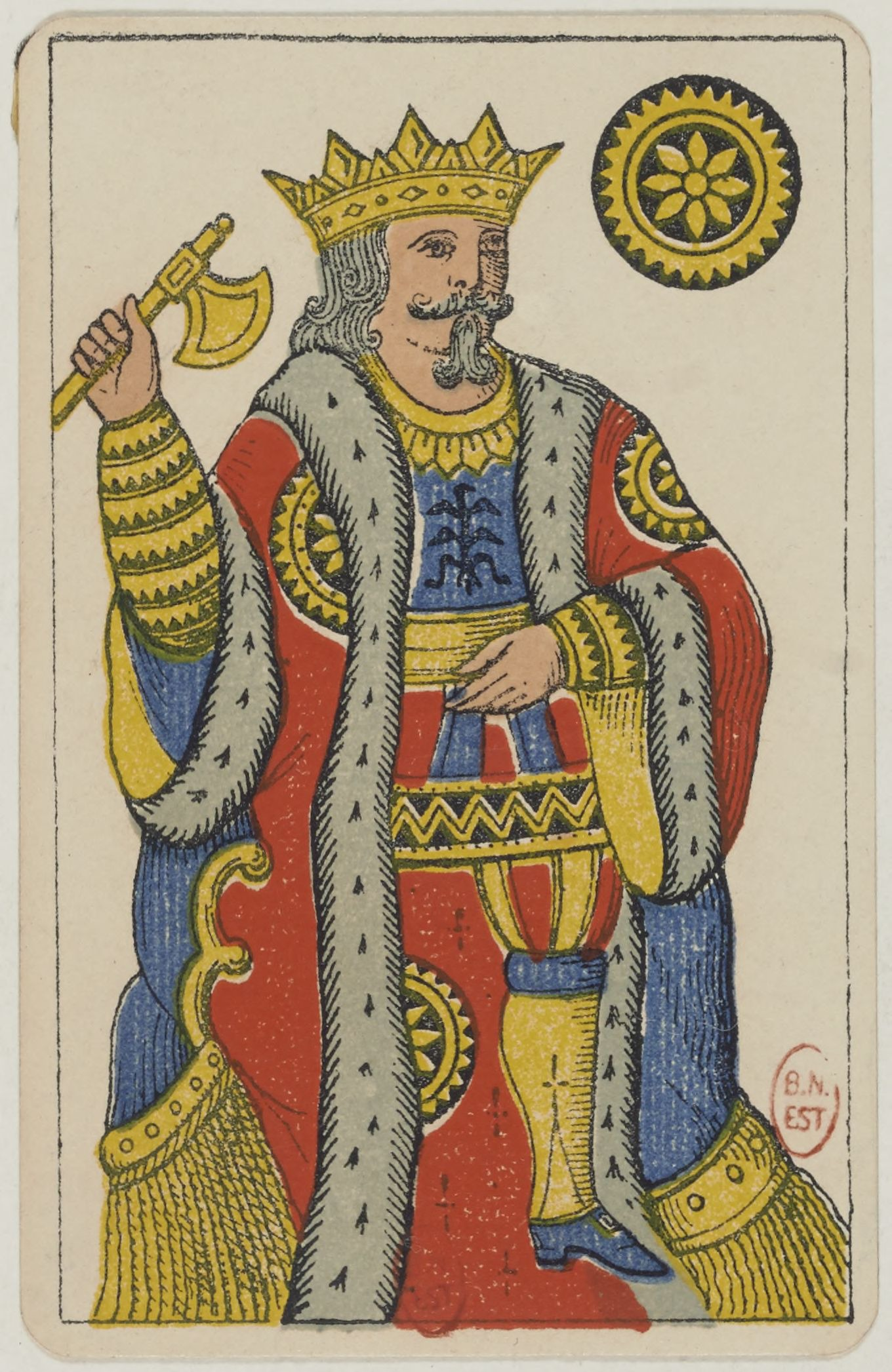
król monet
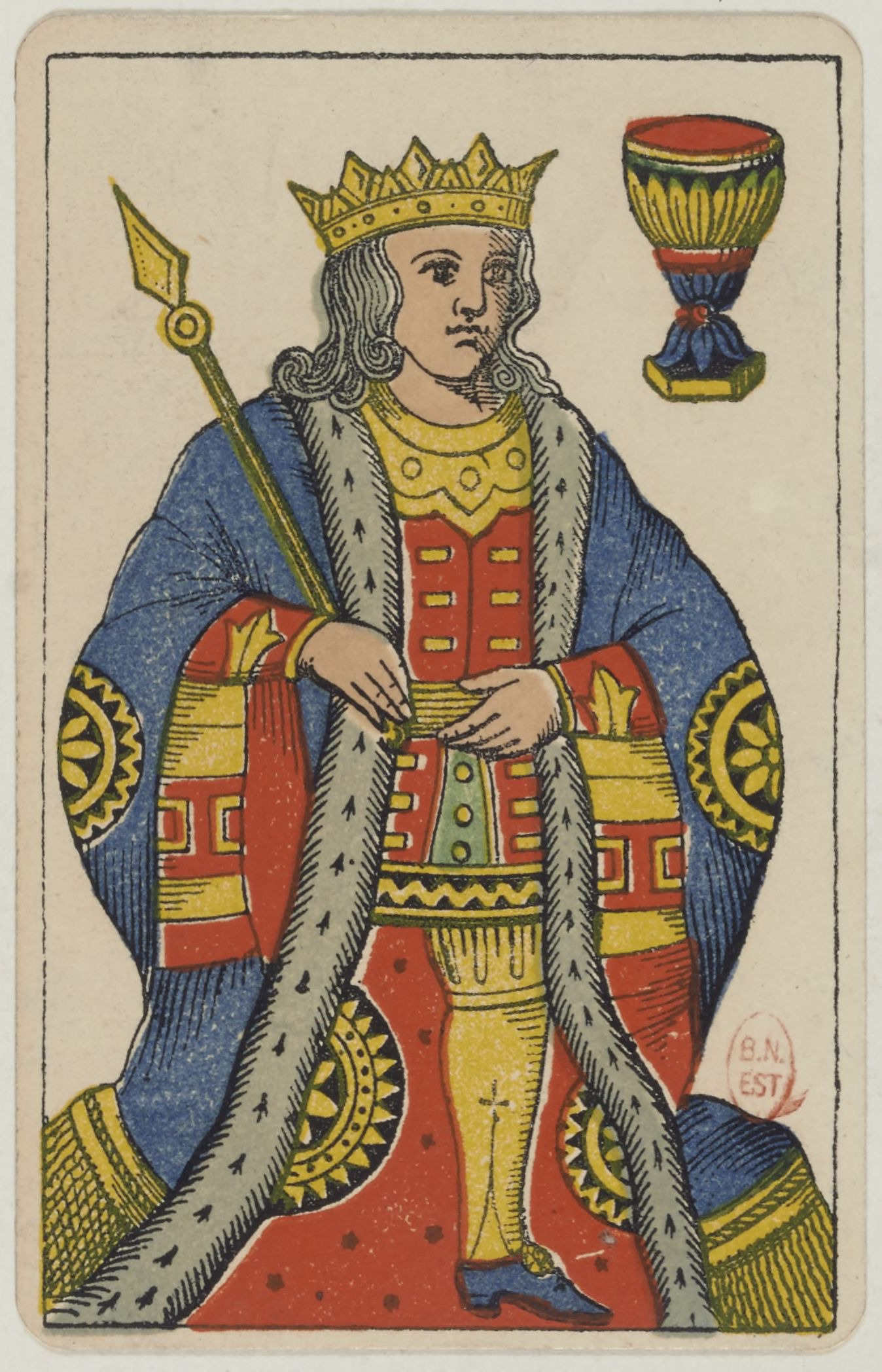
król kielichów
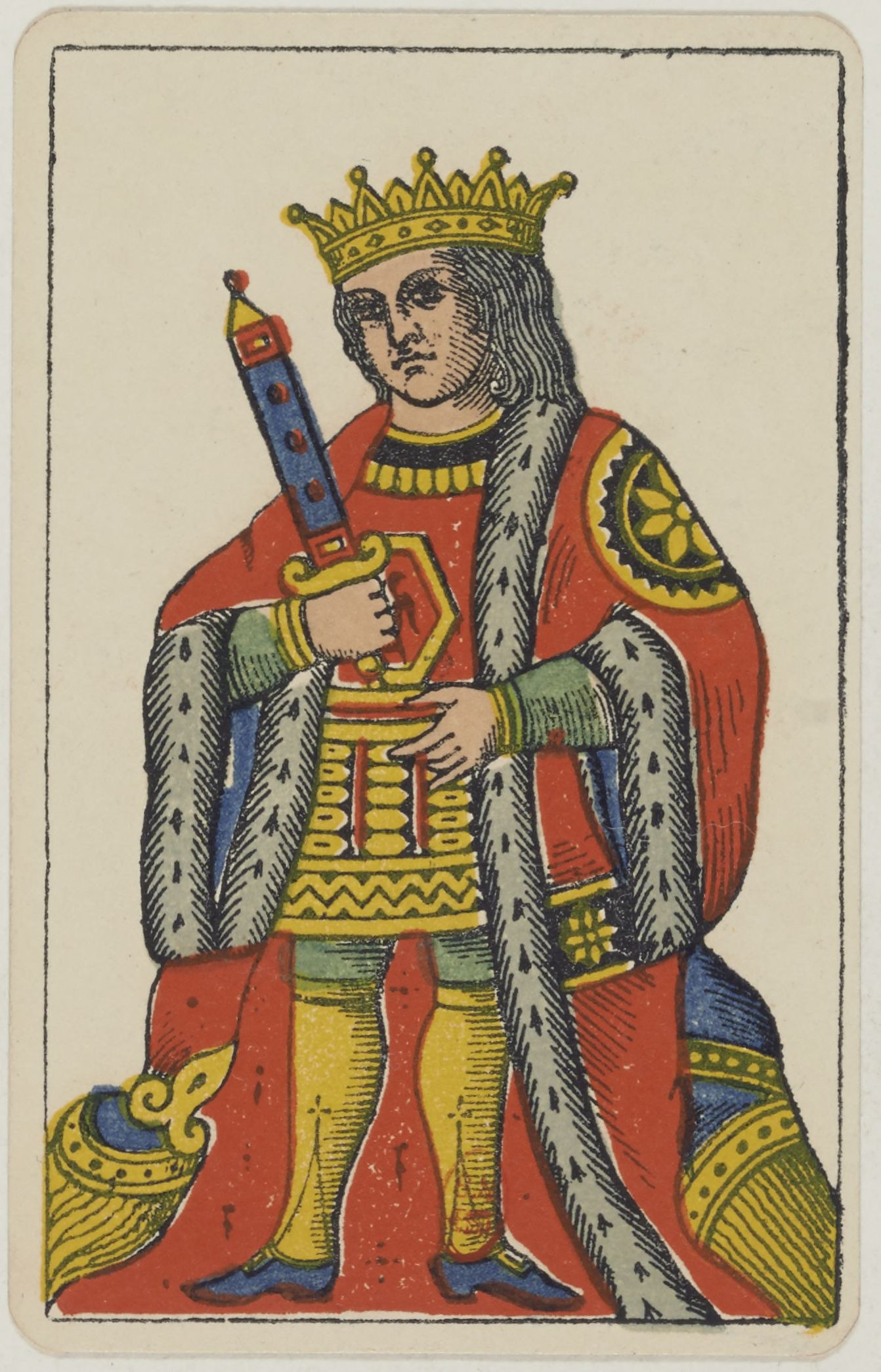
król mieczy

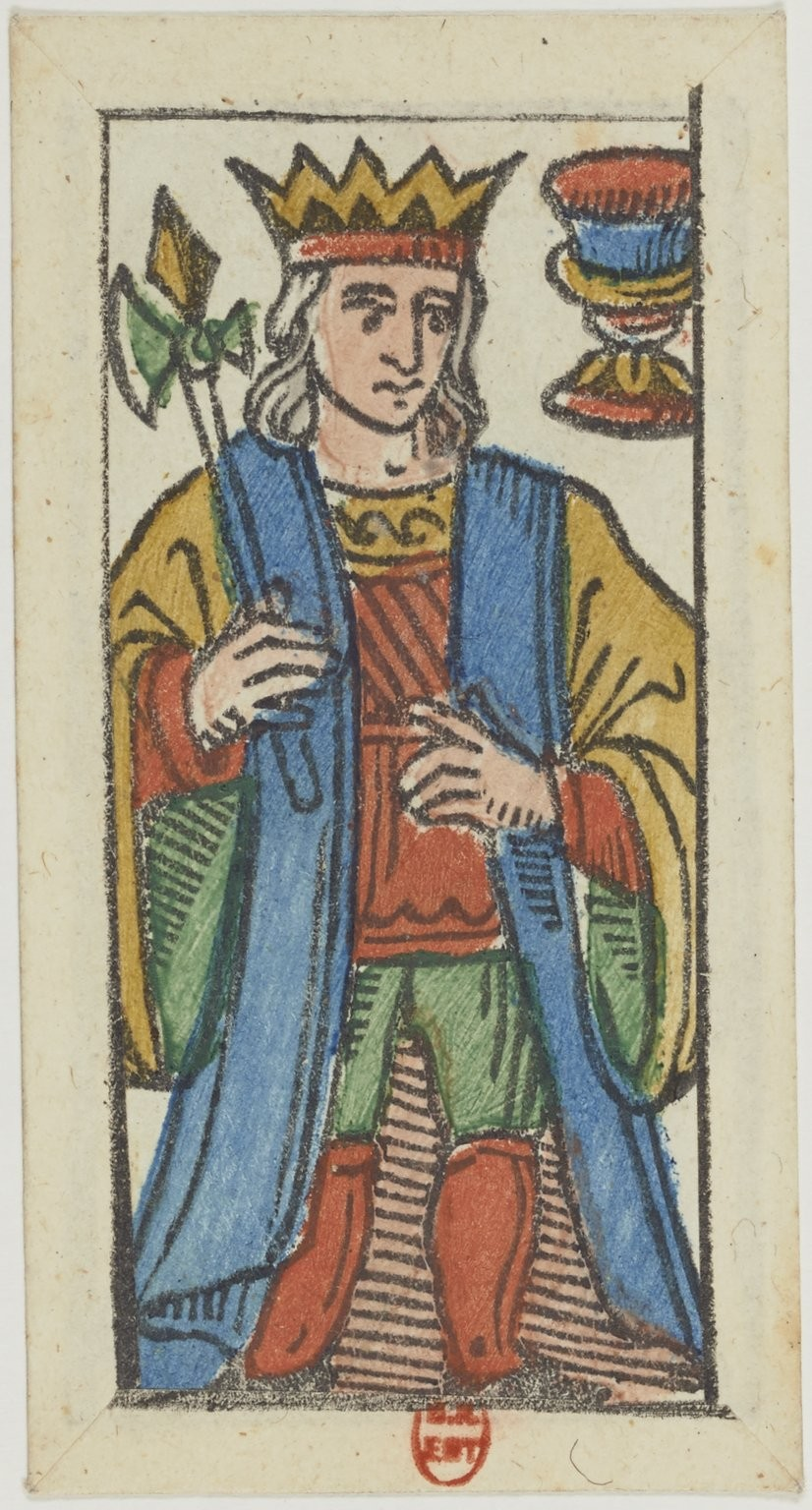
król kielichów
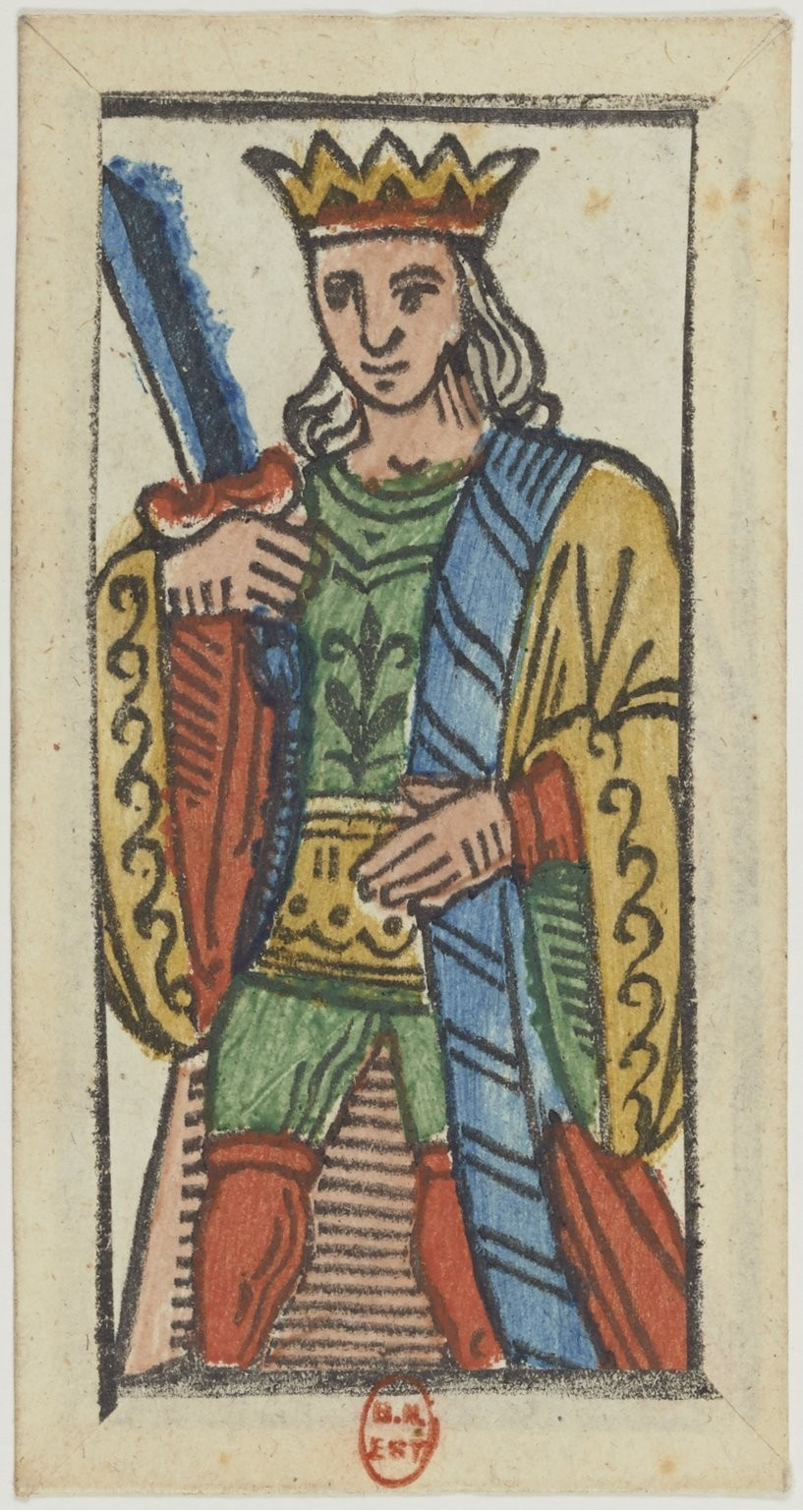
król mieczy

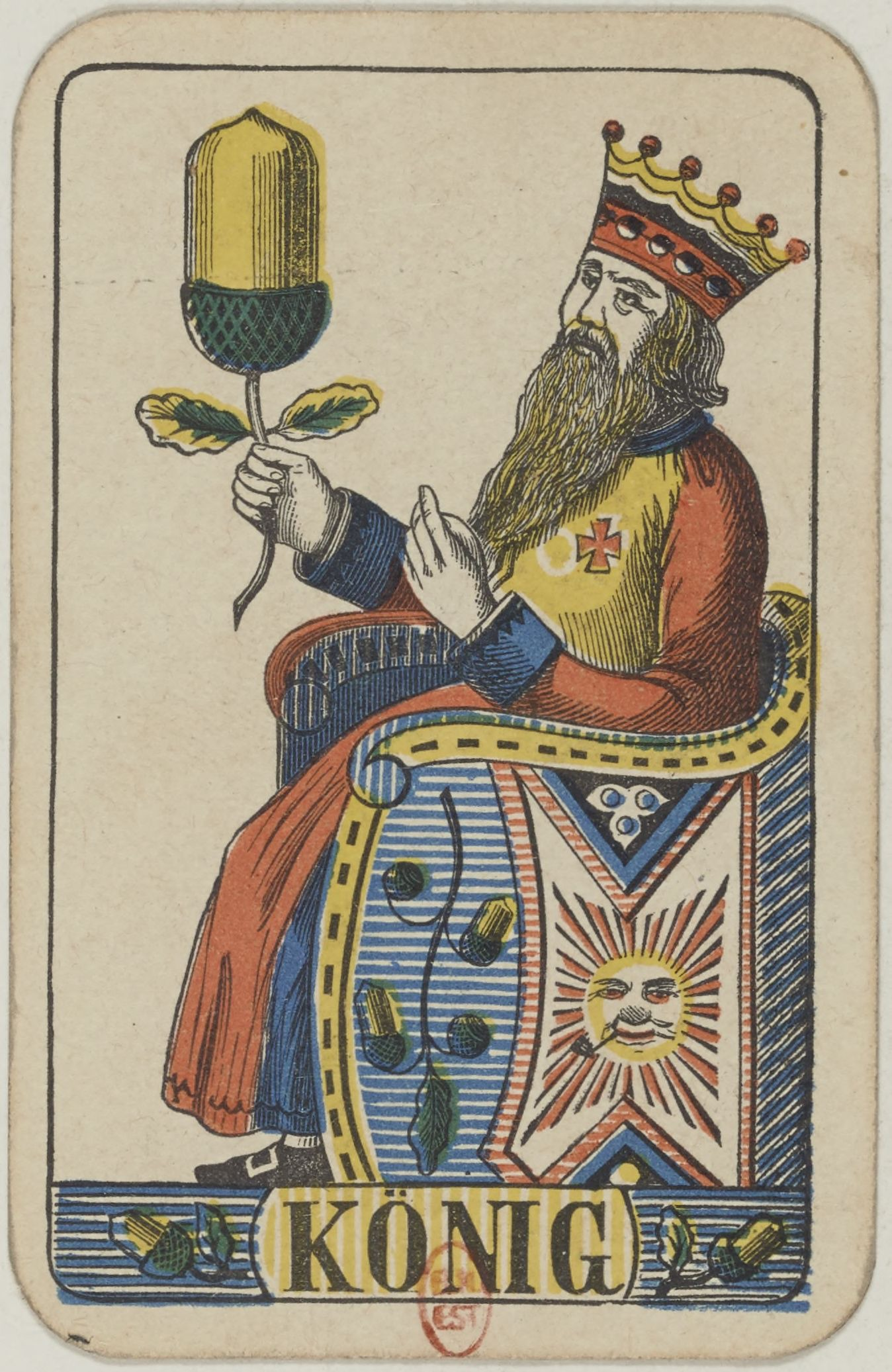
król żołędny
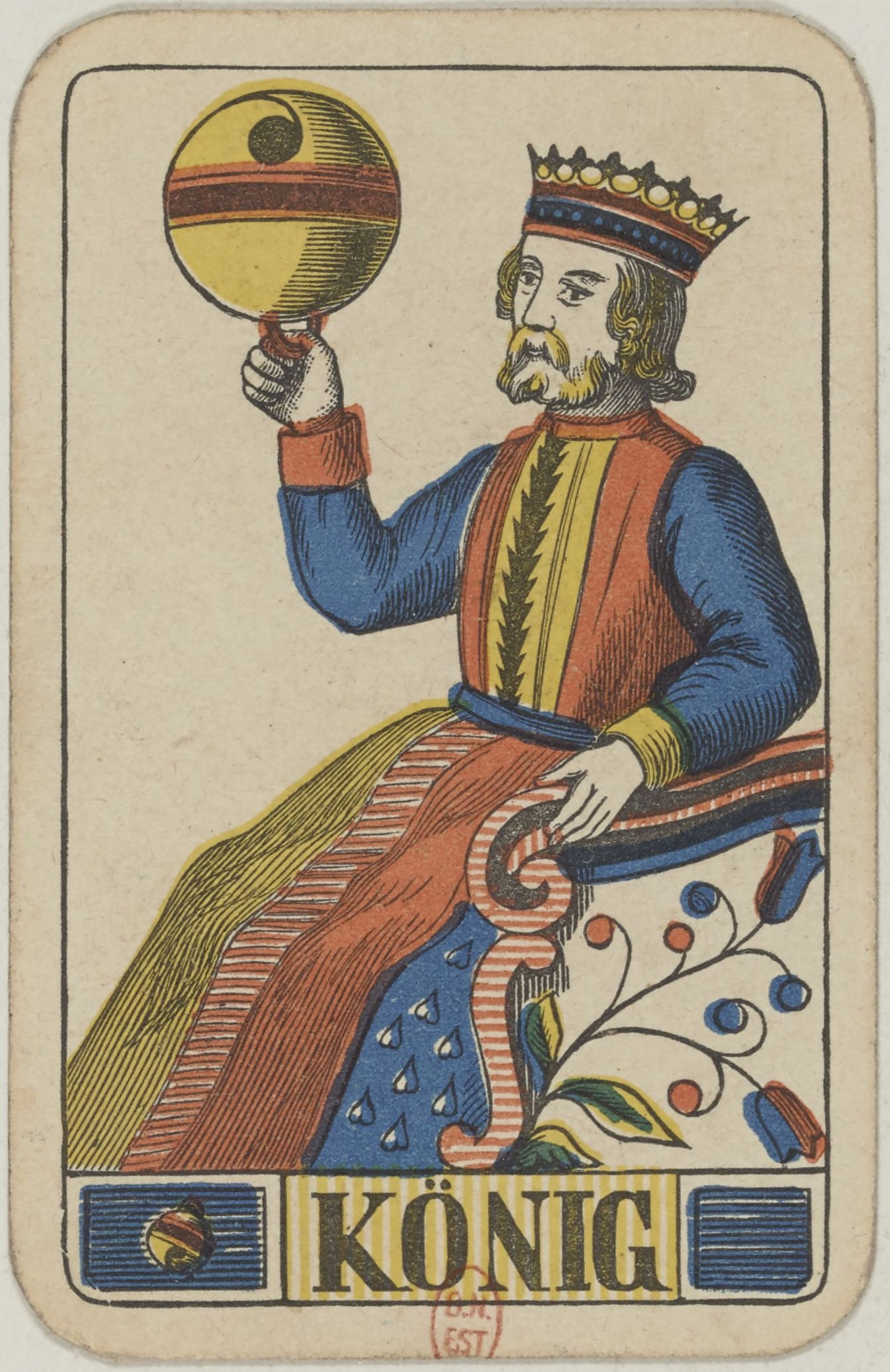
król dzwonkowy
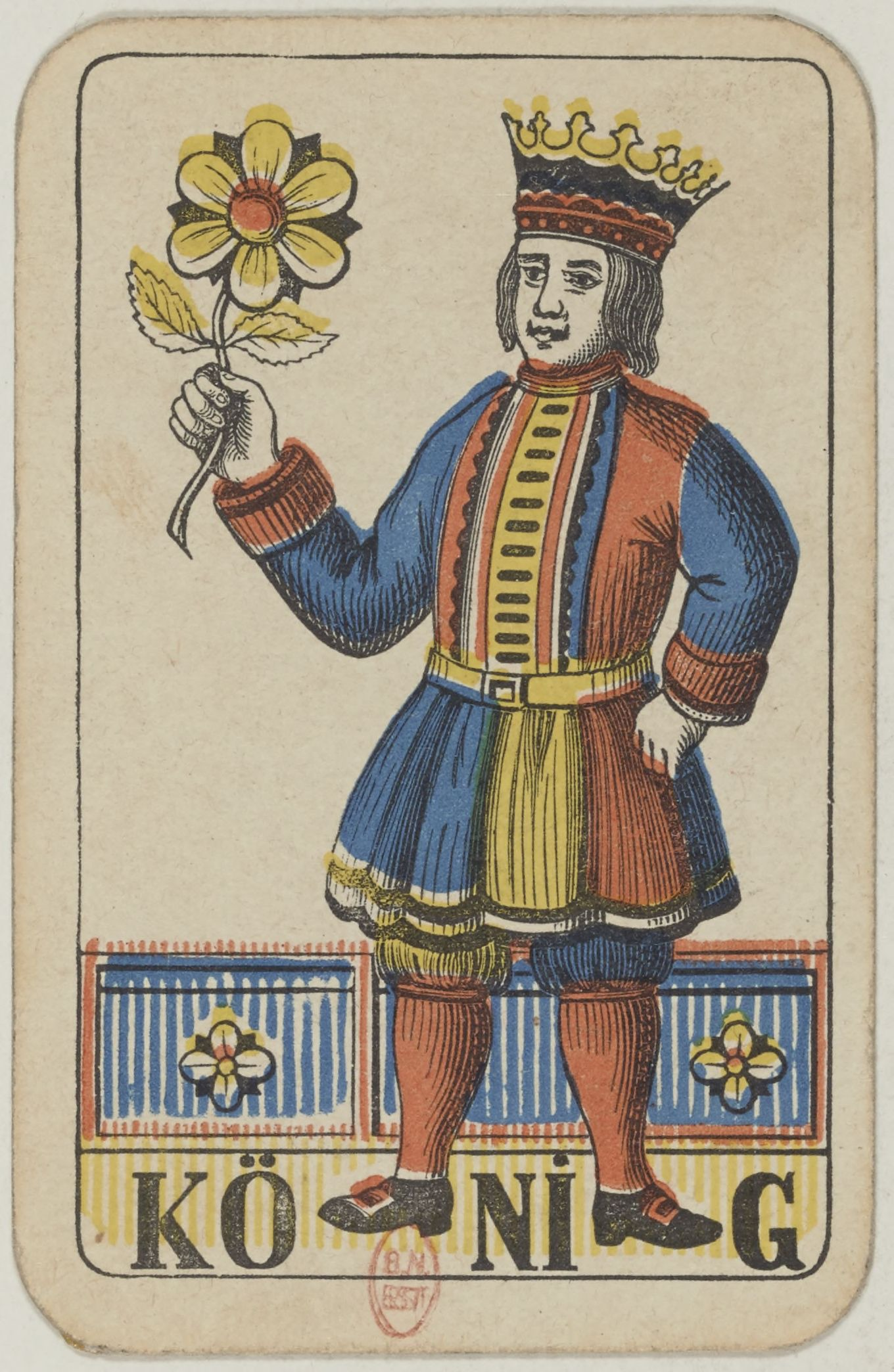
król różany
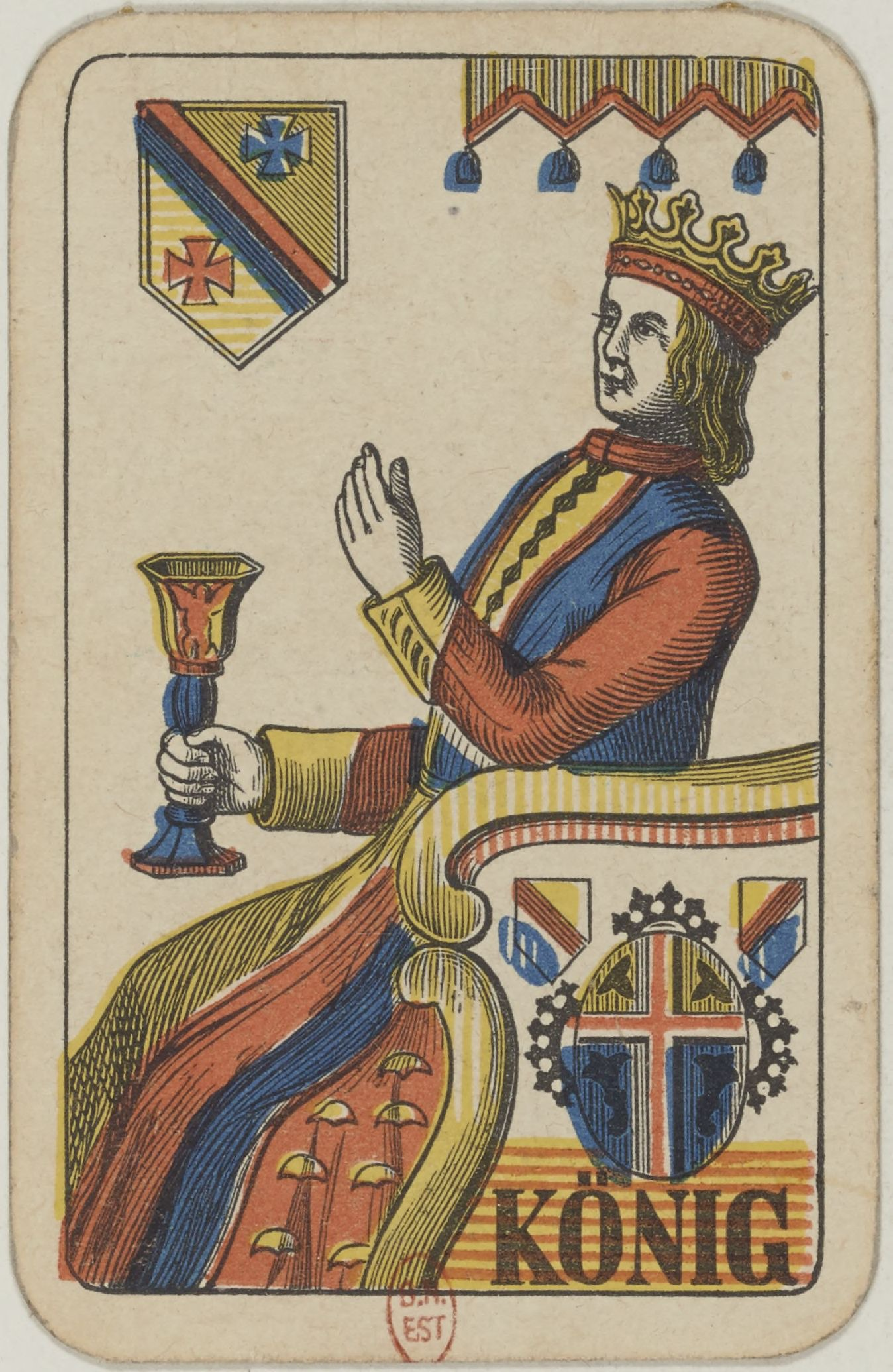
król tarczy

- z Pierwszej Talli Cesarstwa Francuskiego o oznaczeniu literowym R (Roi):

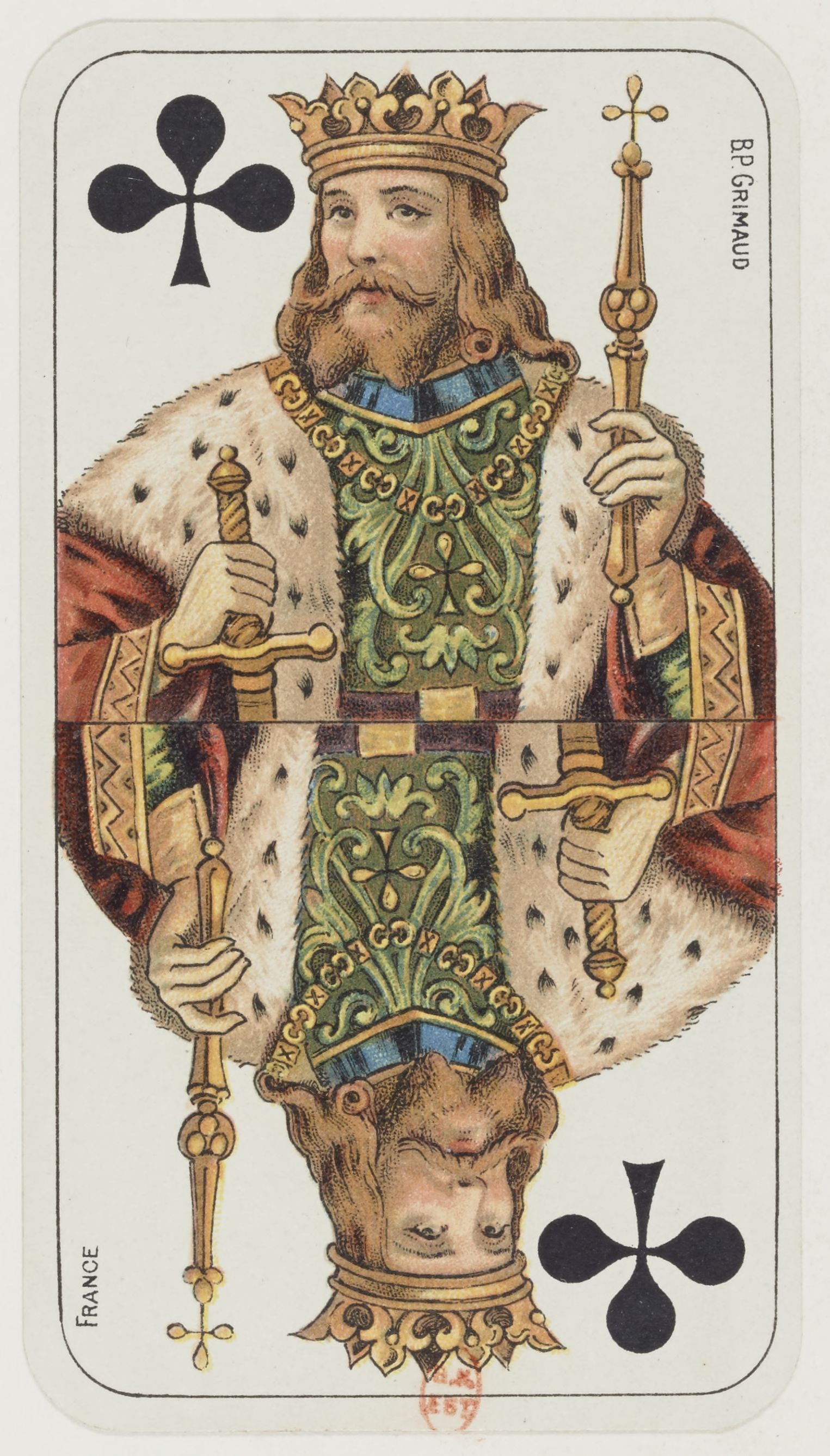
król trefl
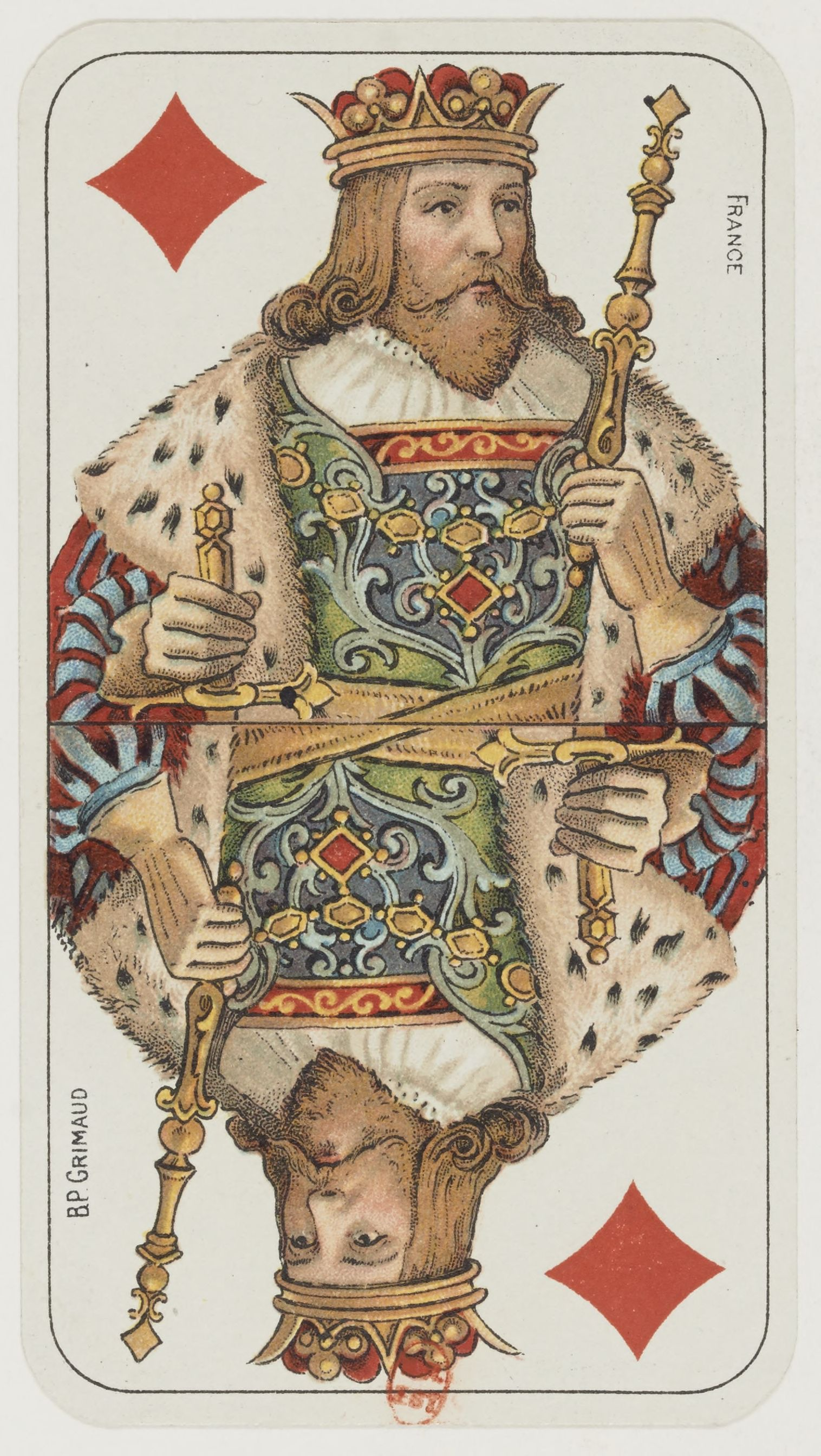
król karo
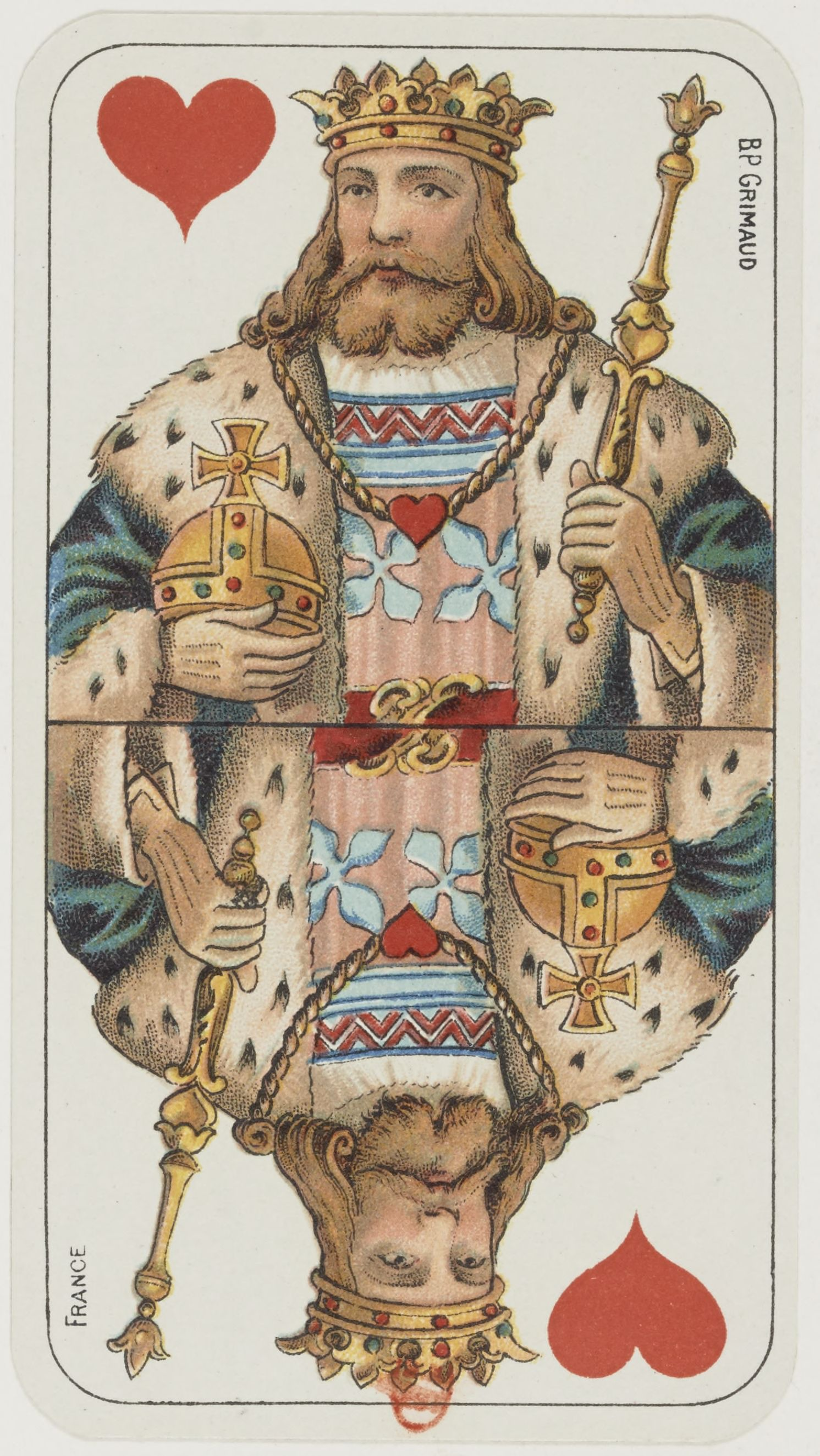
król kier
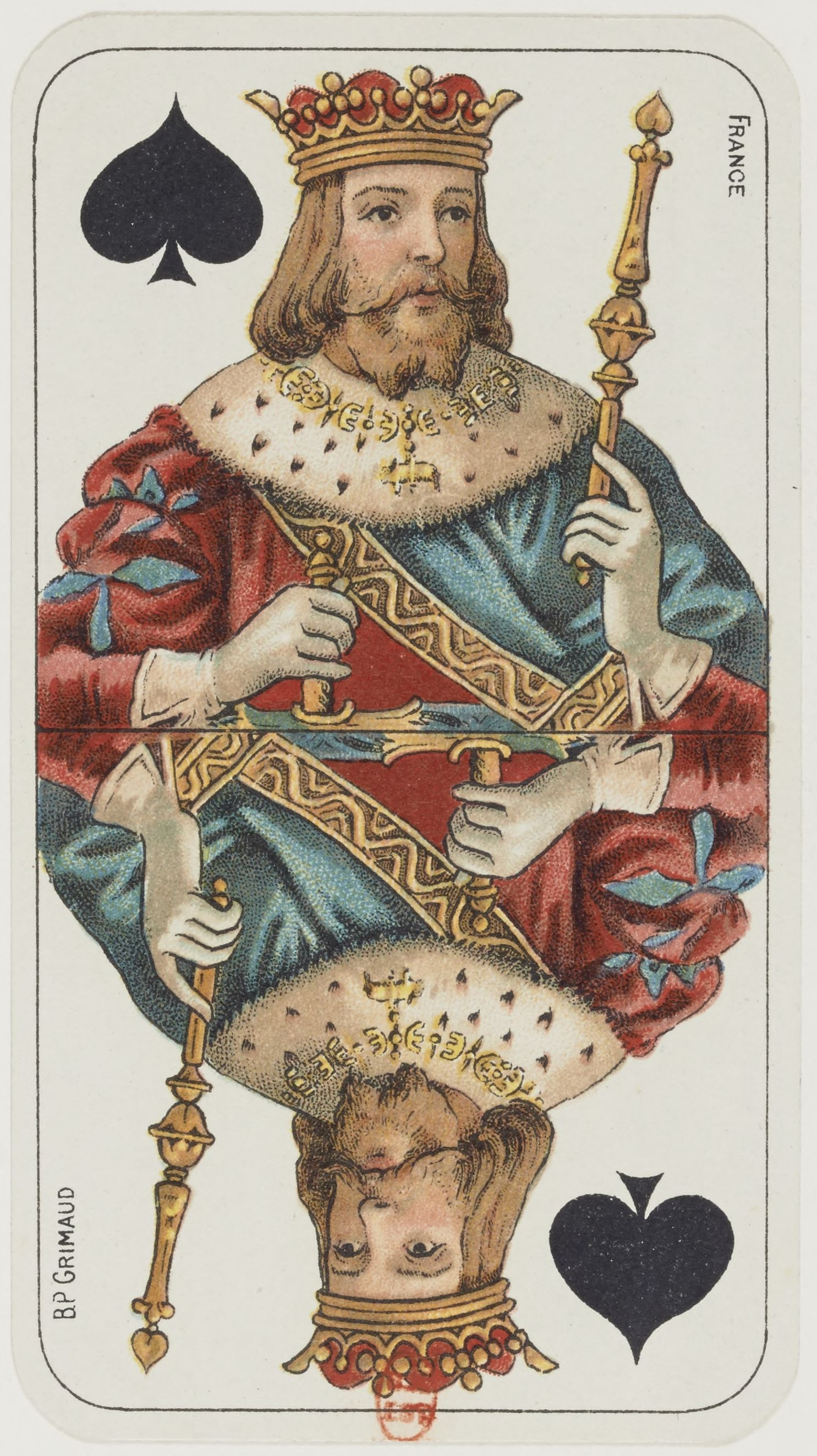
król pik

- ze wzoru francuskiego (jednogłowego) o oznaczeniu literowym R (Roi):

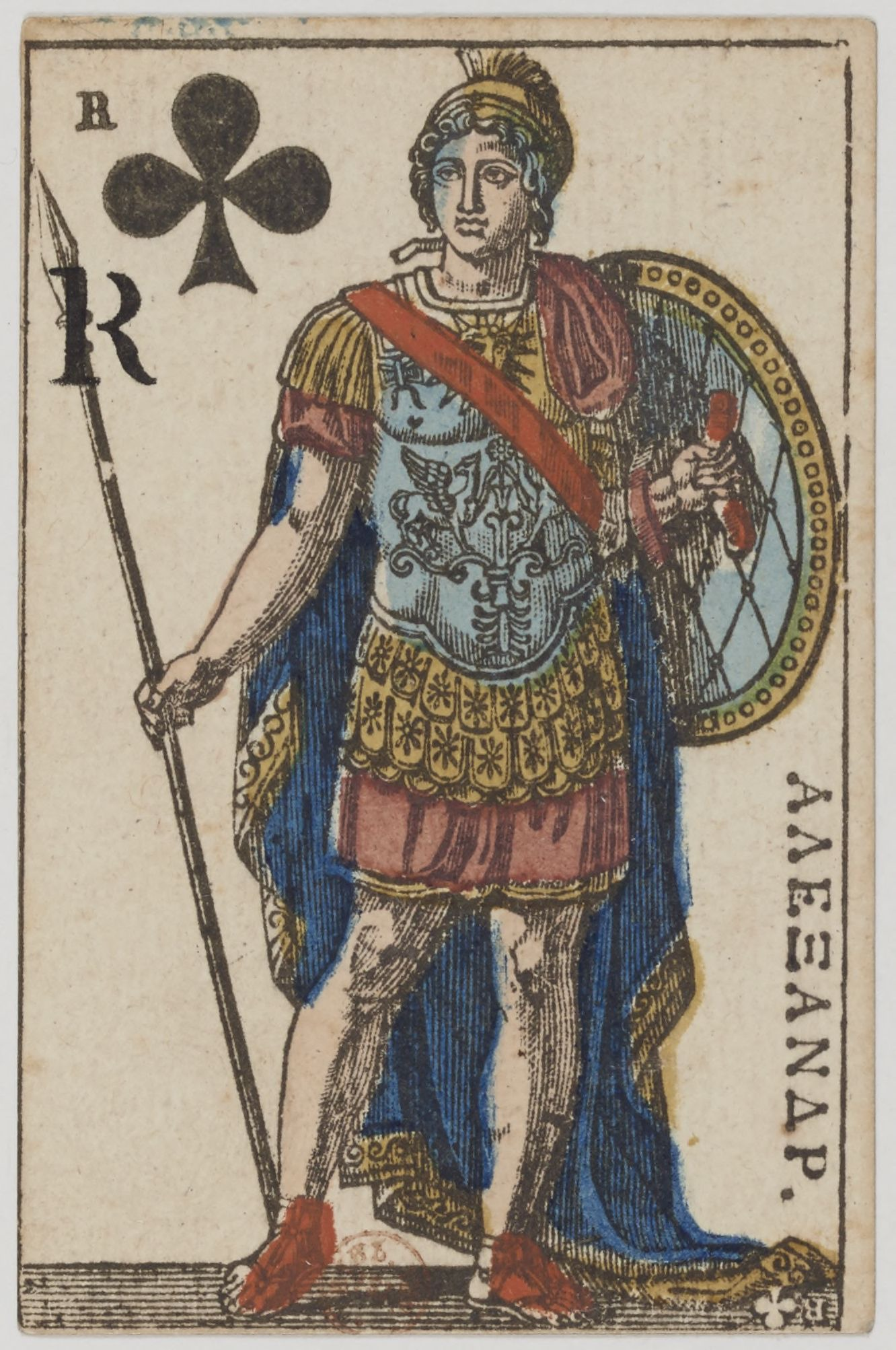
król trefl
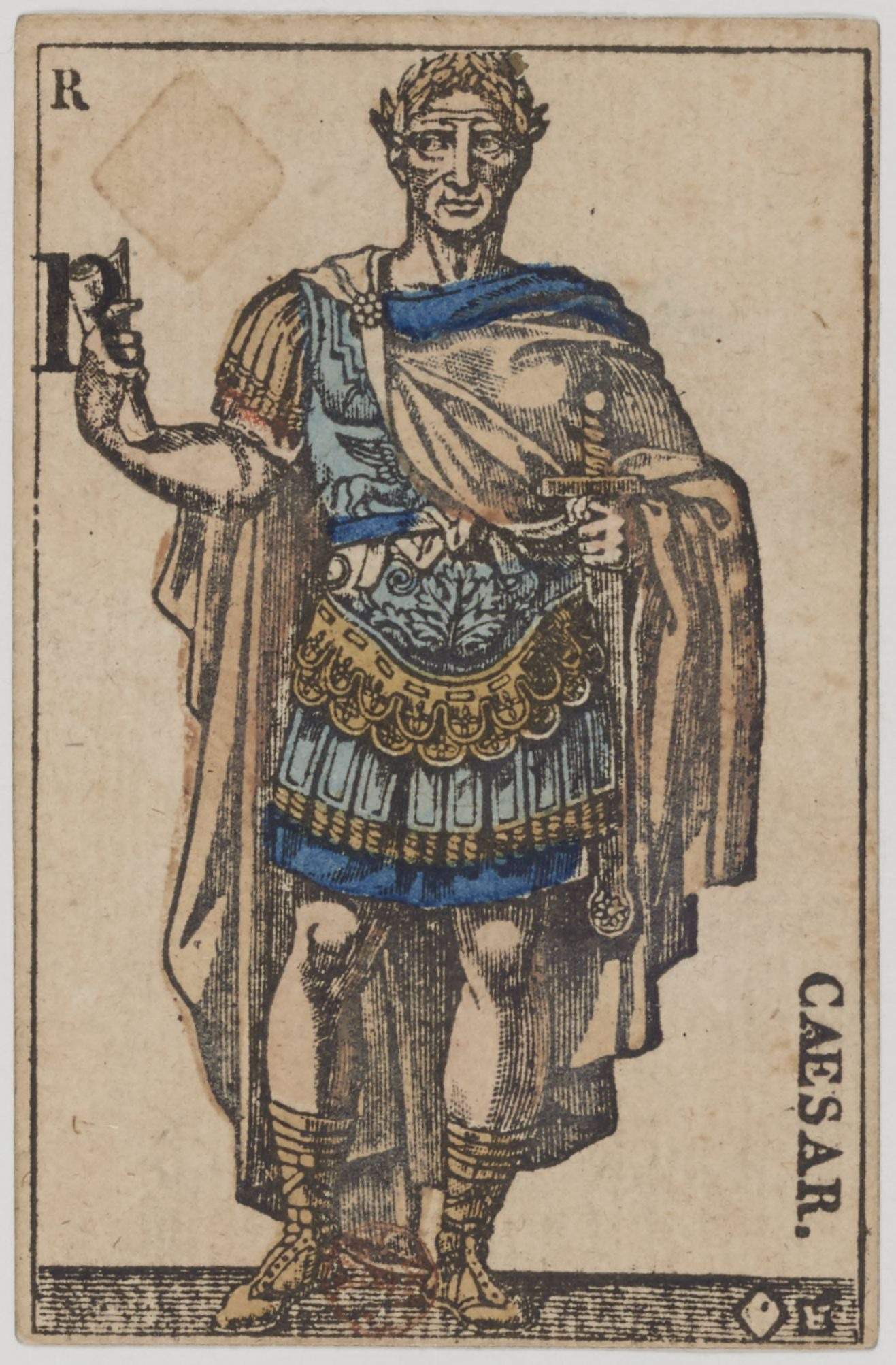
król karo
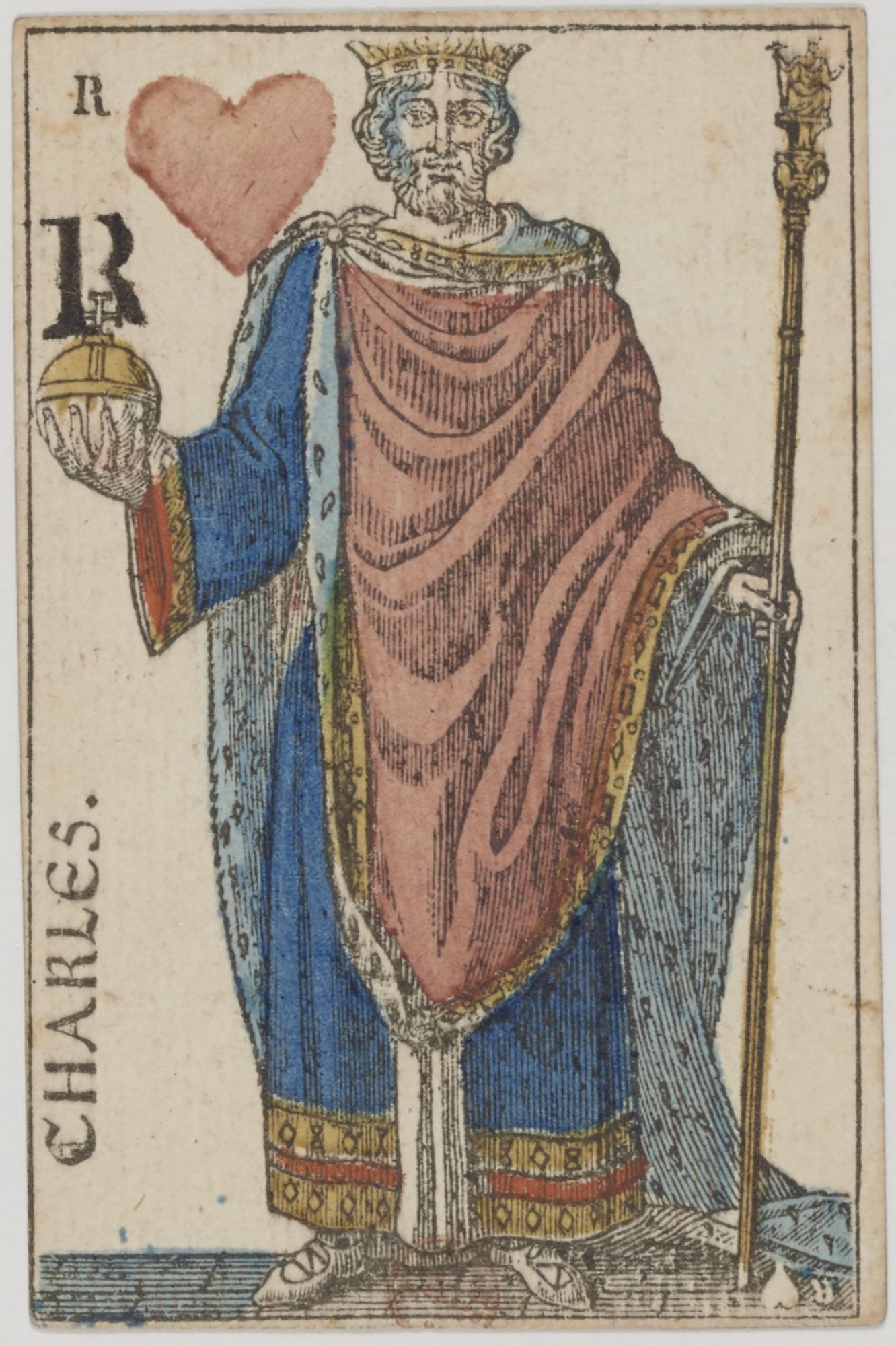
król kier
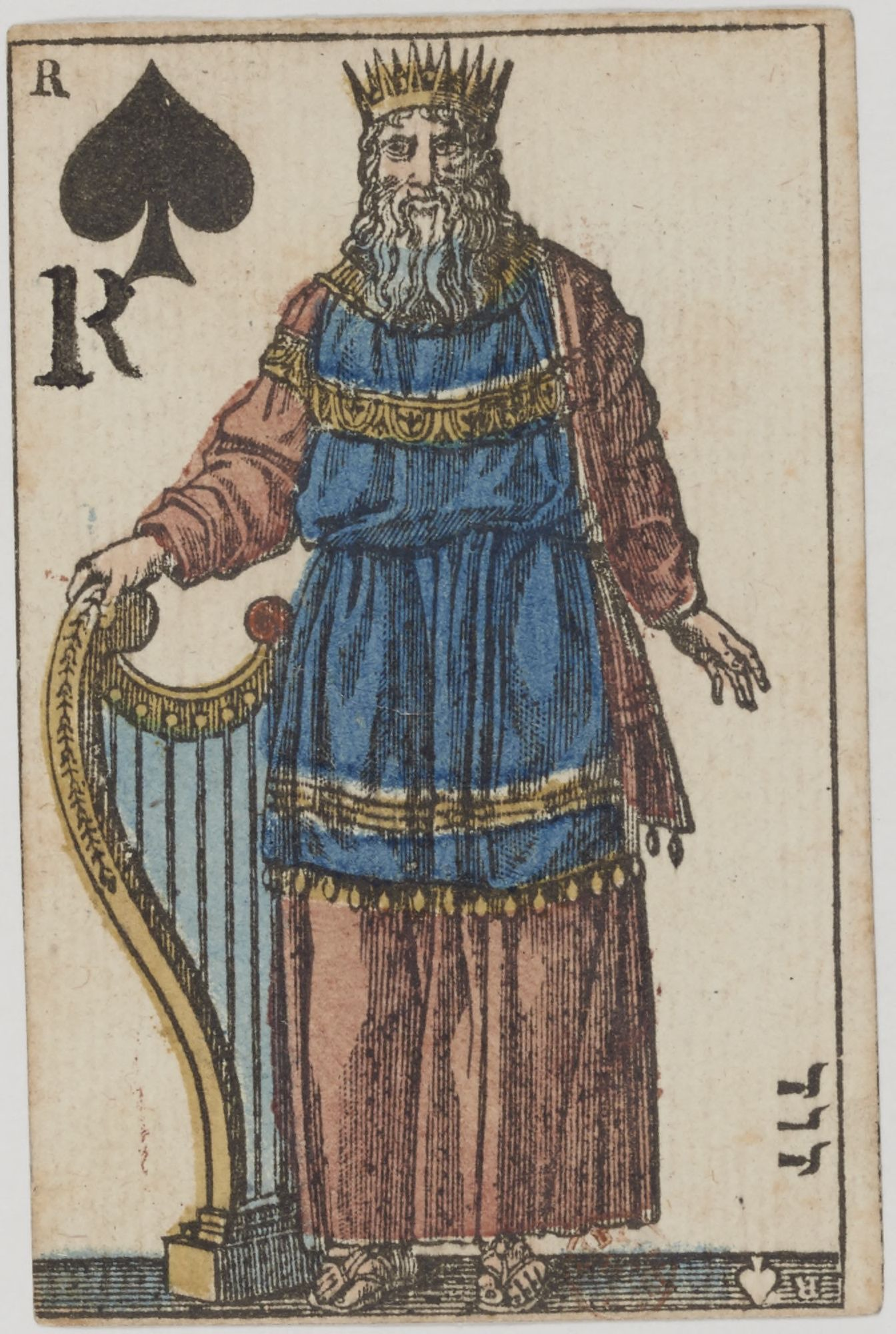
król pik

- ze wzoru francuskiego (dwugłowego) o oznaczeniu literowym K (King / König / Król):

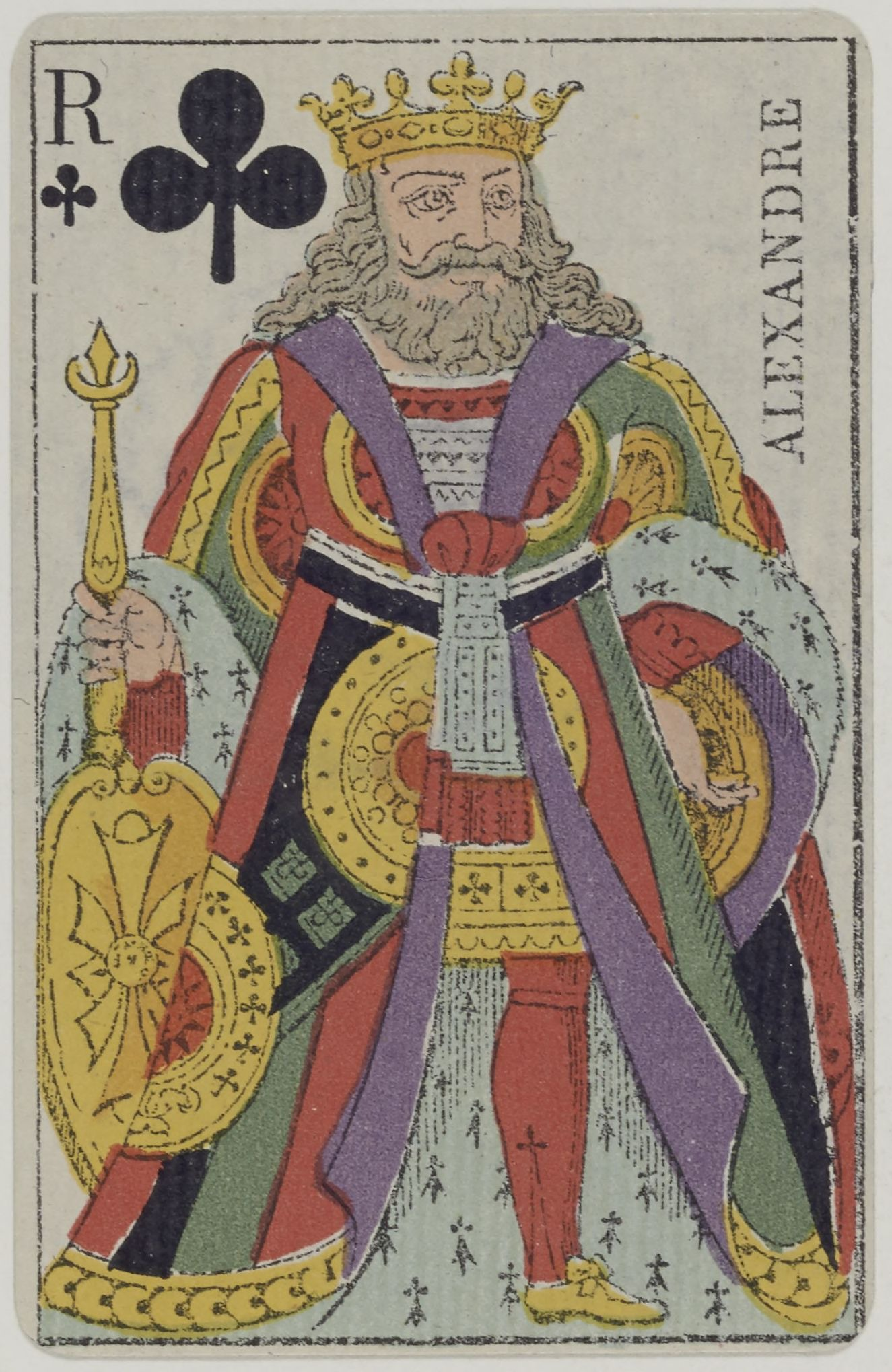
król trefl
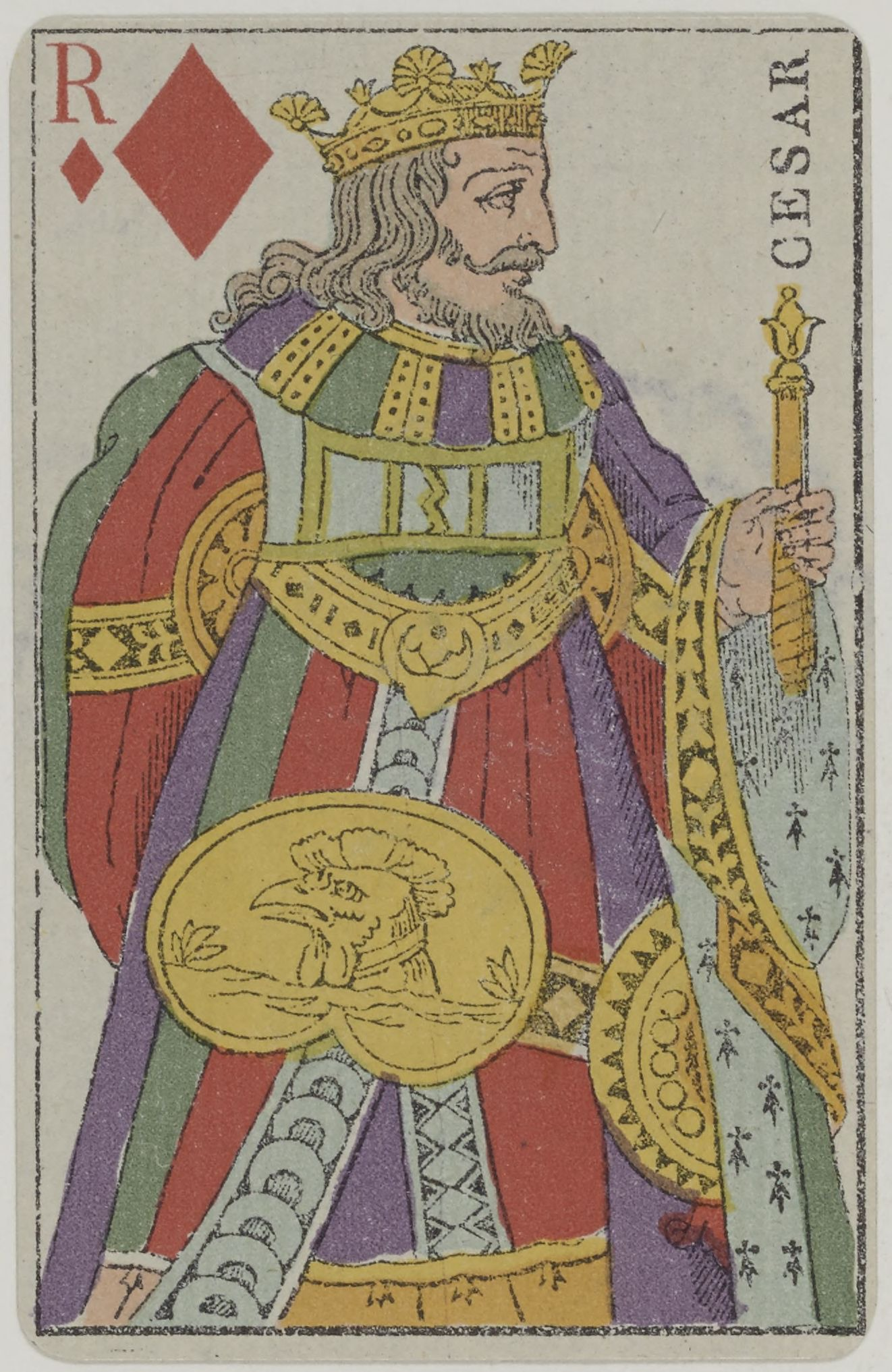
król karo
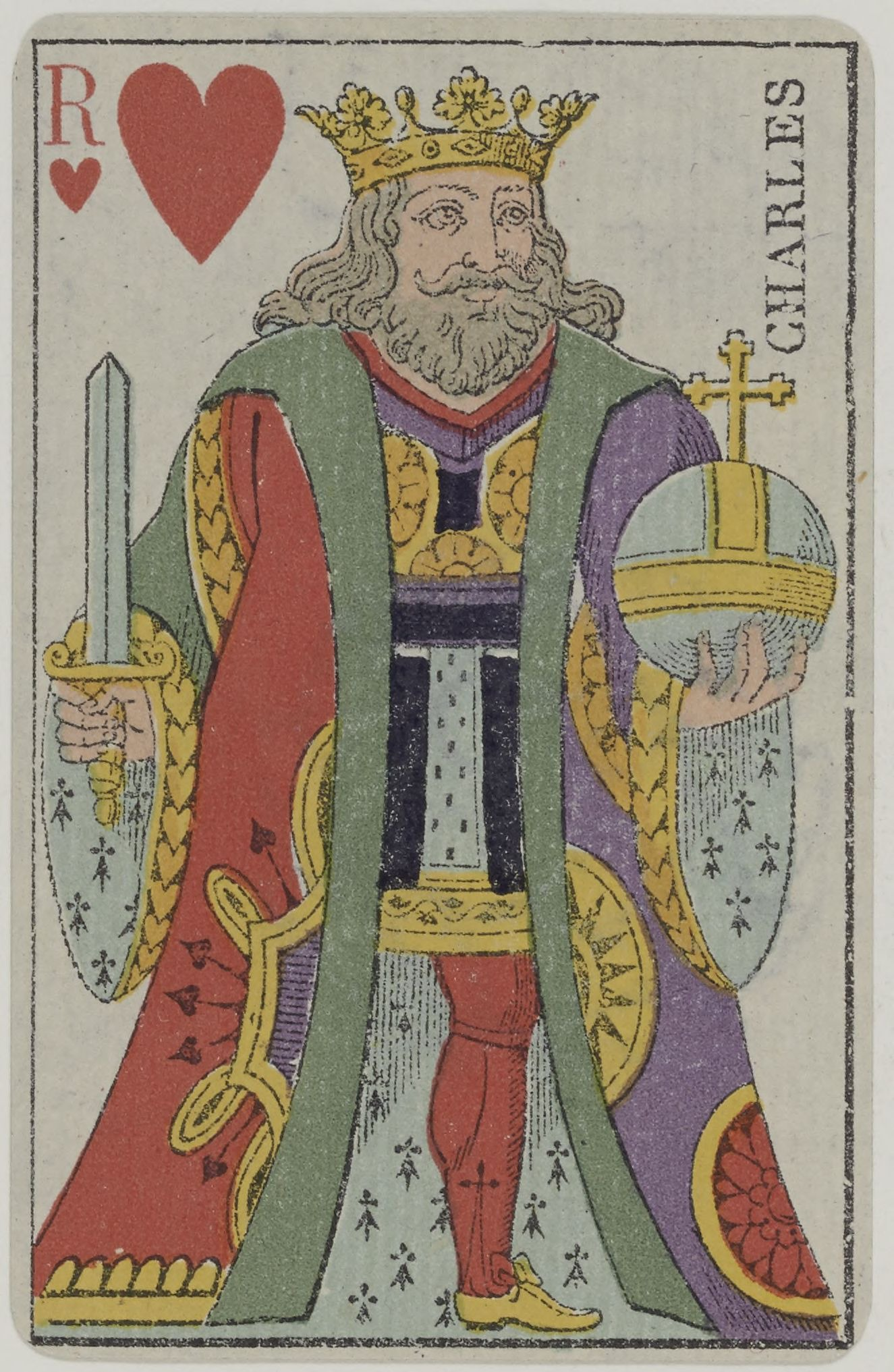
król kier
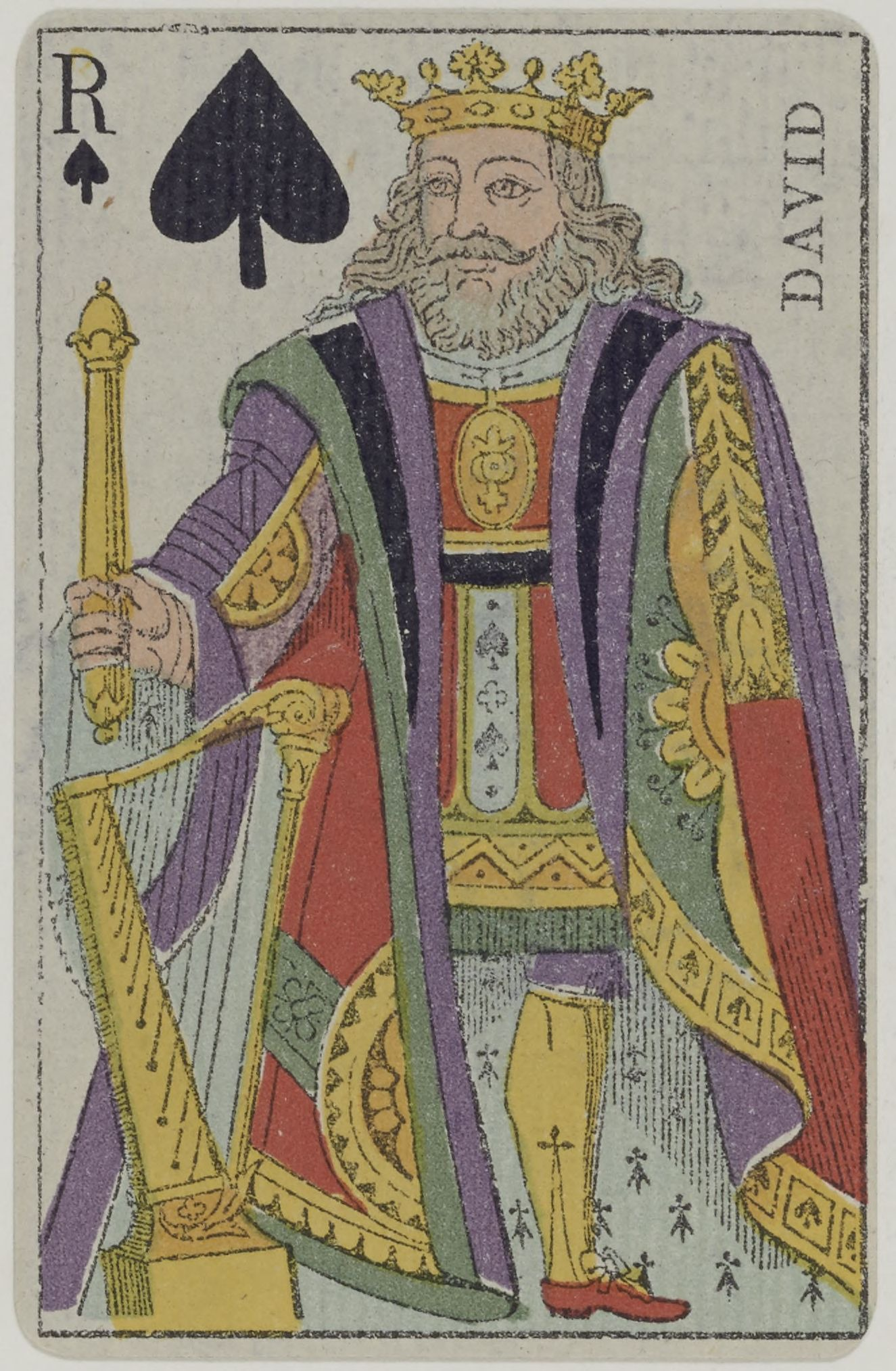
król pik

- ze wzoru francuskiego (dwugłowego) o oznaczeniu literowym R (Roi):

król trefl
król karo
król kier
król pik

- ze wzoru rosyjskiego o oznaczeniu literowym K (Король):

król trefl
król karo
król kier
król pik

- z tarota francuskiego:

król trefl
król karo
król kier
król pik

- z talii „Industrie und Glück”:

- król trefl
- król karo
- król kier
- król pik

- z talii „Smrekarjev tarok”:

- król trefl
- król karo
- król kier
- król pik

- ze wzoru wiedeńskiego

- król trefl
- król karo
- król kier
- król pik

- ze wzoru Bergamo

- król maczug
- król monet
- król kielichów
- król mieczy

- z talii Trappola

- król maczug
- król kwiatów
- król kielichów
- król mieczy

- z tarota marsylskiego:

- król maczug
- król monet
- król kielichów
- król mieczy

- z tarota Minchiate

- król maczug
- król monet
- król kielichów
- król mieczy

- ze wzoru neapolitańskiego

- król maczug
- król monet
- król kielichów
- król mieczy

- ze wzoru sycylijskiego

- król maczug
- król monet
- król kielichów
- król mieczy

- ze wzoru katalońskiego

- król maczug
- król monet
- król kielichów
- król mieczy

- z talii Aluette

- król maczug
- król monet
- król kielichów
- król mieczy

- ze wzoru rzymskiego

- król kielichów
- król mieczy

## Króle w talii polskiej

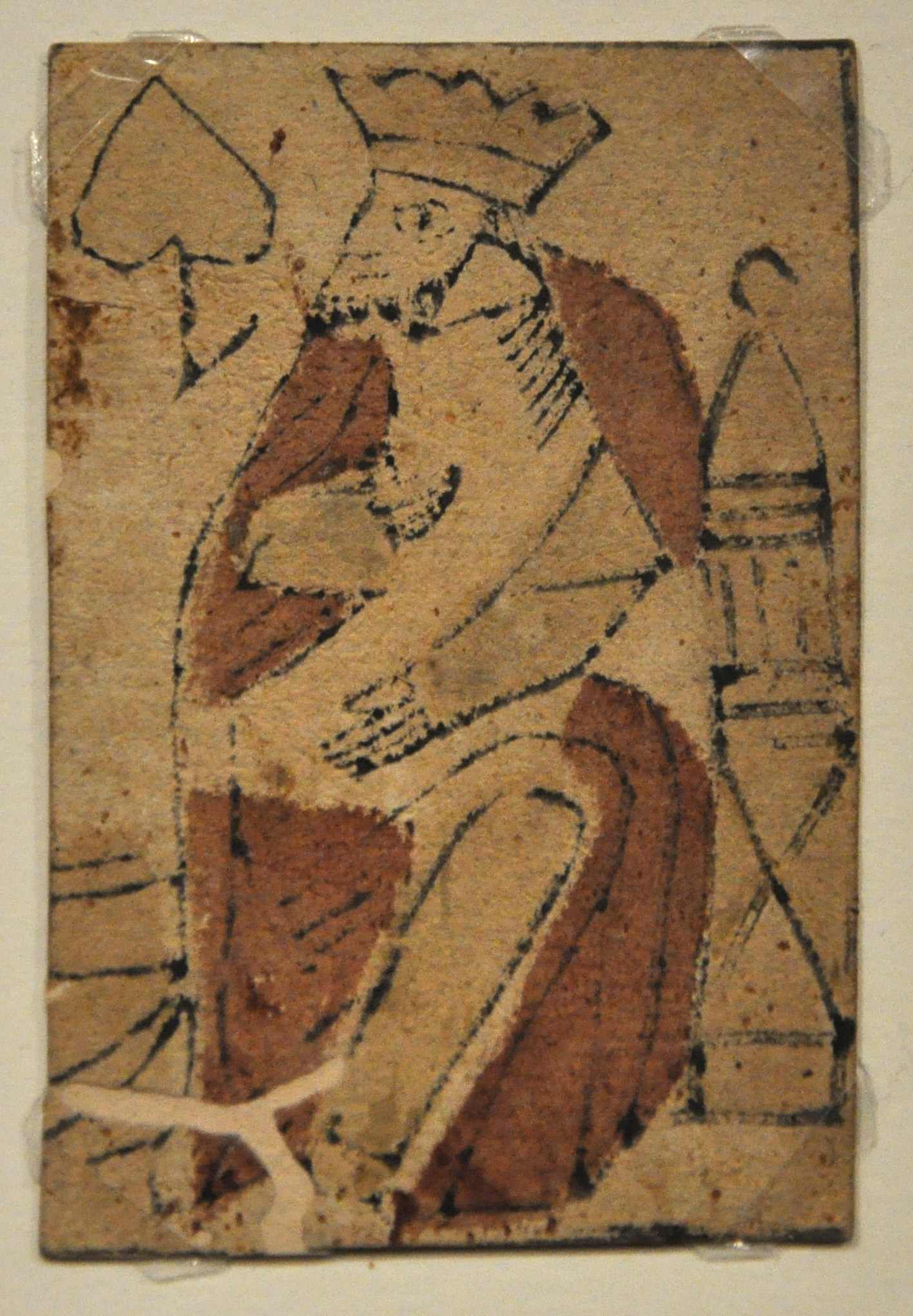
Król Winny

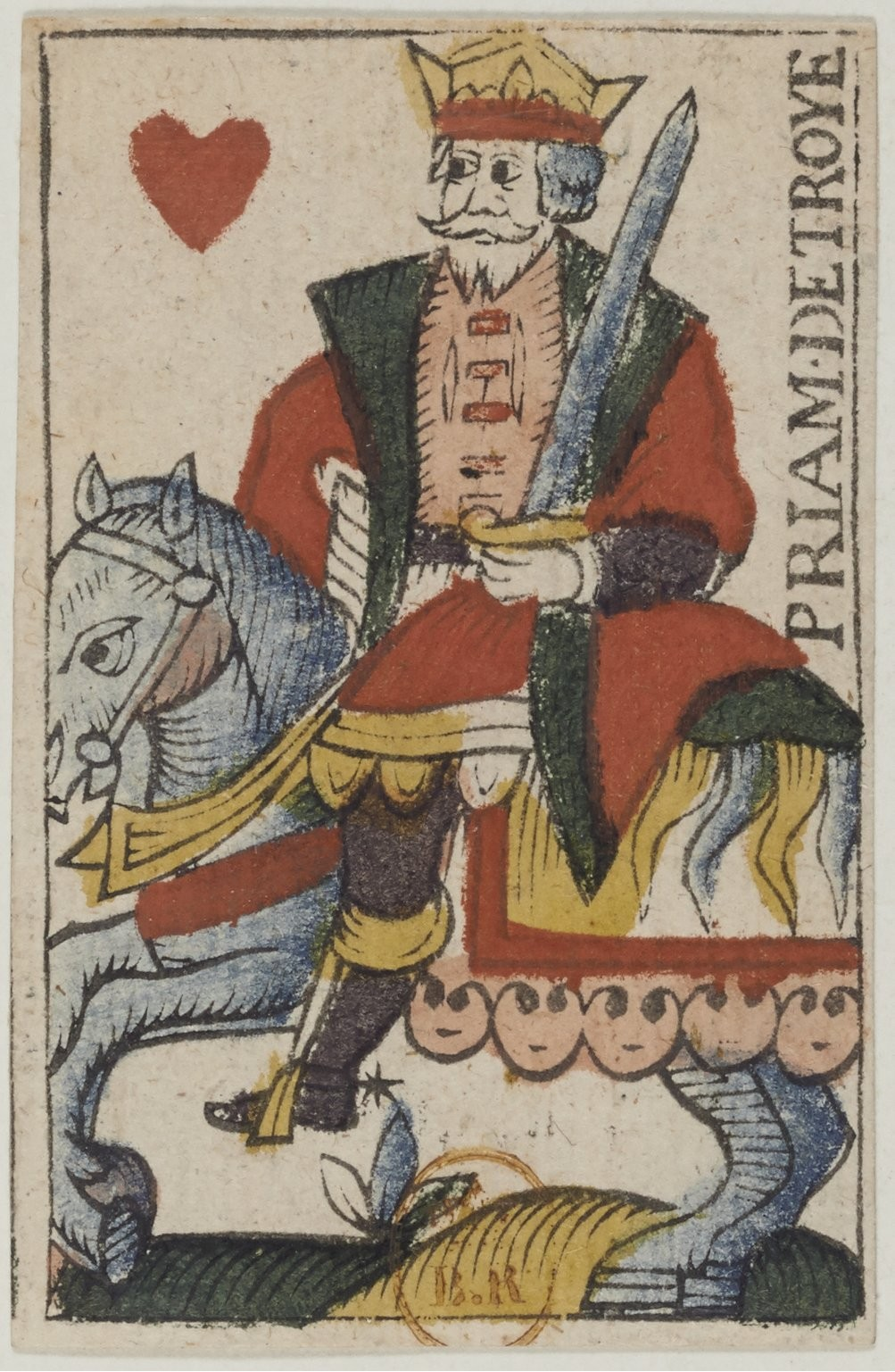
Król Kier z Wzoru Jeździeckiego

Króle występują również w talii typu polskiego. Przedstawiane są zwykle jako postaci ukoronowanych mężczyzn siedzących na koniach (wersja symetryczna) lub jako królowie siedzący na tronach (wersja z całą postacią). Karty te zwykle są oznaczone literą K w rogach, jednak jeśli nie jest używane oznaczenie literowe to zwykle zastępczym jest umiejscowienie symbolu koloru w lewym górnym rogu (wersja symetryczna) lub dwóch równoległych symboli koloru (wersja z całą postacią).

## Wygląd króli
- z talii 48 kart niemieckich

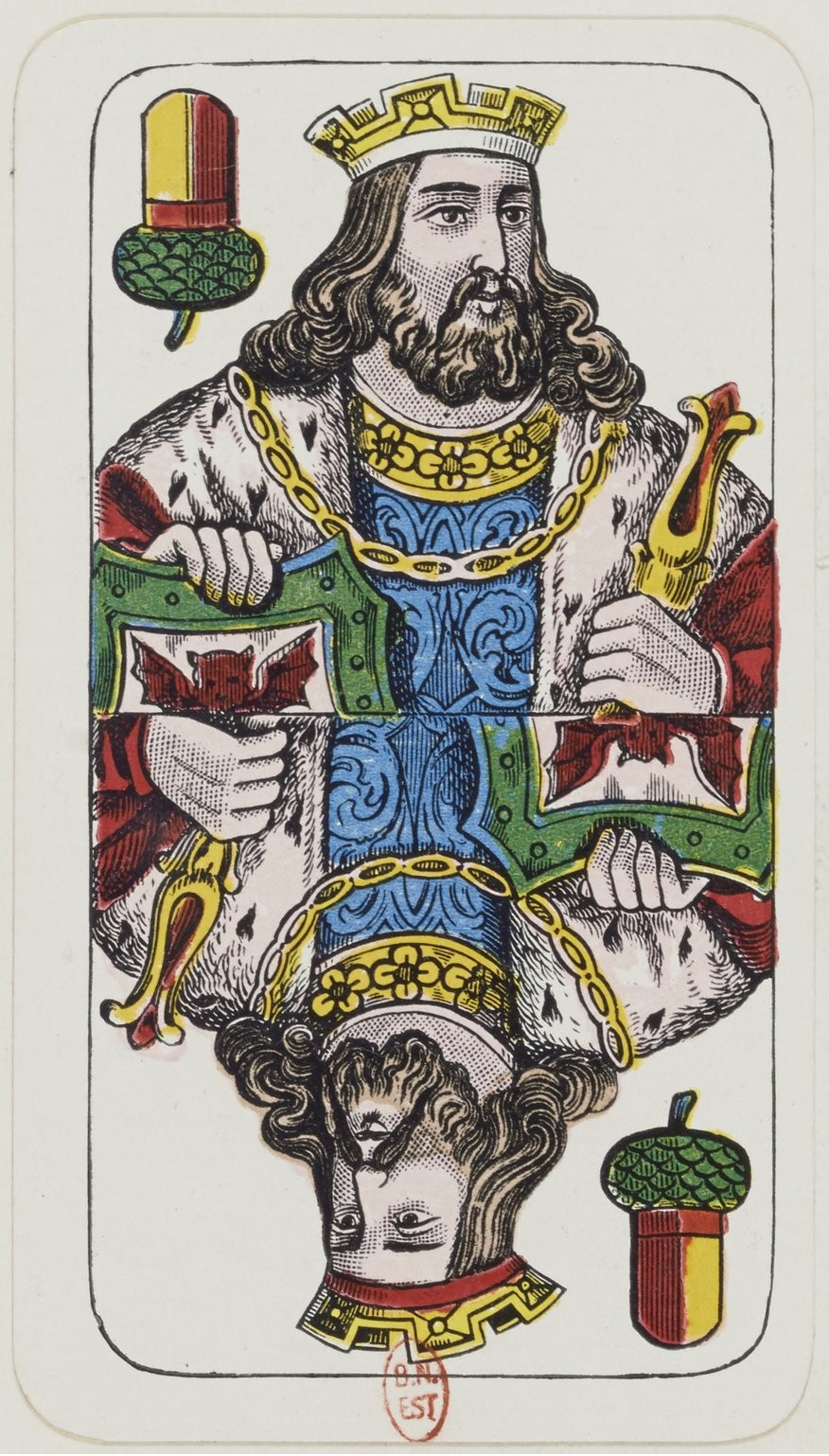
król żołędny
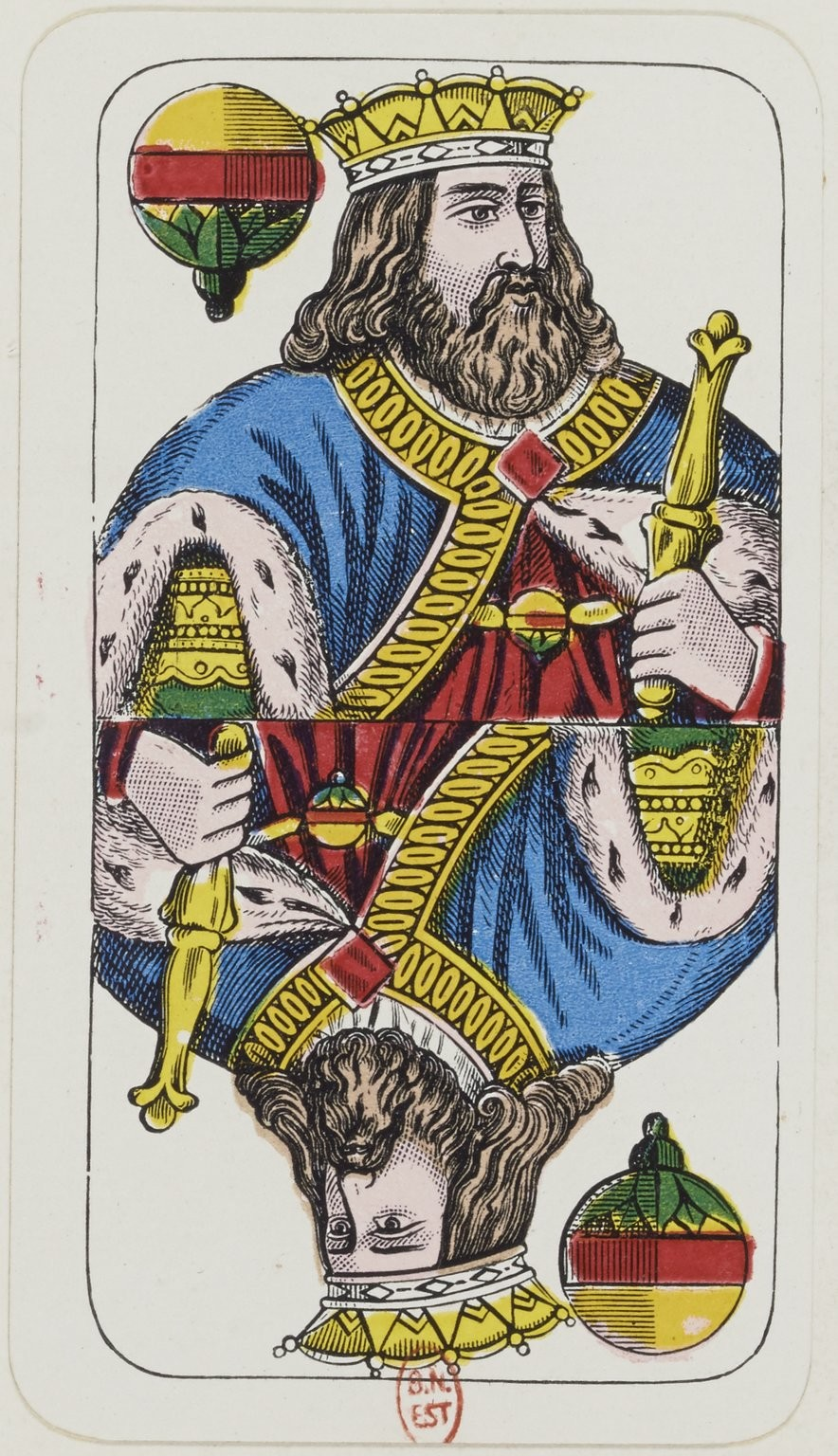
król dzwonkowy
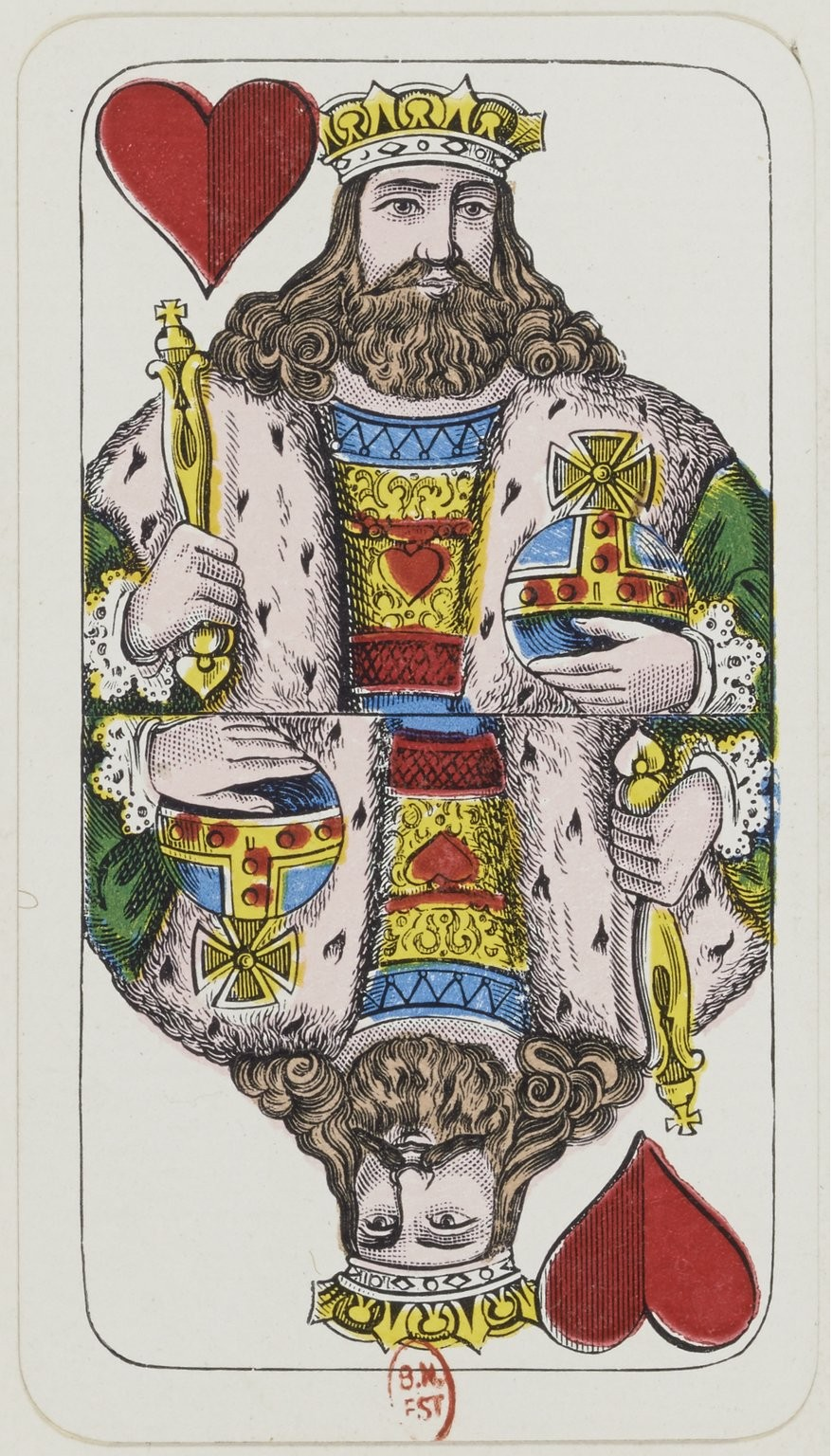
król czerwienny
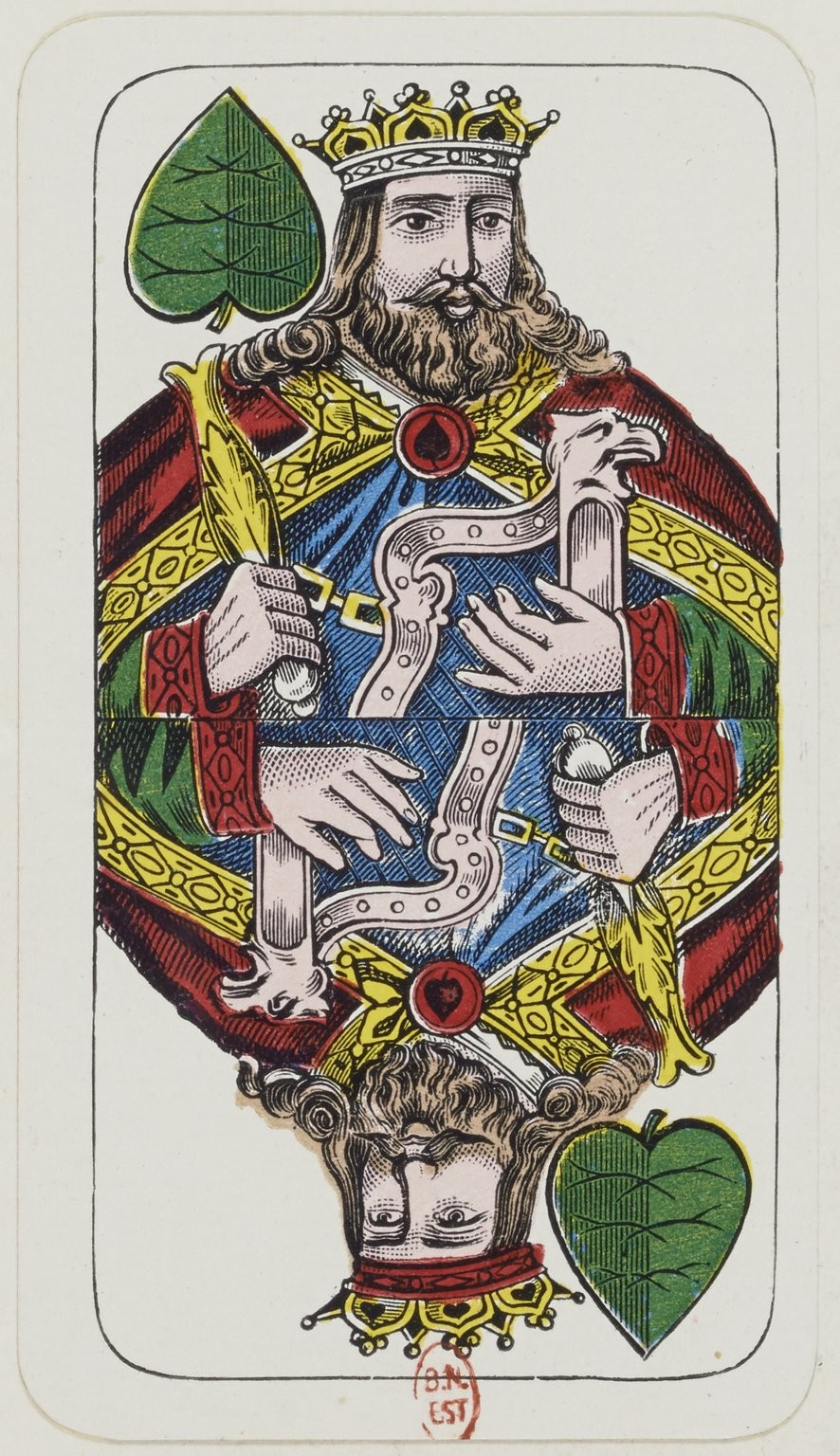
król winny

- z talii Jednohlavẻ

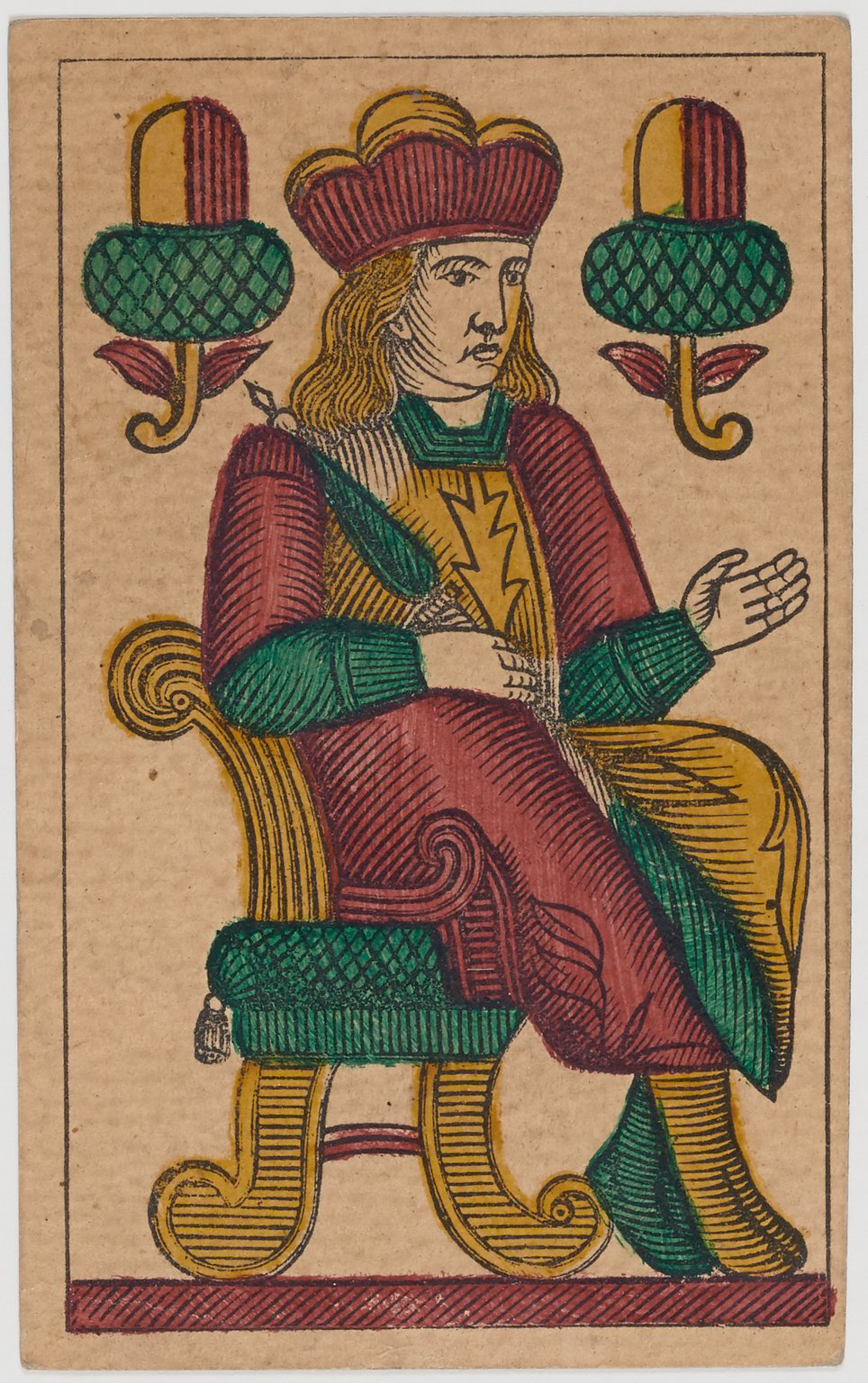
król żołędny
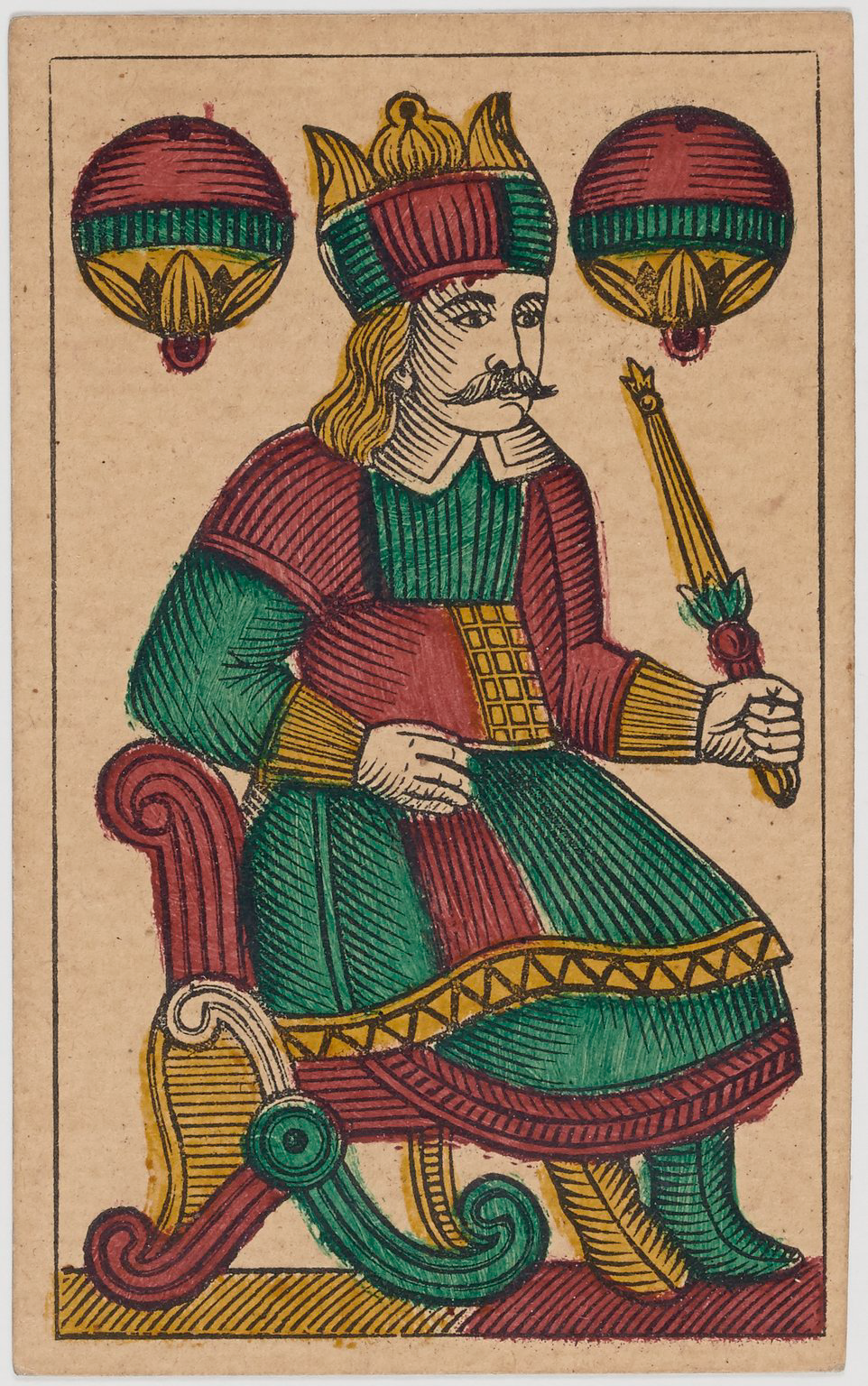
król dzwonkowy
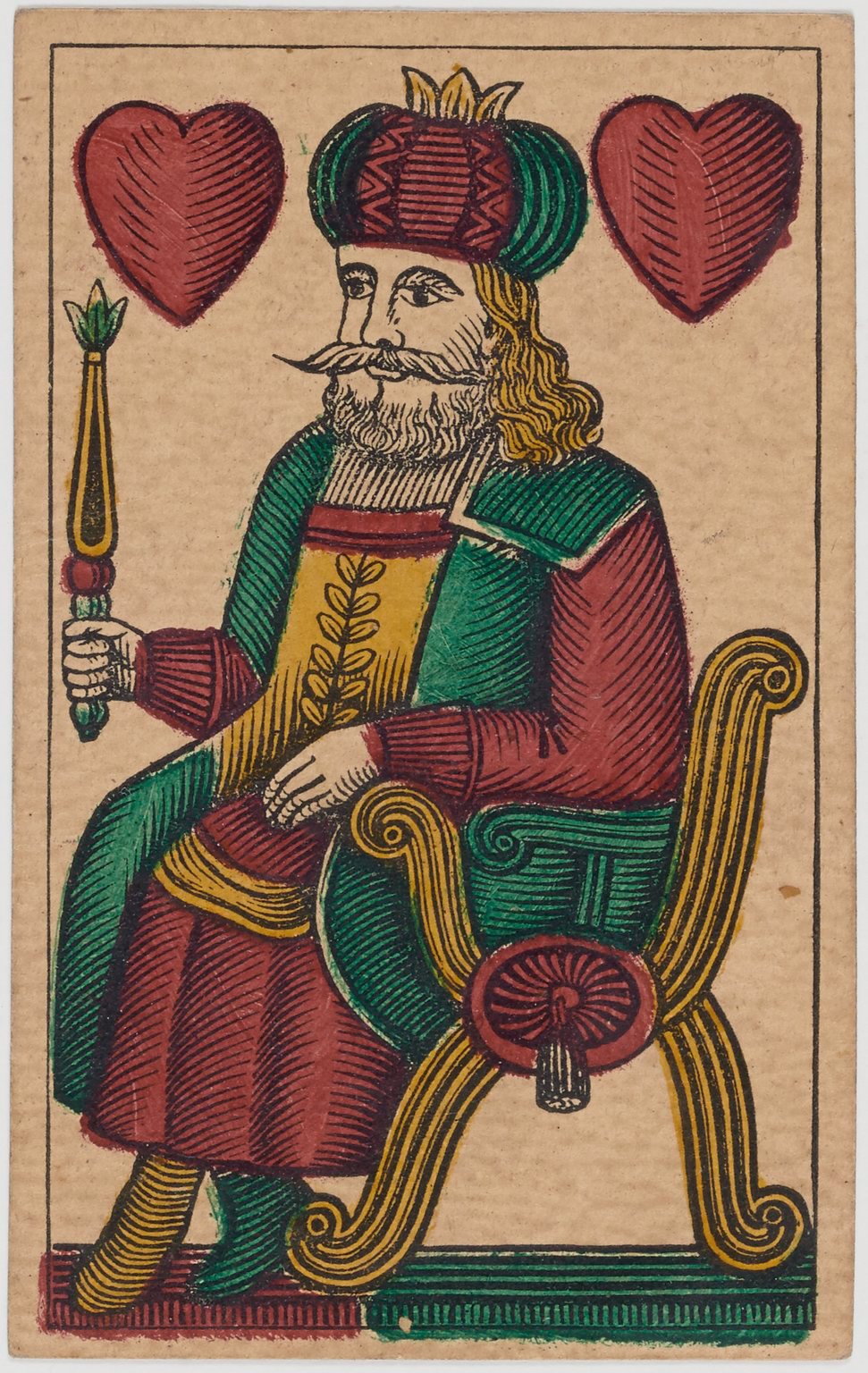
król czerwienny
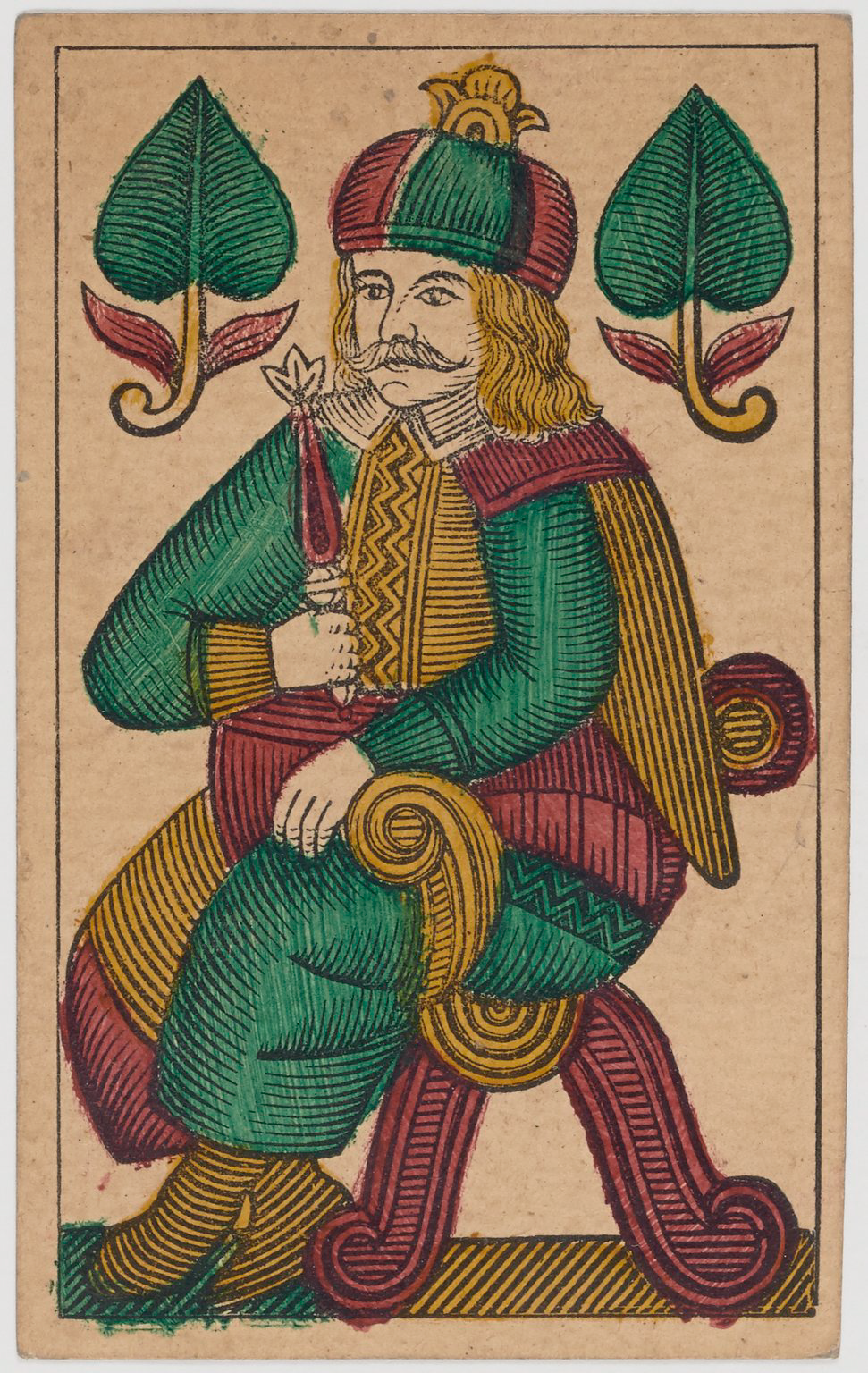
król winny

- ze wzoru wirtemberskiego – stary rysunek

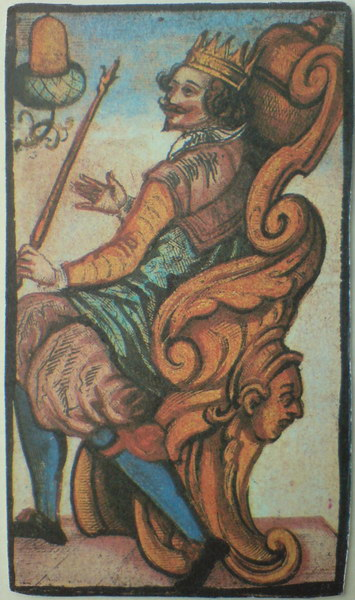
król żołędny
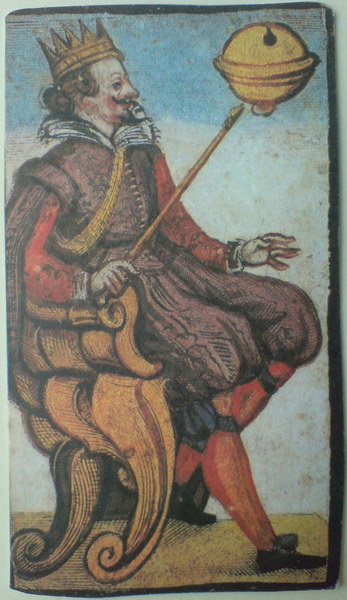
król dzwonkowy
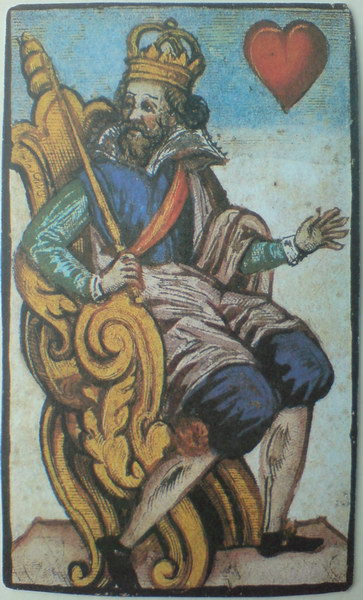
król czerwienny
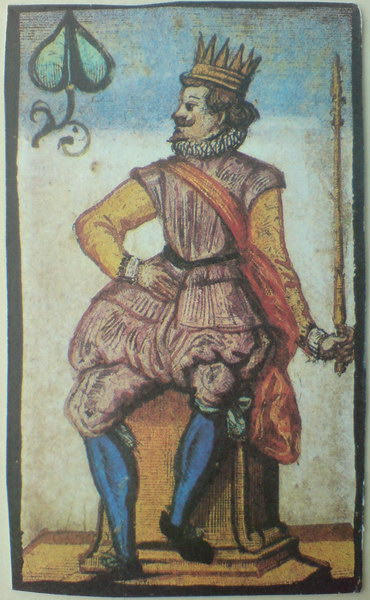
król winny

- ze wzoru wirtemberskiego – nowy rysunek

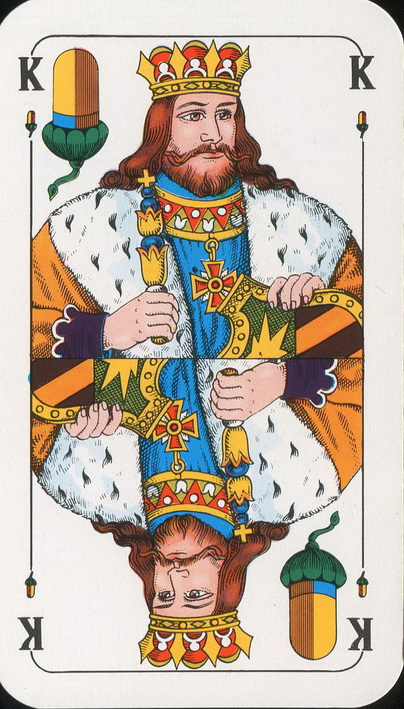
król żołędny
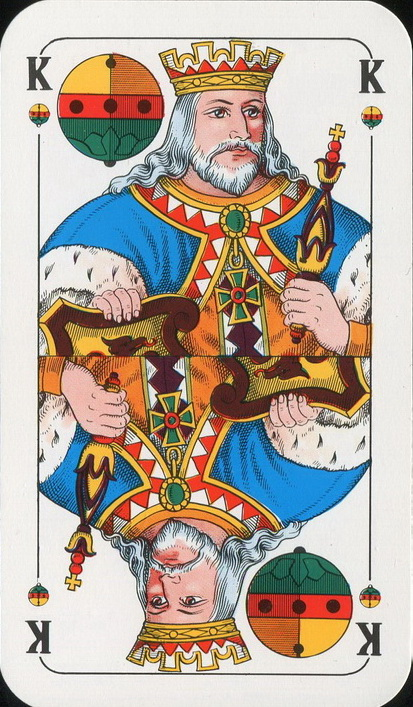
król dzwonkowy
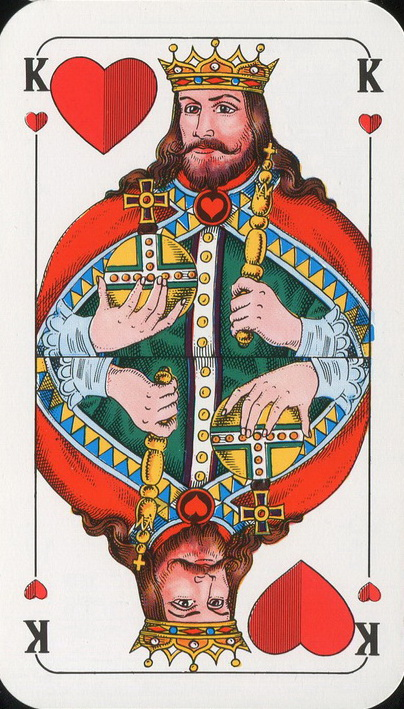
król czerwienny
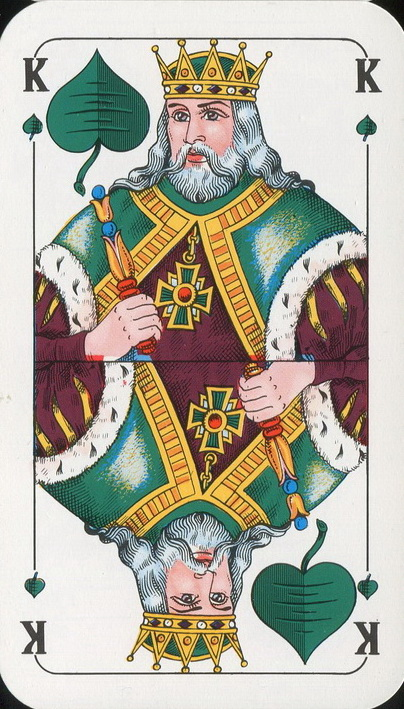
król winny

- ze wzoru saksońskiego:

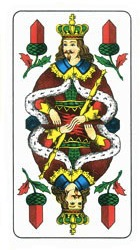
król żołędny
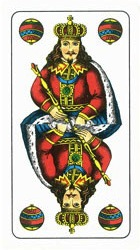
król dzwonkowy
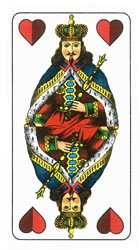
król czerwienny
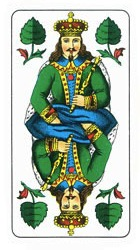
król winny

- ze wzoru szwajcarskiego:

- król żołędny
- król dzwonkowy
- król różany
- król tarczy

- ze wzoru bawarskiego:

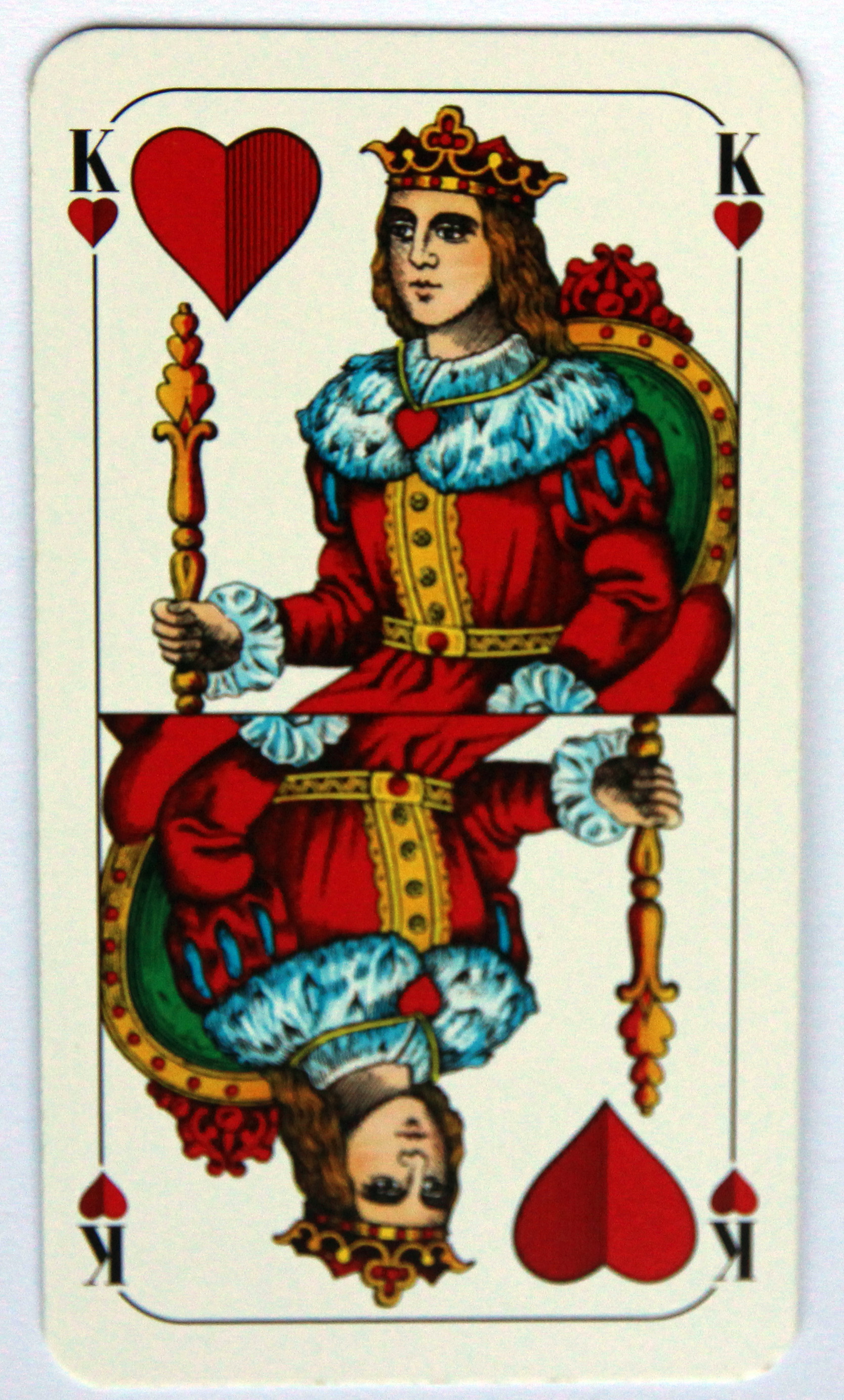
król czerwienny